# Liste der Kulturdenkmäler in Borken (Hessen)
Die folgende Liste enthält die in der Denkmaltopographie ausgewiesenen Kulturdenkmäler auf dem Gebiet  der  Stadt Borken, Schwalm-Eder-Kreis, Hessen.
Hinweis: Die Reihenfolge der Denkmäler in dieser Liste orientiert sich zunächst an Stadtteilen und anschließend der Anschrift, alternativ ist sie auch nach der Bezeichnung oder der Bauzeit sortierbar.
Kulturdenkmäler werden fortlaufend im Denkmalverzeichnis des Landes Hessen durch das Landesamt für Denkmalpflege Hessen auf Basis des Hessischen Denkmalschutzgesetzes (HDSchG) geführt. Die Schutzwürdigkeit eines Kulturdenkmals hängt nicht von der Eintragung in das Denkmalverzeichnis des Landes Hessen oder der Veröffentlichung in der Denkmaltopographie ab.

## Borken (Hessen)

### Gesamtanlage Borken I
| Bild                             | Bezeichnung                      | Lage                                               | Beschreibung | Bauzeit                              | Daten |
| -------------------------------- | -------------------------------- | -------------------------------------------------- | --- | ------------------------------------ | ----- |
| Bild gesucht BW                  | Historischer Stadtkern           | Lage                                               | Die Gesamtanlage umfasst den historischen Stadtkern in seiner mittelalterlichen Ausdehnung. Am Alten Hof 1–15; Am Amtsgericht 1–9, 2–4; An der Kirche 1–2; Bahnhofstraße 63–79, 83–89, 86–110; Eisenkaute 11–13, 2–6; Hintergasse 1–11, 2–18, 22–32; Kirchstraße 1–3; Marktplatz 3, 11–15; Marktstraße 15–17, 2–16; Obere Bergstraße 3–17, 2–10, 14–22; Untere Bergstraße 1–7, 2–6; Wallgraben 7. (g) |                                      |       |
| Einhaus                          | Einhaus                          | Am Alten Hof 13 LageFlur: 11, Flurstück: 148       | (g, s) | 1850                                 |       |
| Altes Amtsgericht                | Altes Amtsgericht                | Am Amtsgericht 2 LageFlur: 11, Flurstück: 60       | (g, s, w) | 1473                                 |       |
| dreizoniges Wohnstallhaus        | dreizoniges Wohnstallhaus        | Am Amtsgericht 5 LageFlur: 11, Flurstück: 45/2     | (g, s) | letztes Viertel des 18. Jahrhunderts |       |
| evangelische Stadtkirche         | evangelische Stadtkirche         | An der Kirche 1 LageFlur: 11, Flurstück: 40        | (g, k, s) | 1845                                 |       |
| Wohn- und Geschäftshaus          | Wohn- und Geschäftshaus          | Bahnhofstraße 69 LageFlur: 11, Flurstück: 6/5      | (g, s) | 1830                                 |       |
| Wohnstallhaus                    | Wohnstallhaus                    | Bahnhofstraße 79 LageFlur: 11, Flurstück: 259/11   | (g, s) | Ende des 18. Jahrhunderts            |       |
| Fachwerkgebäude                  | Fachwerkgebäude                  | Bahnhofstraße 96 LageFlur: 11, Flurstück: 35/2     | (g, s) | 1767                                 |       |
| Fachwerkwohnhaus                 | Fachwerkwohnhaus                 | Bahnhofstraße 98 LageFlur: 11, Flurstück: 33/2     | (g, k, s) | 1700                                 |       |
| Rathaus, Schule, jüdische Schule | Rathaus, Schule, jüdische Schule | Hintergasse 1 LageFlur: 11, Flurstück: 75          | (g, s) | 1469                                 |       |
| Ernhaus                          | Ernhaus                          | Hintergasse 14 LageFlur: 11, Flurstück: 98         | (g, s) | Mitte des 19. Jahrhunderts           |       |
| giebelständiges Einhaus          | giebelständiges Einhaus          | Hintergasse 18 LageFlur: 11, Flurstück: 115        | (g, s) | erste Hälfte des 19. Jahrhunderts    |       |
| traufständiges Fachwerkwohnhaus  | traufständiges Fachwerkwohnhaus  | Hintergasse 24 LageFlur: 11, Flurstück: 119/2      | (g, k, s) | 1700                                 |       |
| Fachwerkhaus                     | Fachwerkhaus                     | Hintergasse 32 LageFlur: 11, Flurstück: 126        | (g, s) | frühes 18. Jahrhundert               |       |
| Hofanlage                        | Hofanlage                        | Kirchstraße 11 LageFlur: 11, Flurstück: 62/1       | (g, s) | um 1900                              |       |
| Bild gesucht BW                  | Wirtschaftsgebäude               | Kirchstraße 15 LageFlur: 11, Flurstück: 62/2       | (g, s) | zweite Hälfte des 19. Jahrhunderts   |       |
| Wohnhaus                         | Wohnhaus                         | Marktstraße 2 LageFlur: 11, Flurstück: 78          | (s) |                                      |       |
| Rathaus                          | Rathaus                          | Marktstraße 3 LageFlur: 11, Flurstück: 79/1        | (g, k, s, w) | 1611                                 |       |
| Fachwerkwohnhaus                 | Fachwerkwohnhaus                 | Marktstraße 4 LageFlur: 11, Flurstück: 77          | (g, s) | 1823                                 |       |
| Fachwerkwohnhaus                 | Fachwerkwohnhaus                 | Marktstraße 6 LageFlur: 11, Flurstück: 76          | (s) | zweite Hälfte des 19. Jahrhunderts   |       |
| Brunnen                          | Brunnen                          | Marktstraße 6 LageFlur: 11, Flurstück: 76          | (g) |                                      |       |
| Einhaus                          | Einhaus                          | Marktstraße 14/16 LageFlur: 11, Flurstück: 69      | (g, s) | mittleres 19. Jahrhundert            |       |
| traufständiges Einhaus           | traufständiges Einhaus           | Obere Bergstraße 14 LageFlur: 11, Flurstück: 135/1 | (g, s) | um 1860                              |       |
| Fachwerkgebäude                  | Fachwerkgebäude                  | Obere Bergstraße 22 LageFlur: 11, Flurstück: 142   | (g, s) | mittleres 18. Jahrhundert            |       |
| Fachwerkgebäude                  | Fachwerkgebäude                  | Untere Bergstraße 2 LageFlur: 11, Flurstück: 61    | (g, s) | zweite Hälfte des 18. Jahrhunderts   |       |
| Bild gesucht BW                  | Fachwerkwohnhaus                 | Untere Bergstraße 4 LageFlur: 11, Flurstück: 64    | (g, s) | frühes 18. Jahrhundert               |       |
| Scheune                          | Scheune                          | Untere Bergstraße 4 LageFlur: 11, Flurstück: 64    | (g) | zweite Hälfte des 19. Jahrhunderts   |       |

Denkmäler der Gesamtanlage I ohne eigenen Eintrag in der Topographie
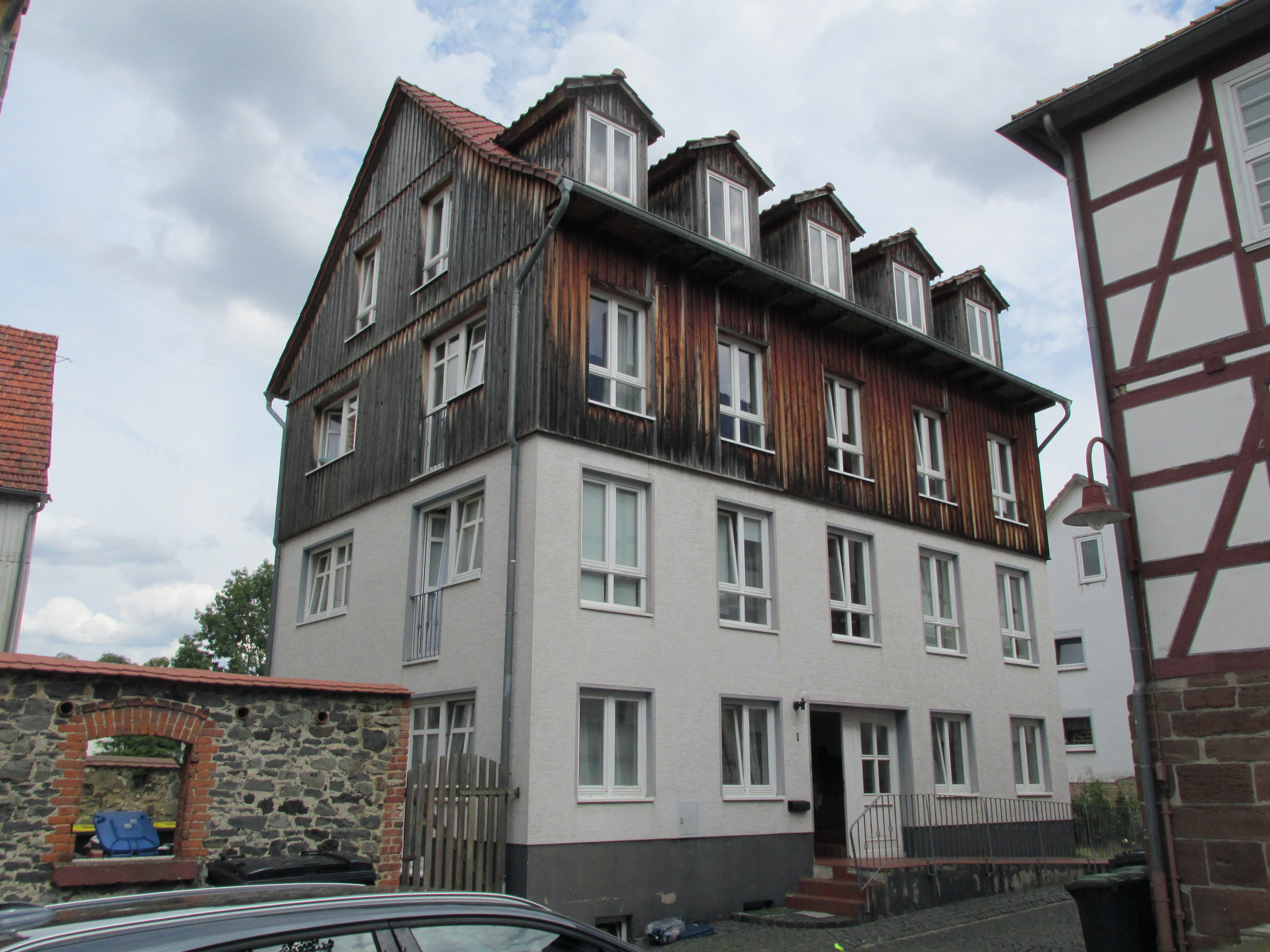
Am Alten Hof 1
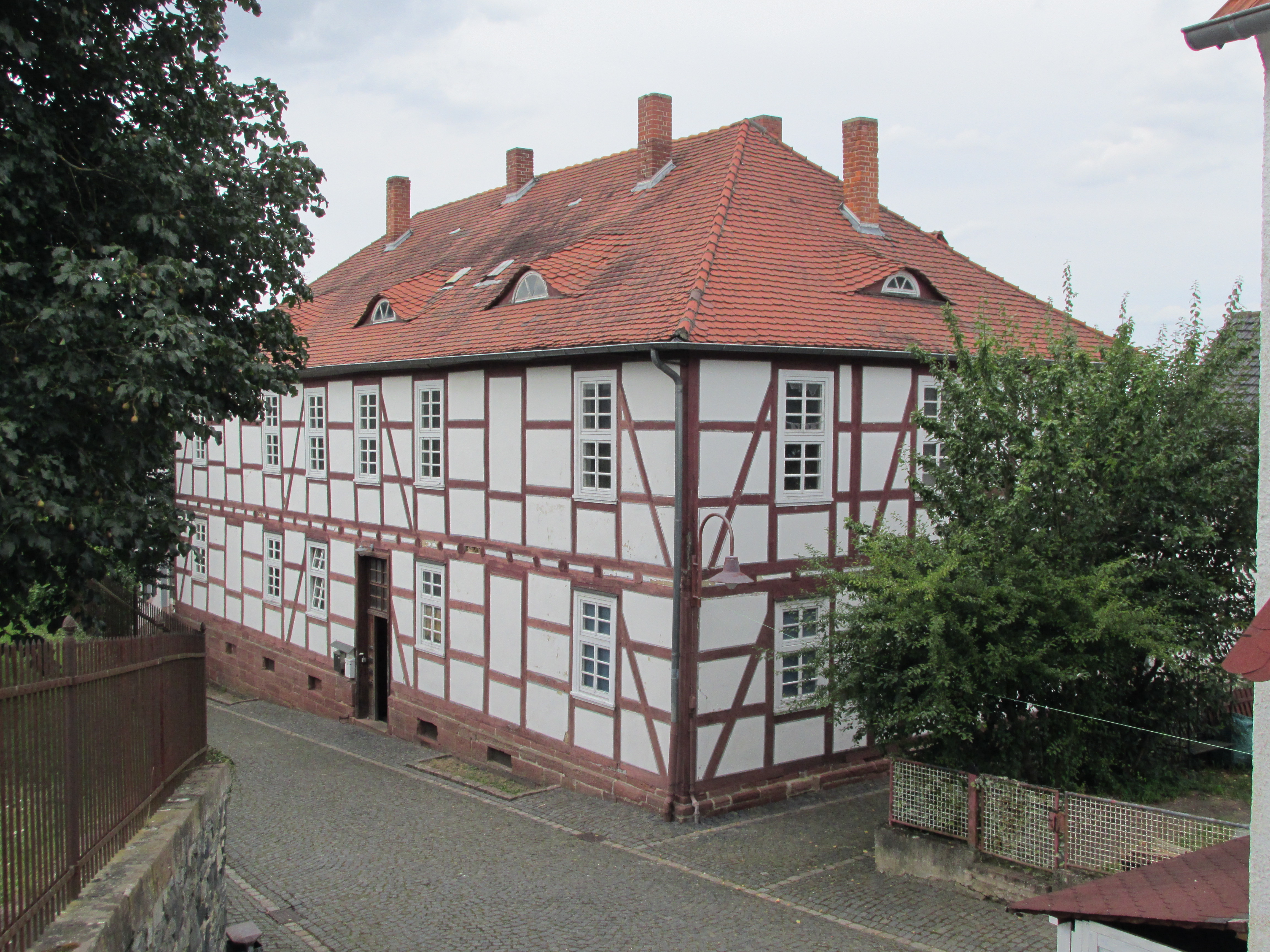
Am Alten Hof 3
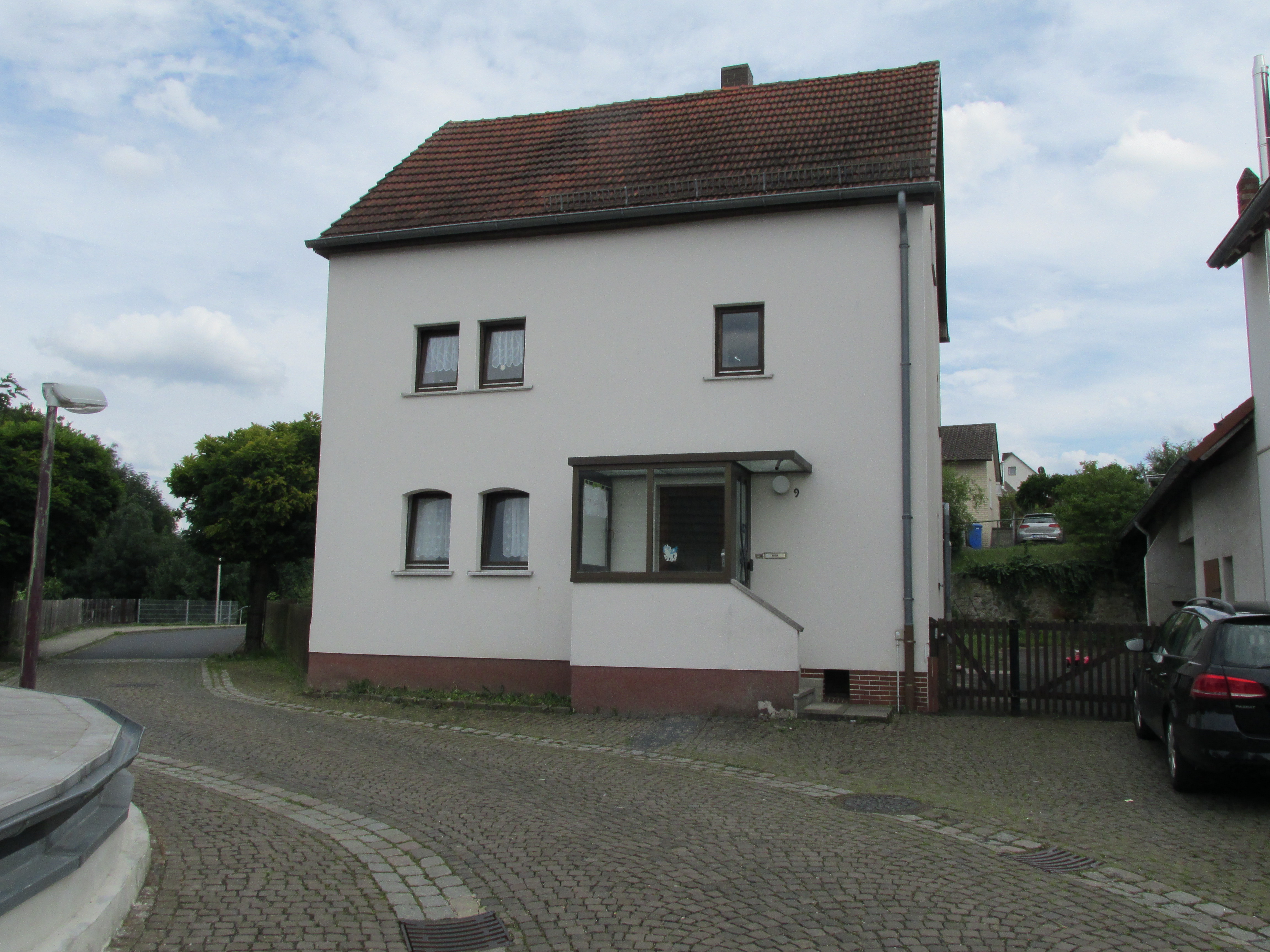
Am Alten Hof 9
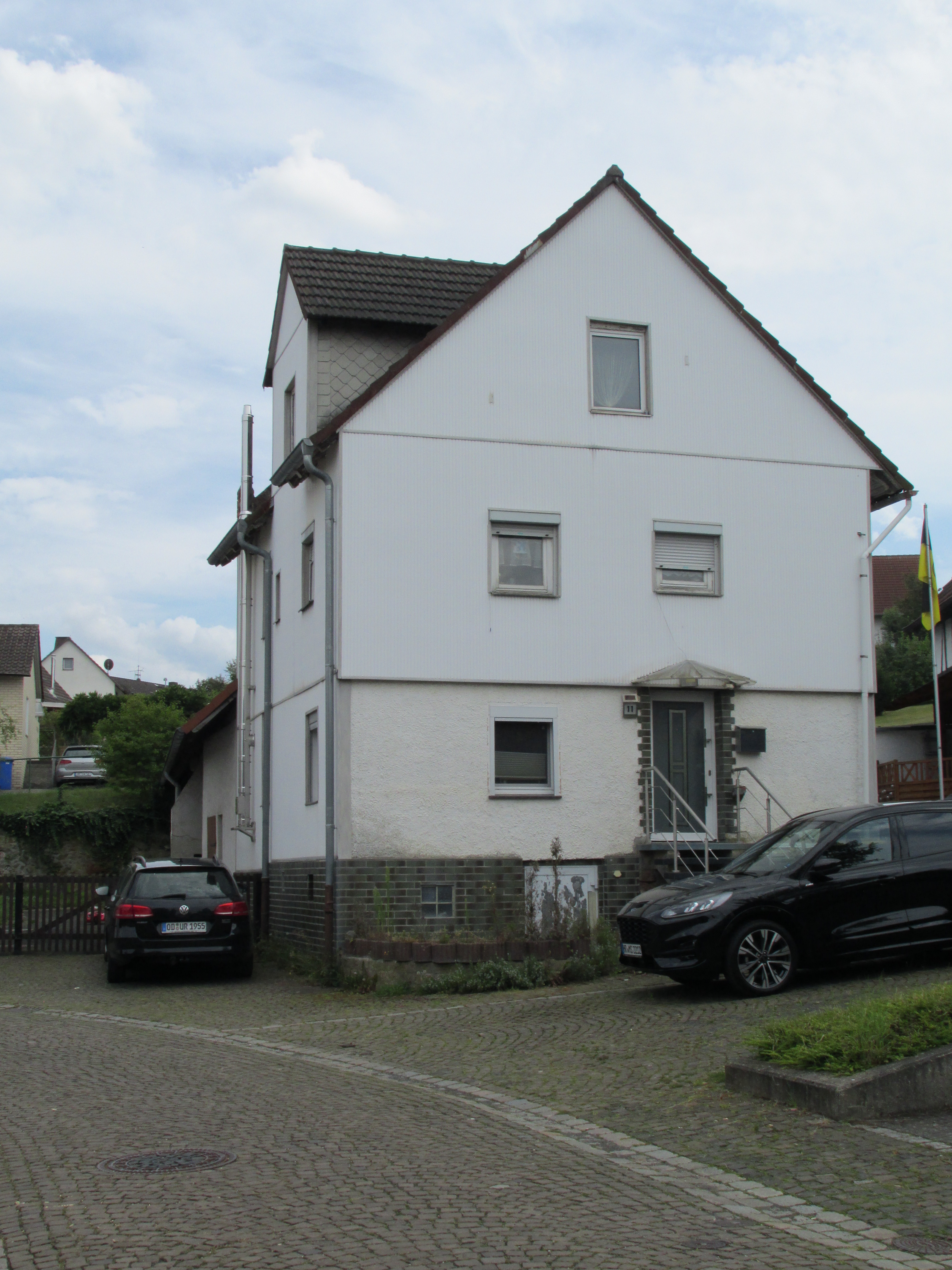
Am Alten Hof 11
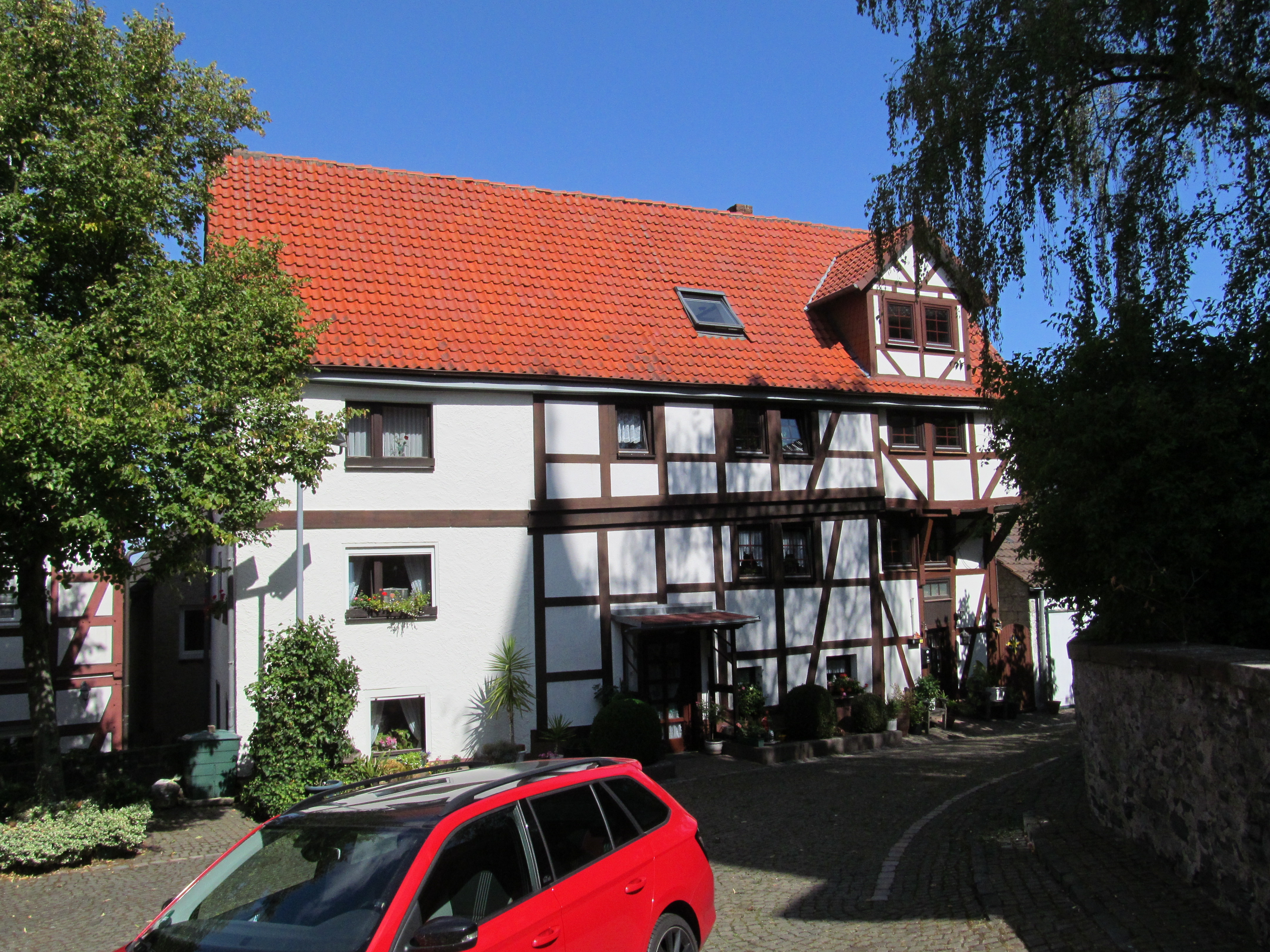
An der Kirche 2
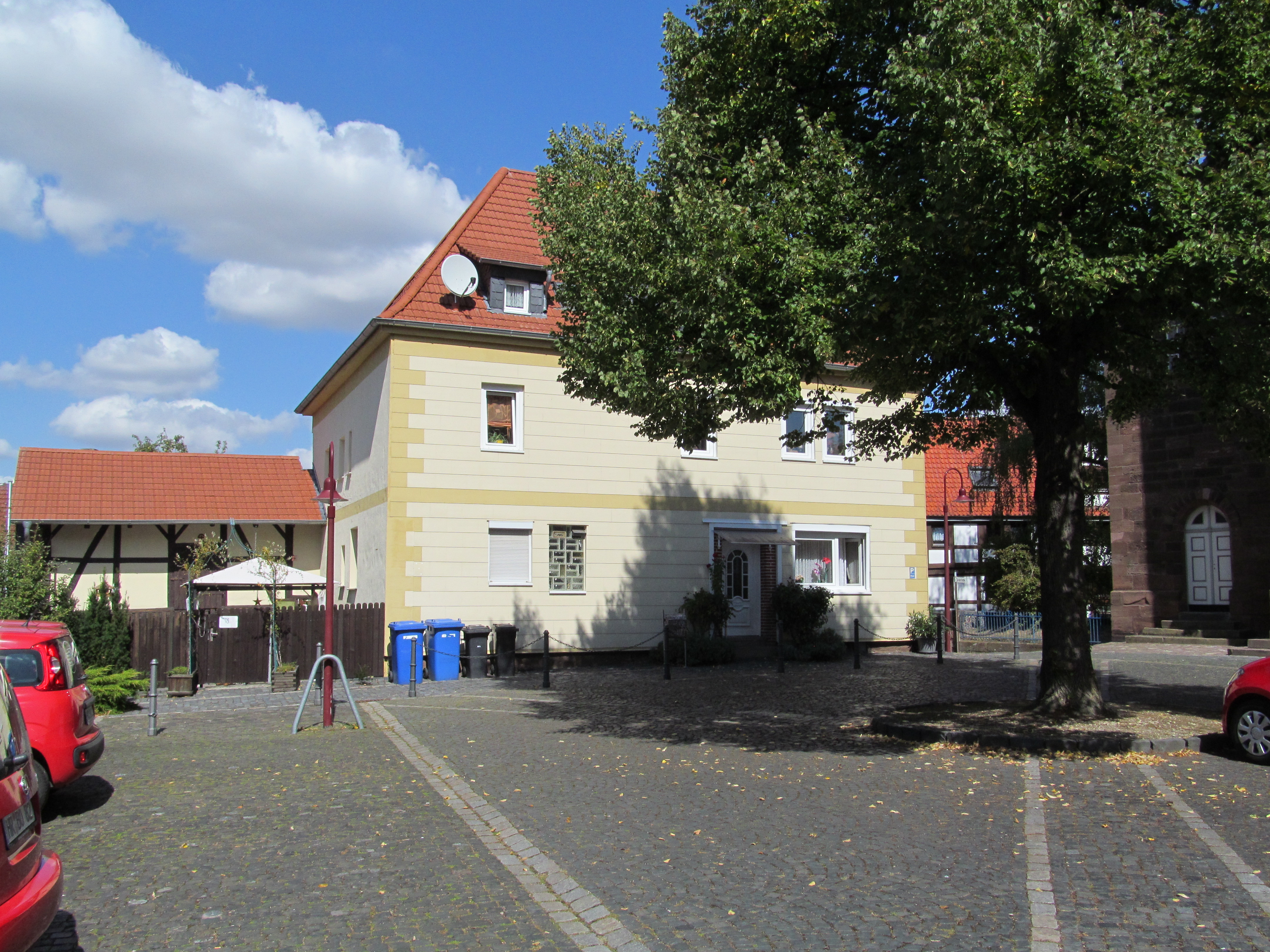
An der Kirche 3
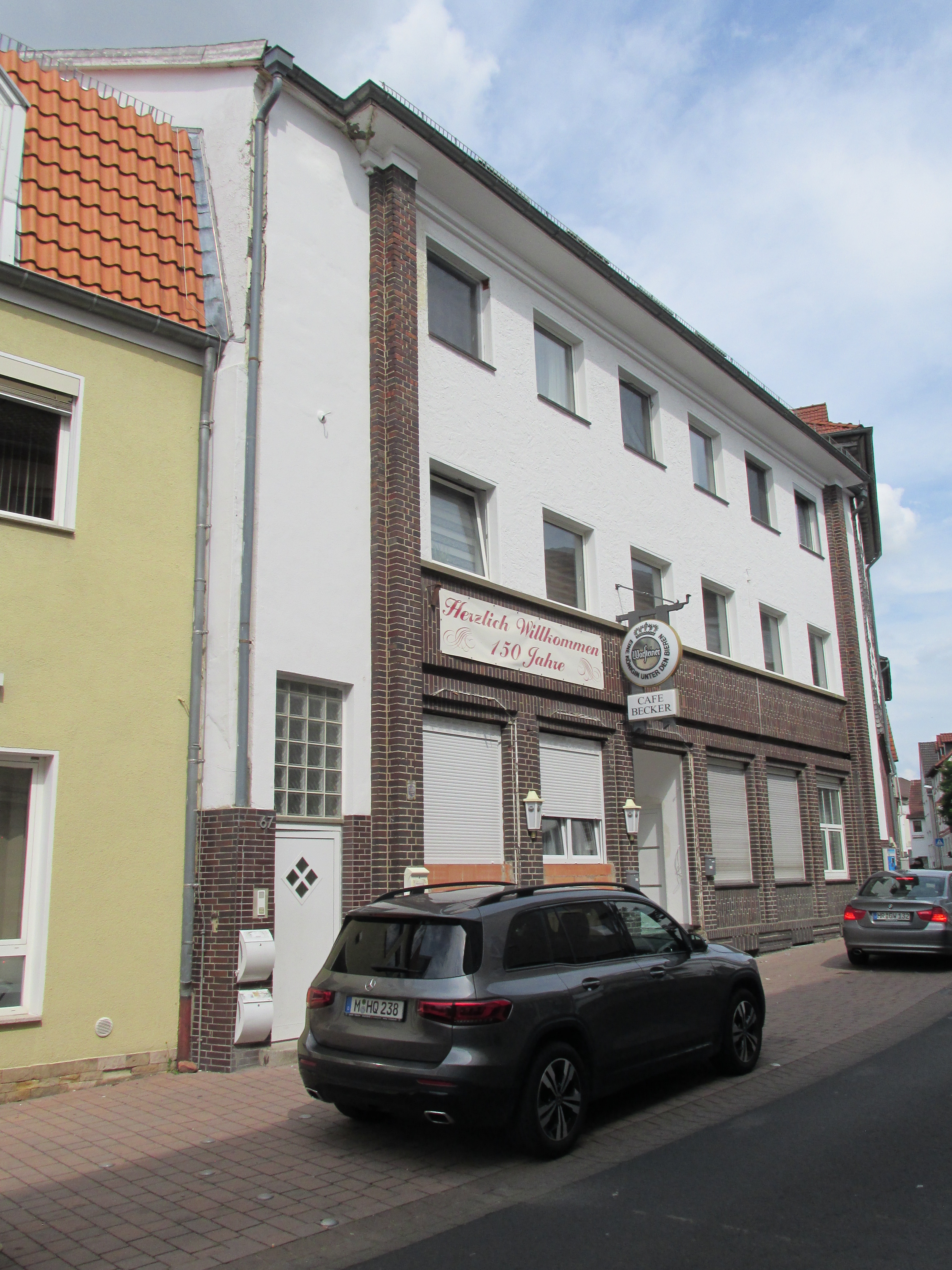
Bahnhofstraße 67
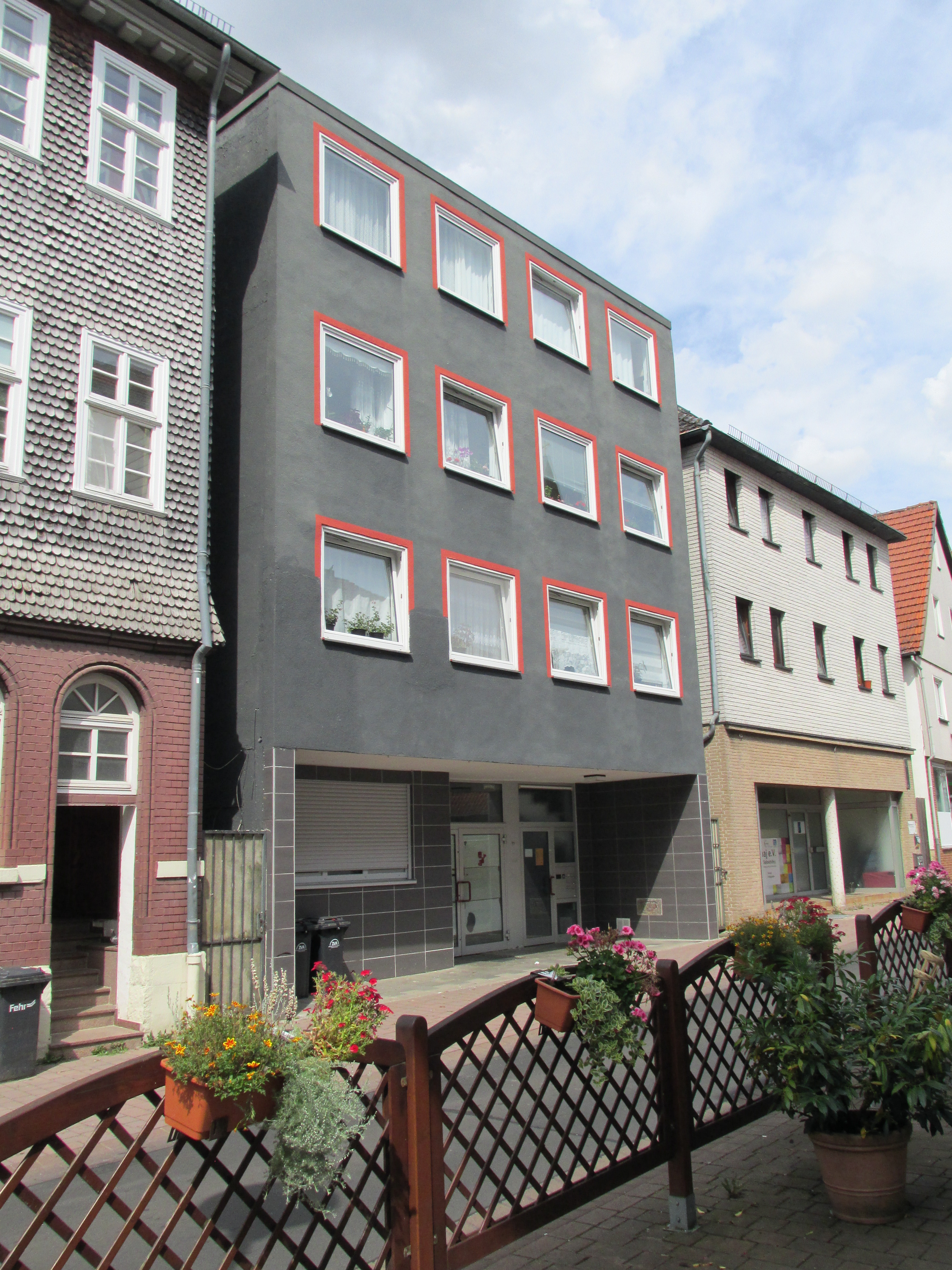
Bahnhofstraße 71
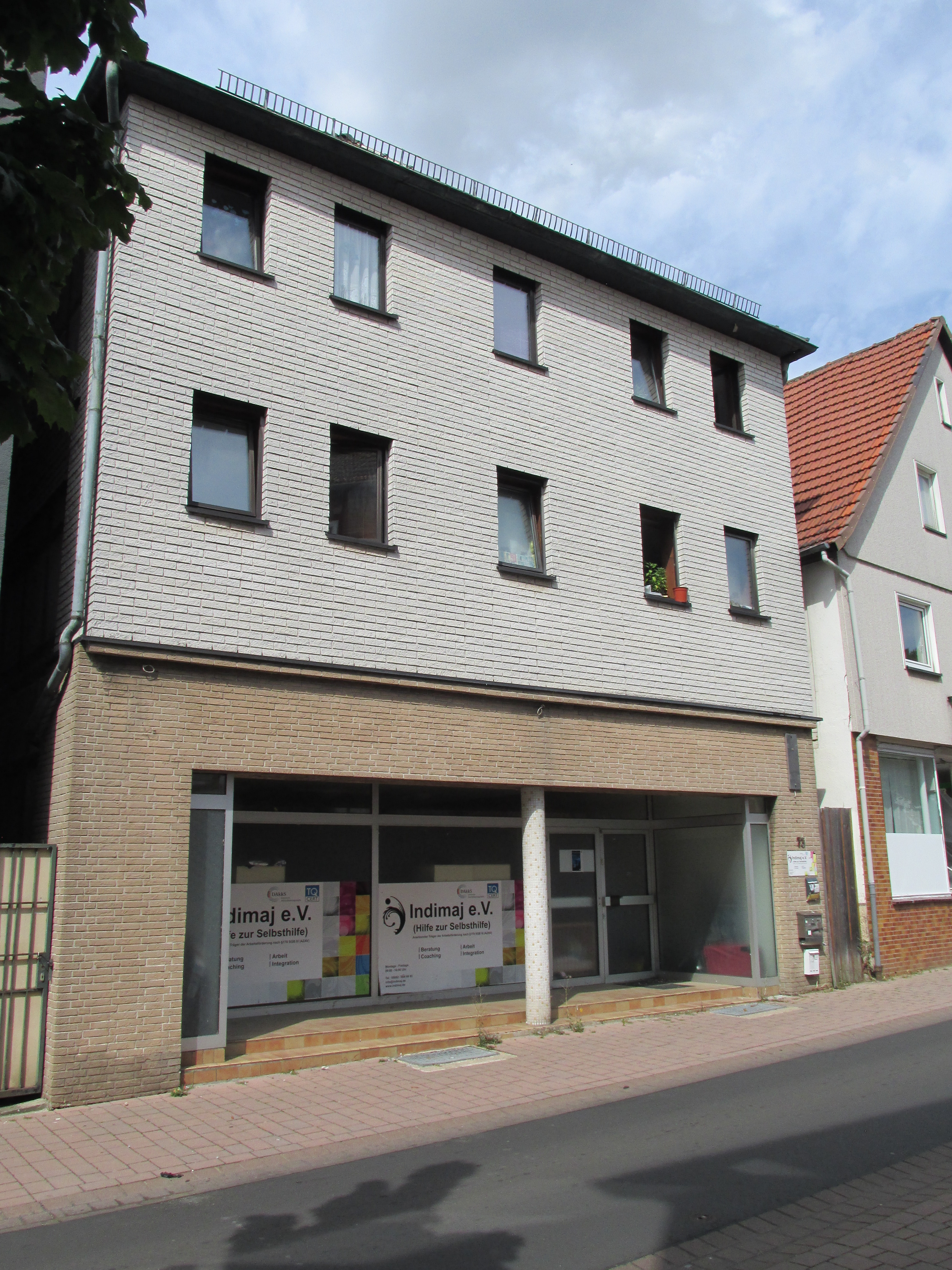
Bahnhofstraße 73
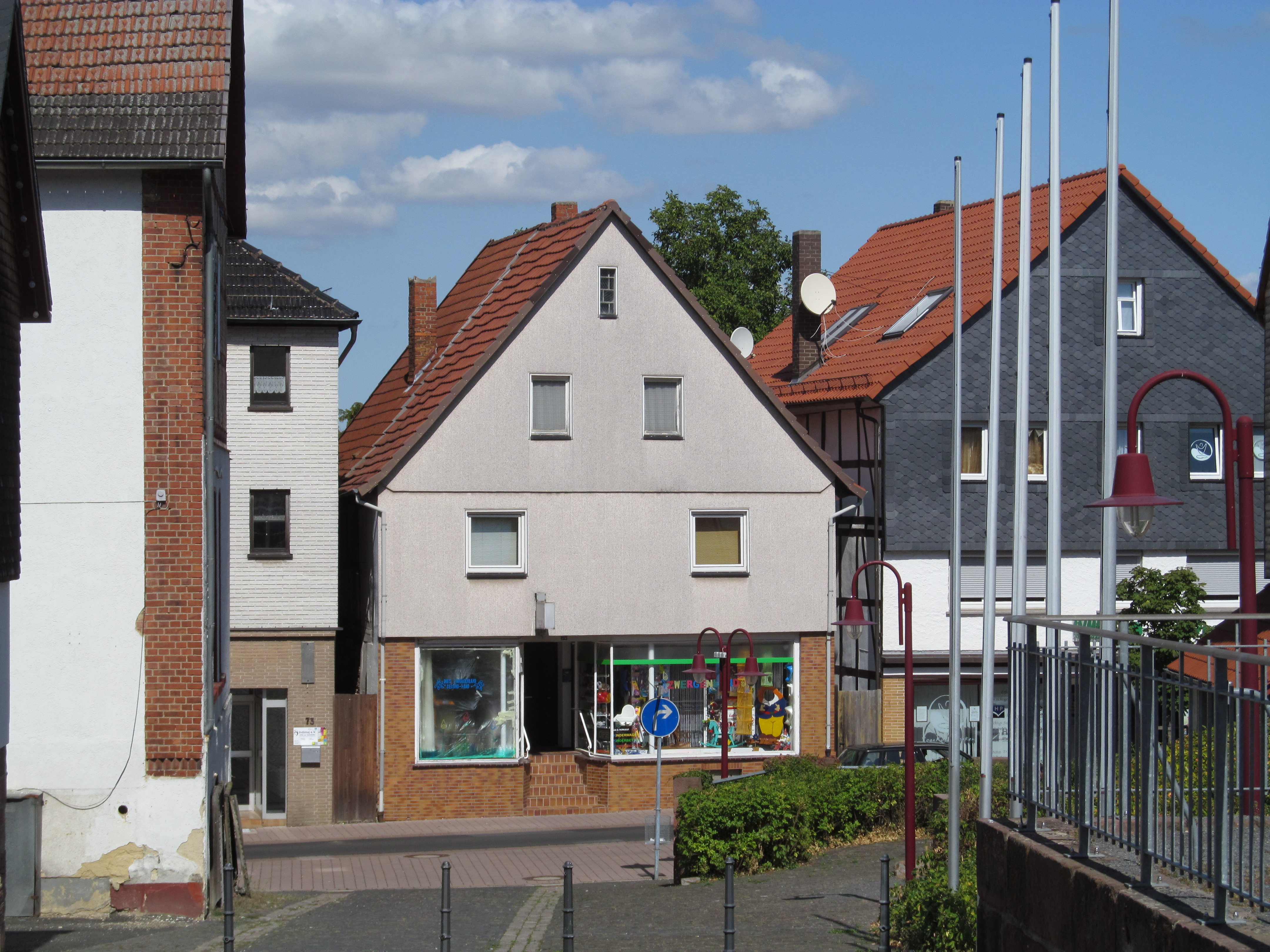
Bahnhofstraße 75
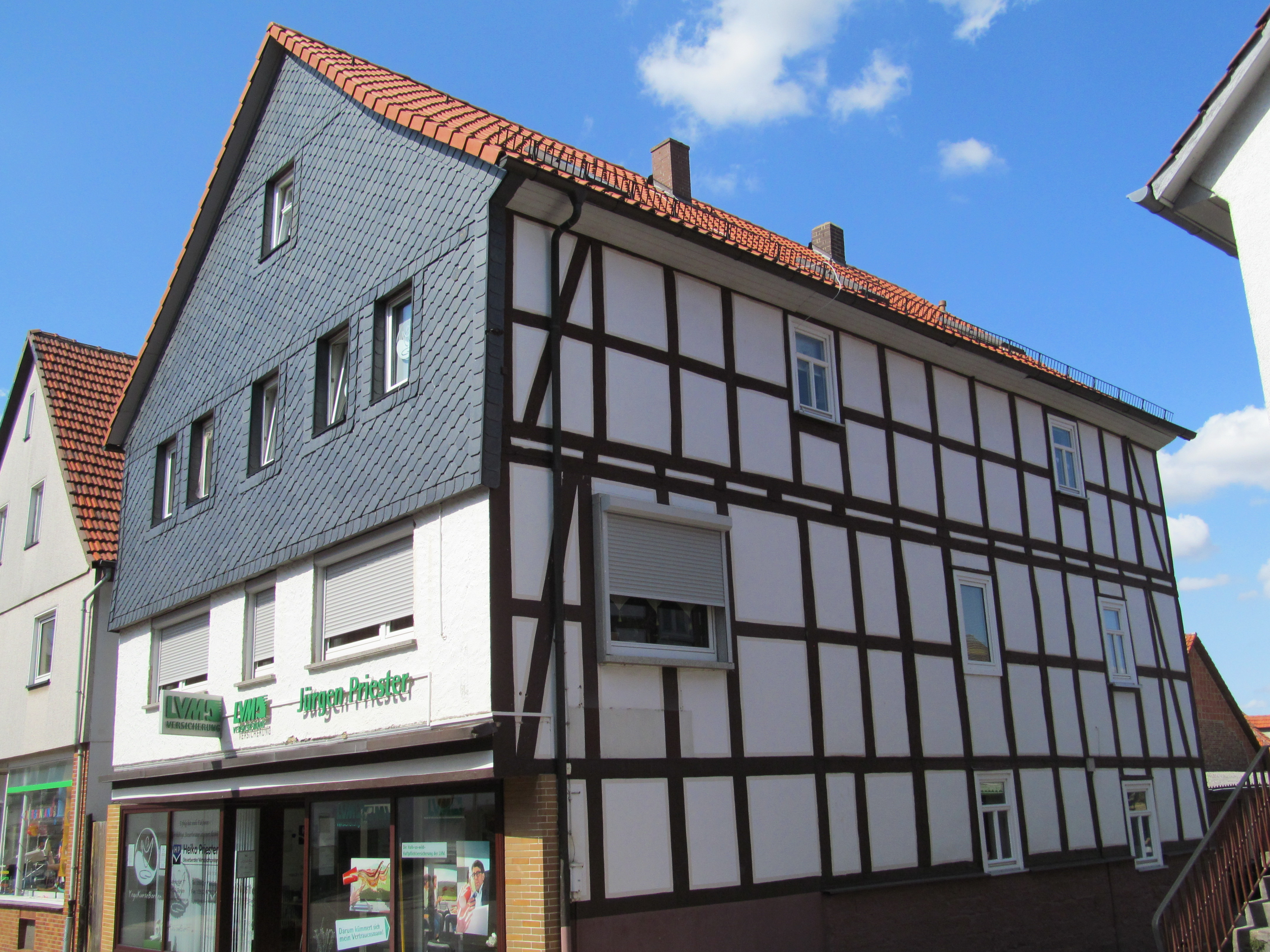
Bahnhofstraße 77
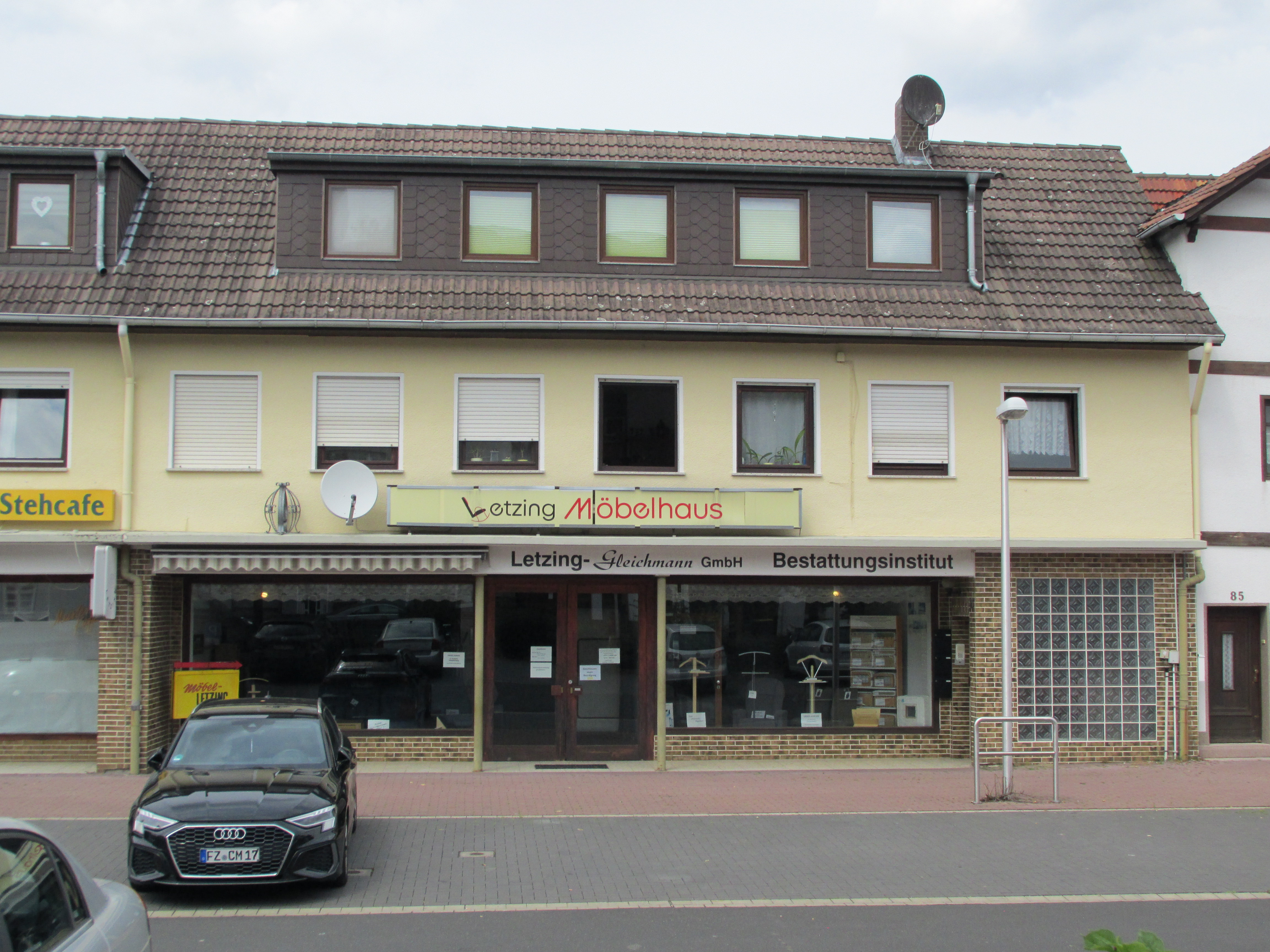
Bahnhofstraße 83
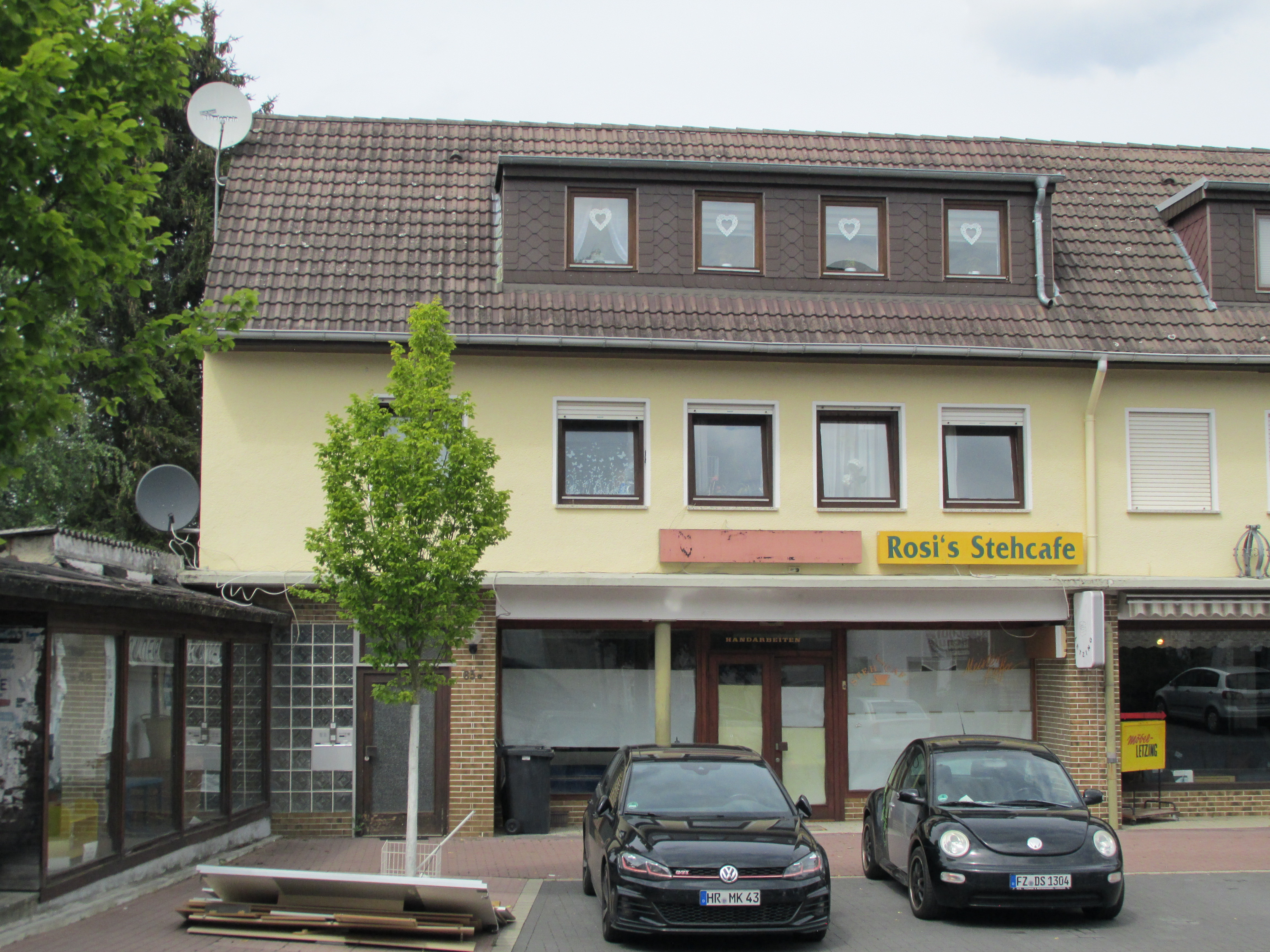
Bahnhofstraße 83a
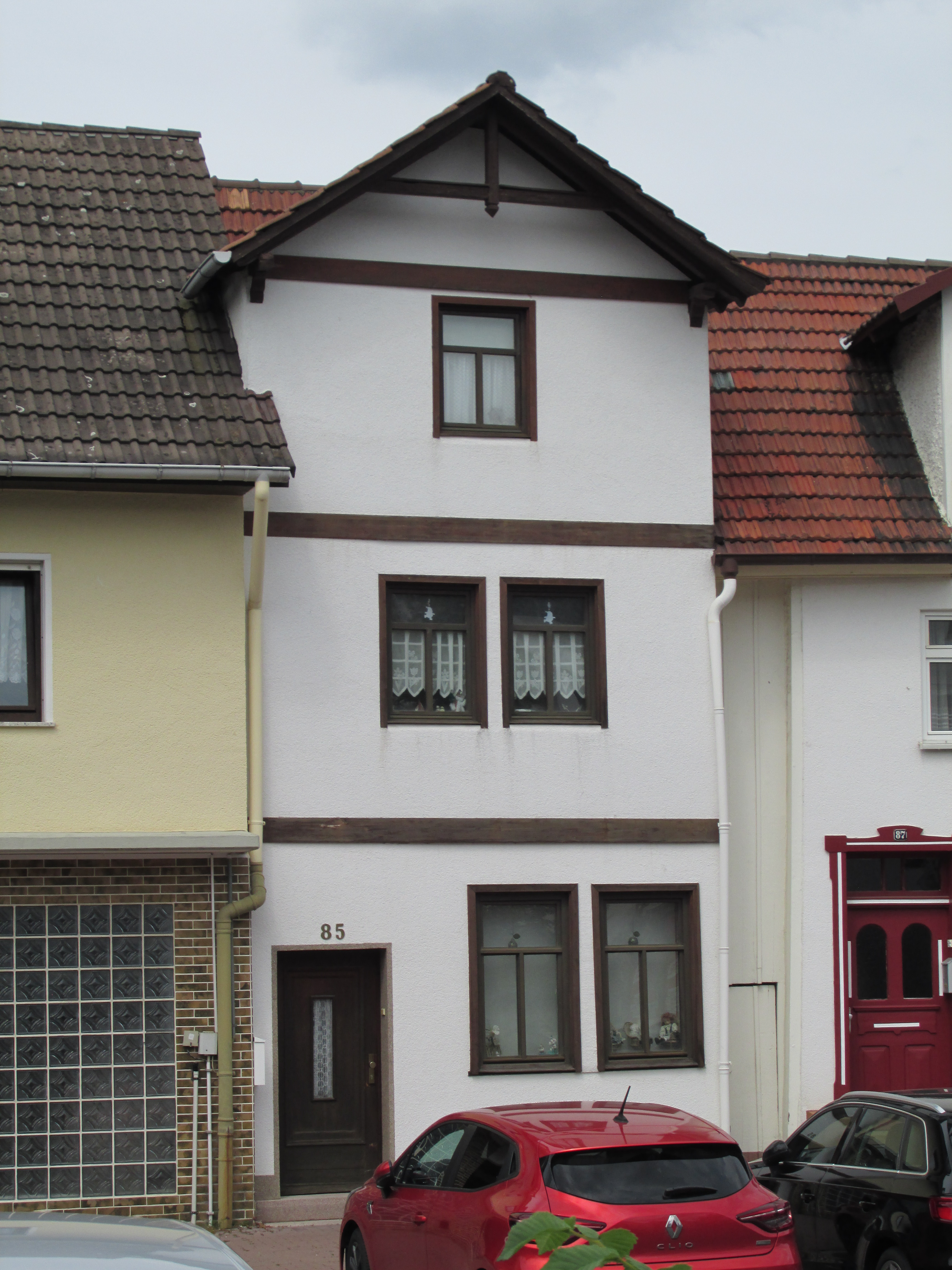
Bahnhofstraße 85
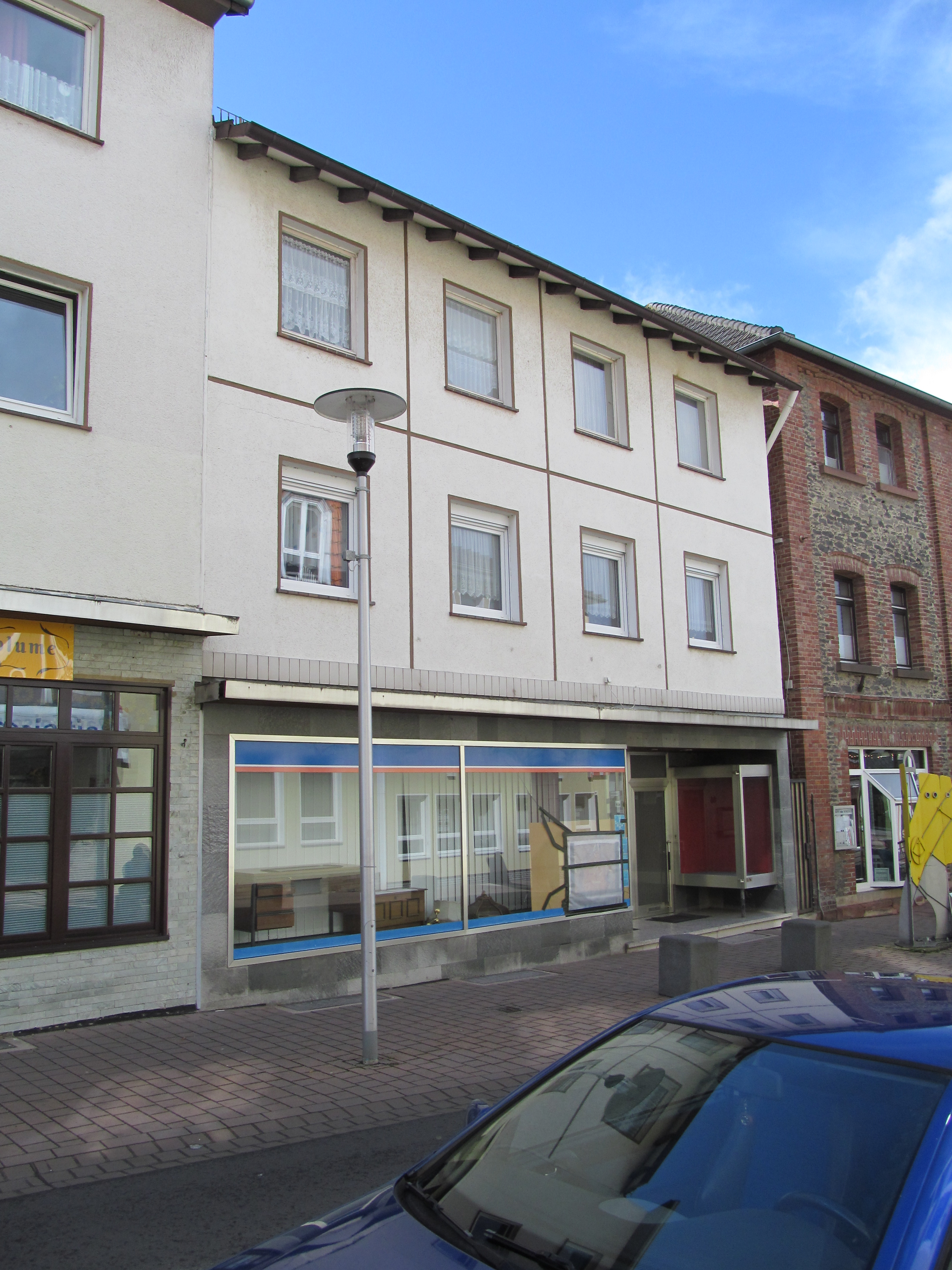
Bahnhofstraße 86
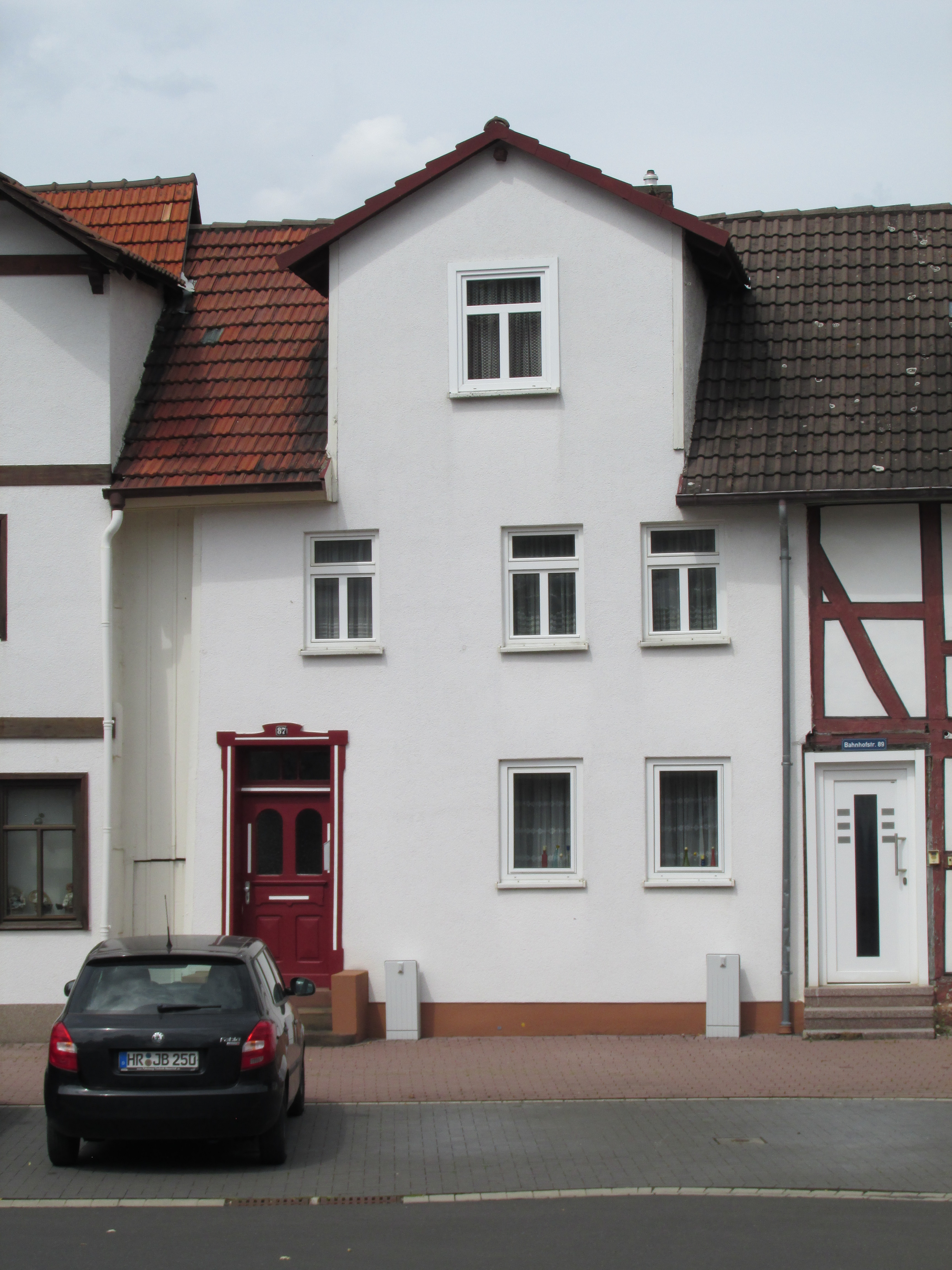
Bahnhofstraße 87
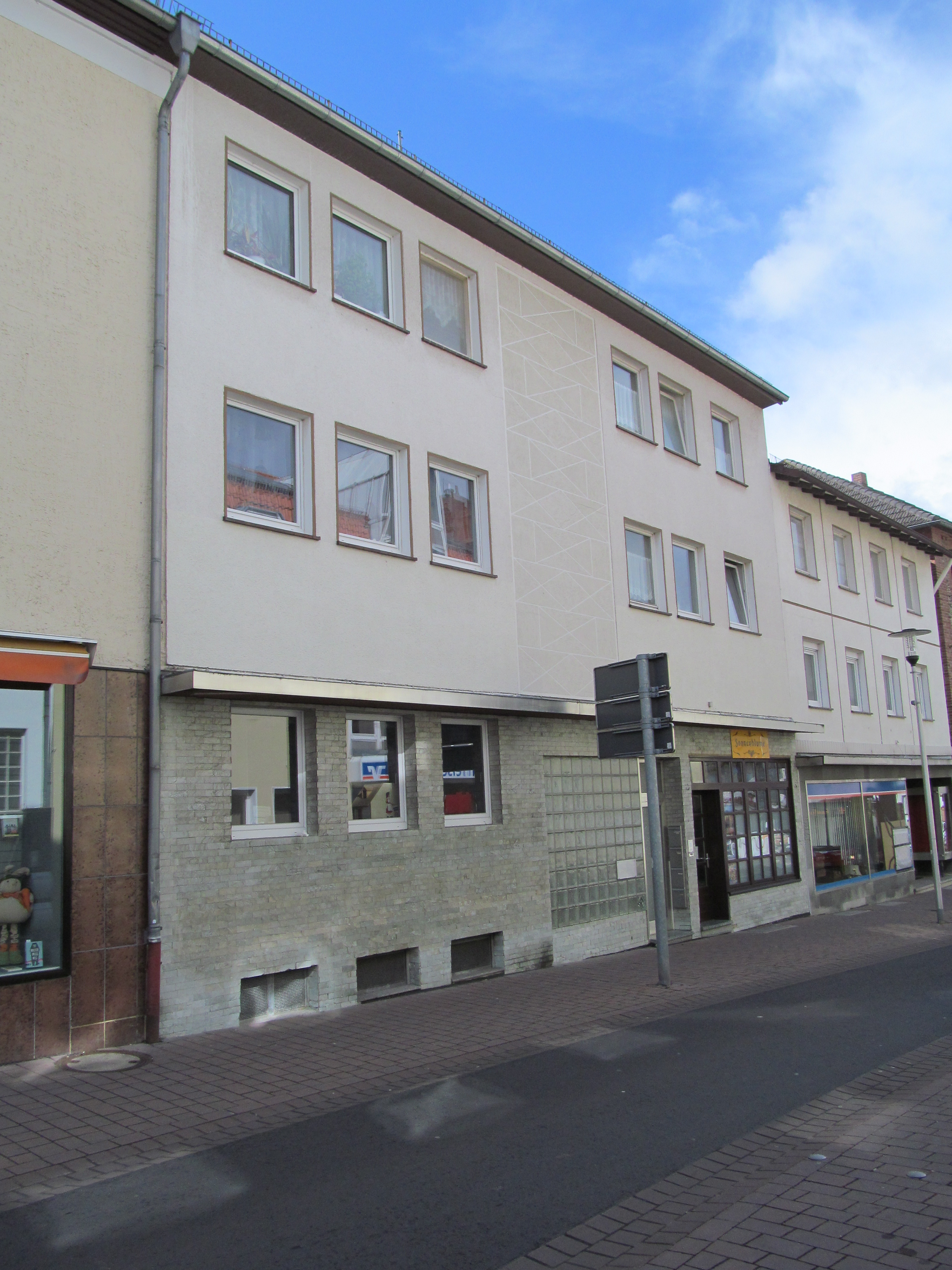
Bahnhofstraße 88
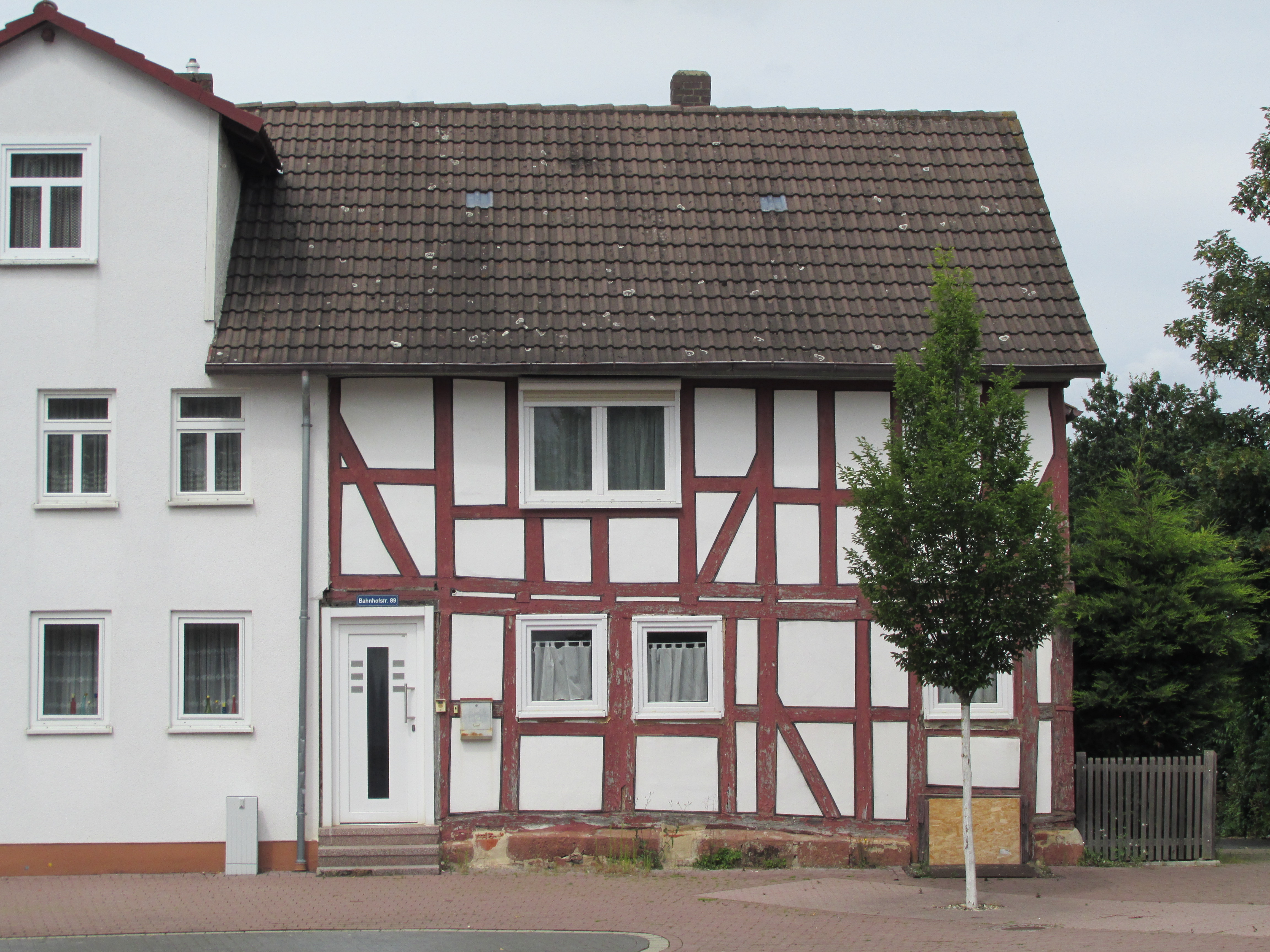
Bahnhofstraße 89
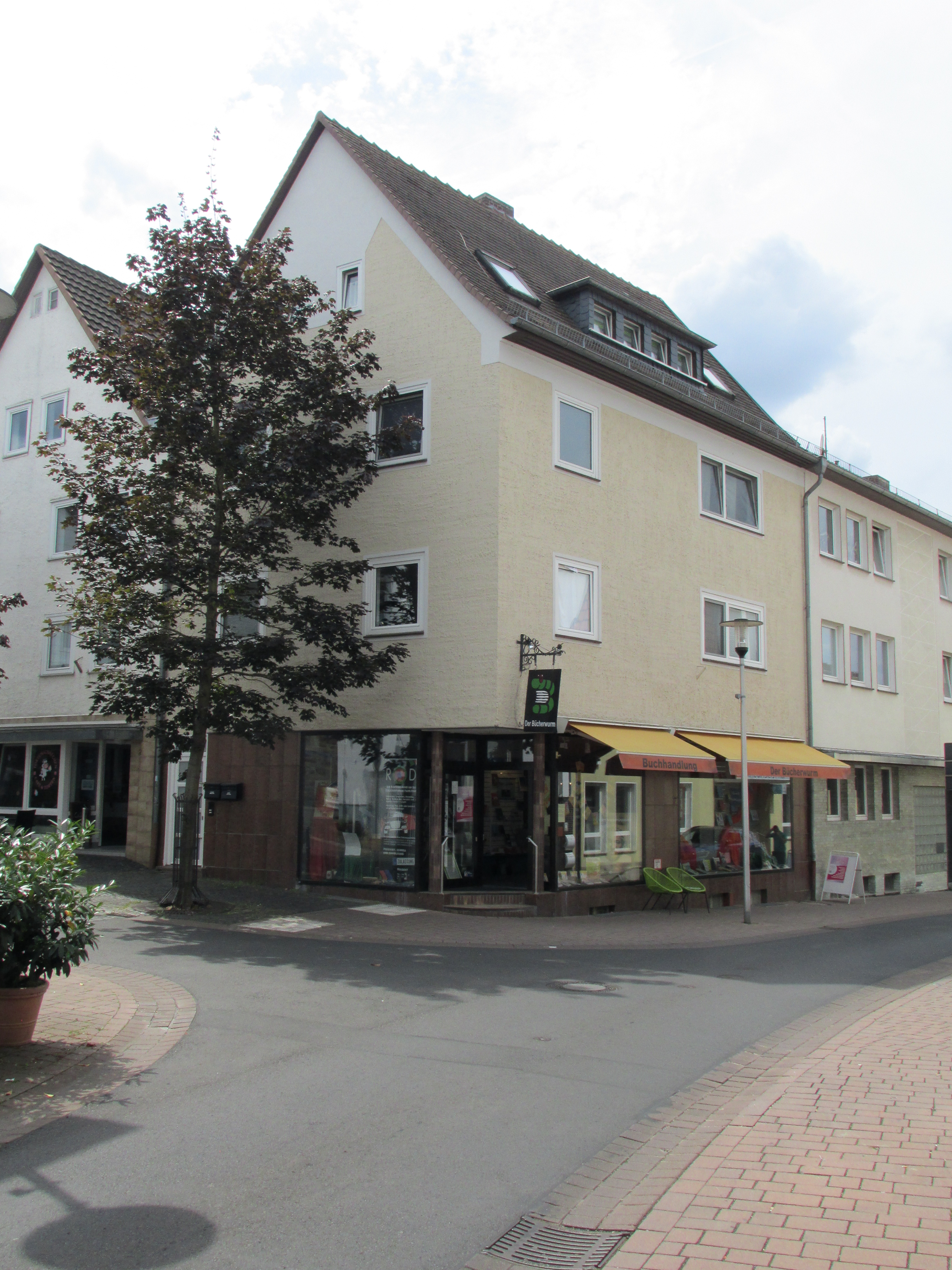
Bahnhofstraße 90
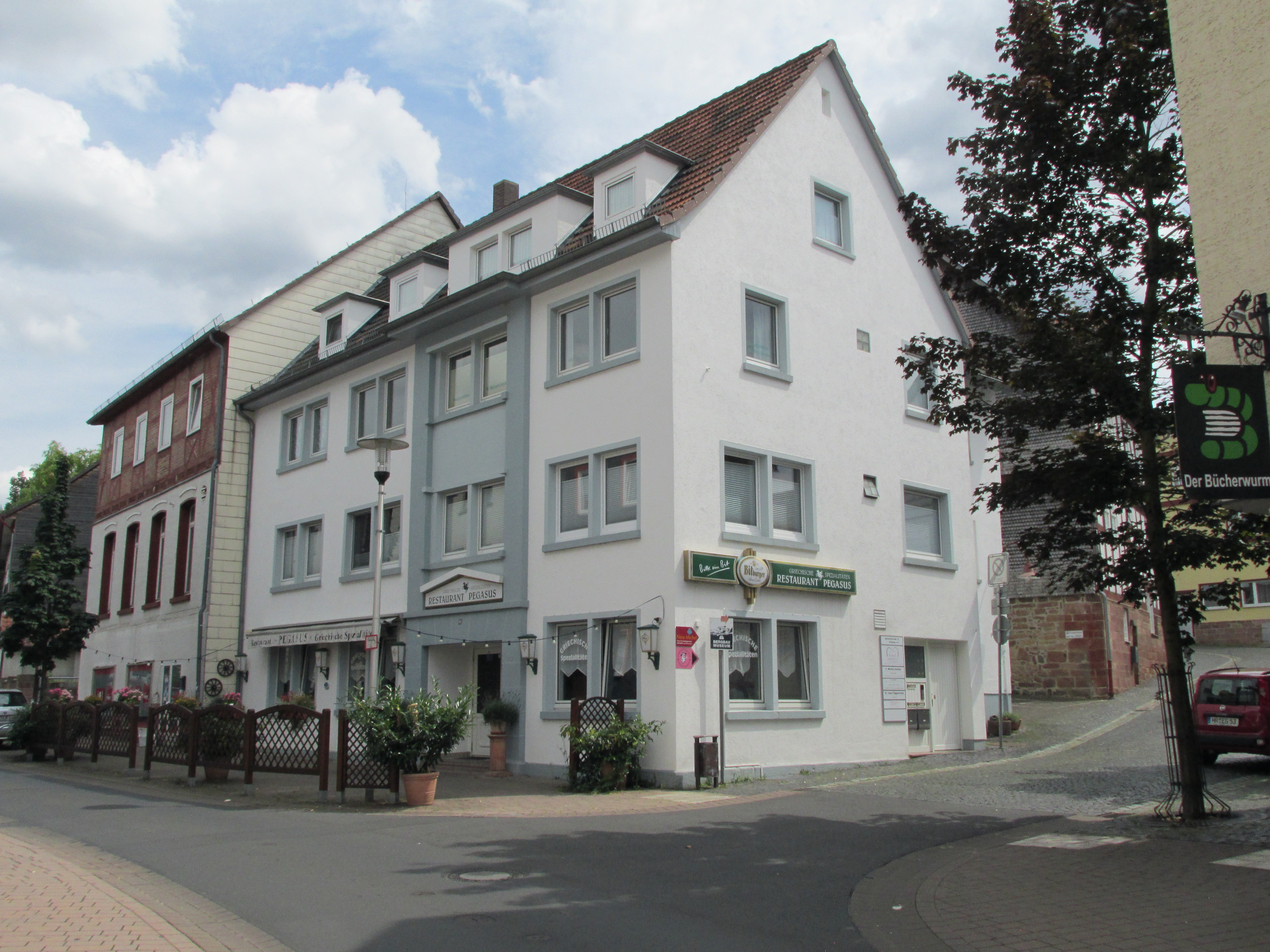
Bahnhofstraße 92
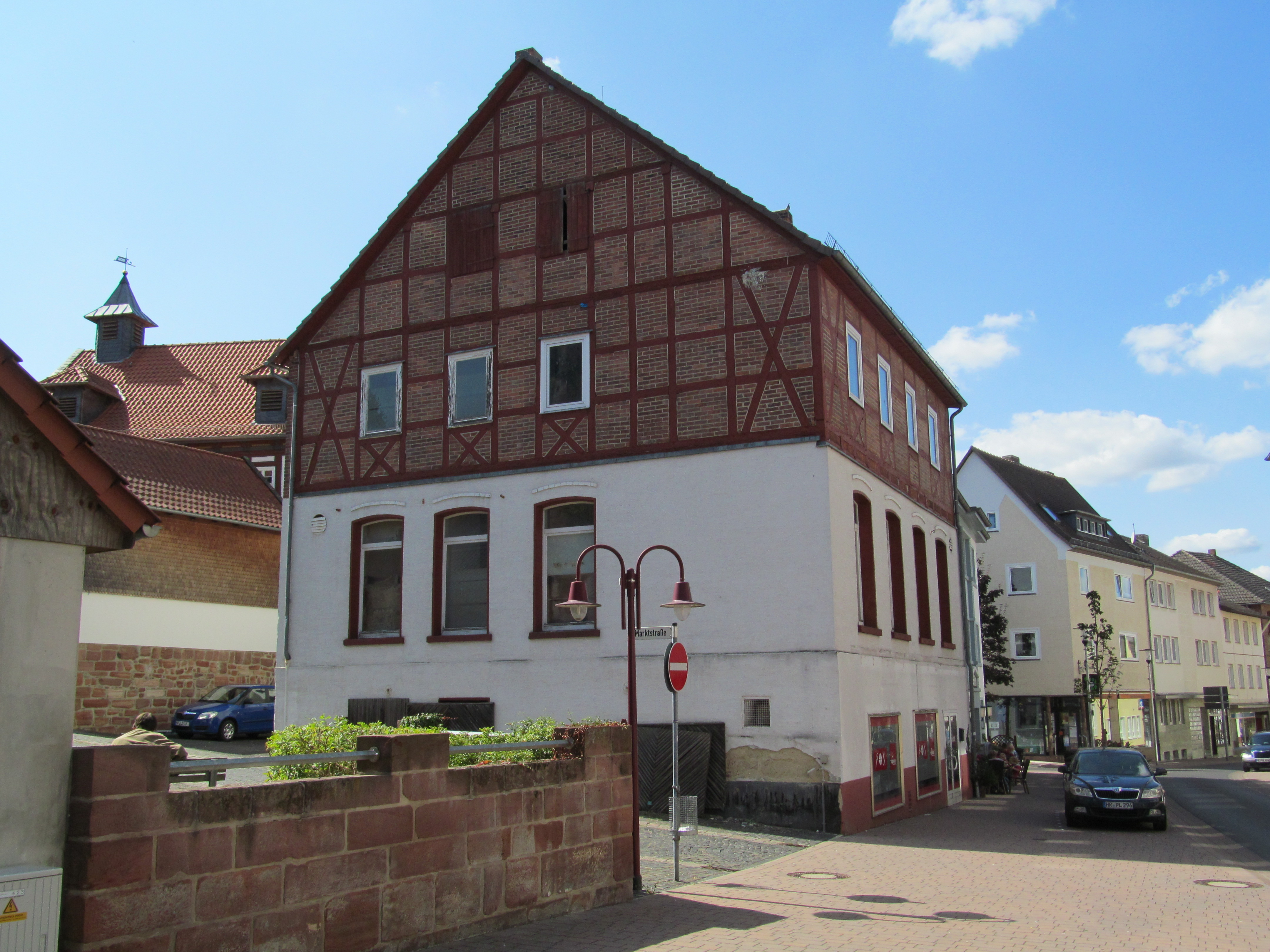
Bahnhofstraße 94
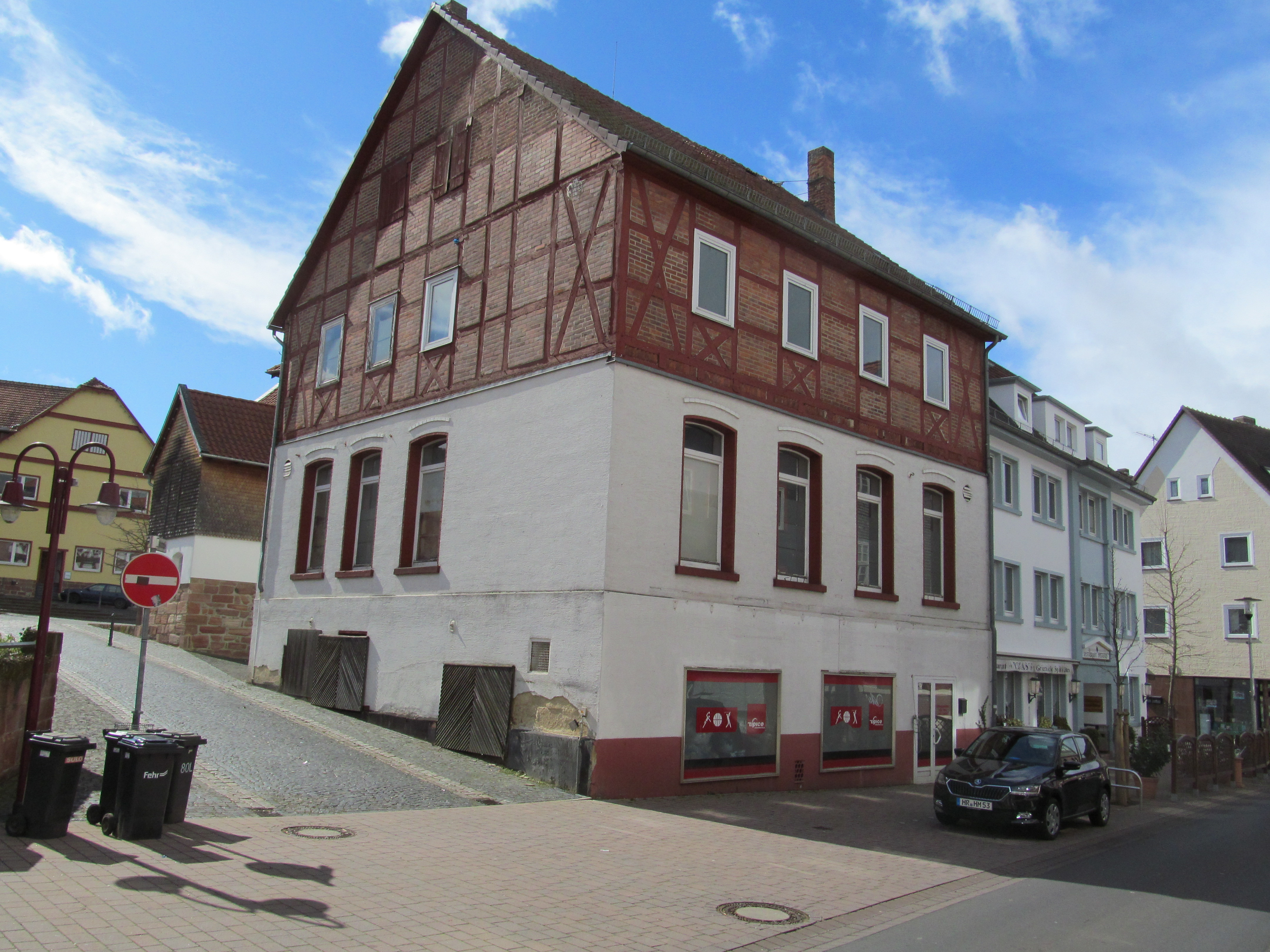
Bahnhofstraße 94
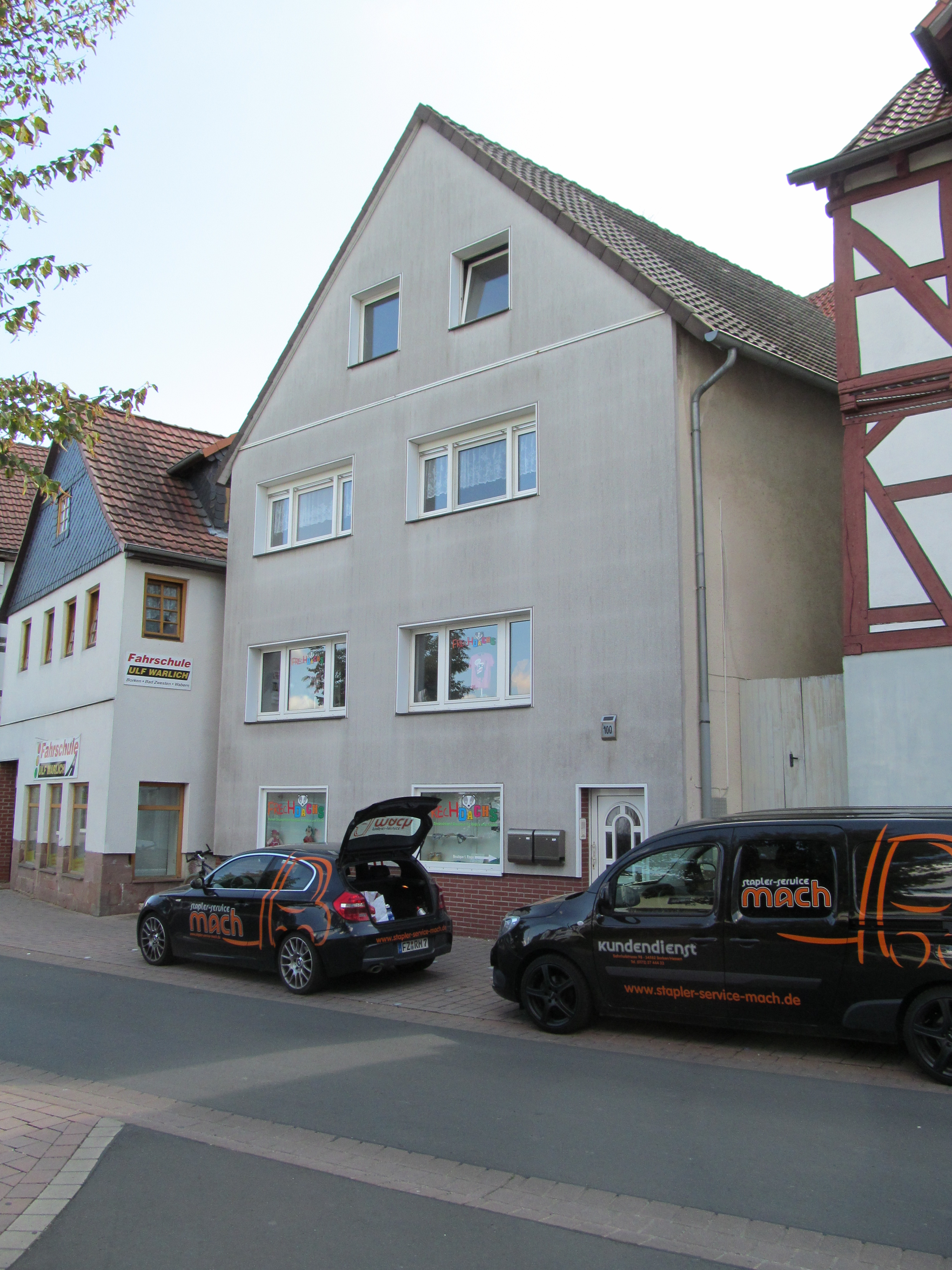
Bahnhofstraße 100
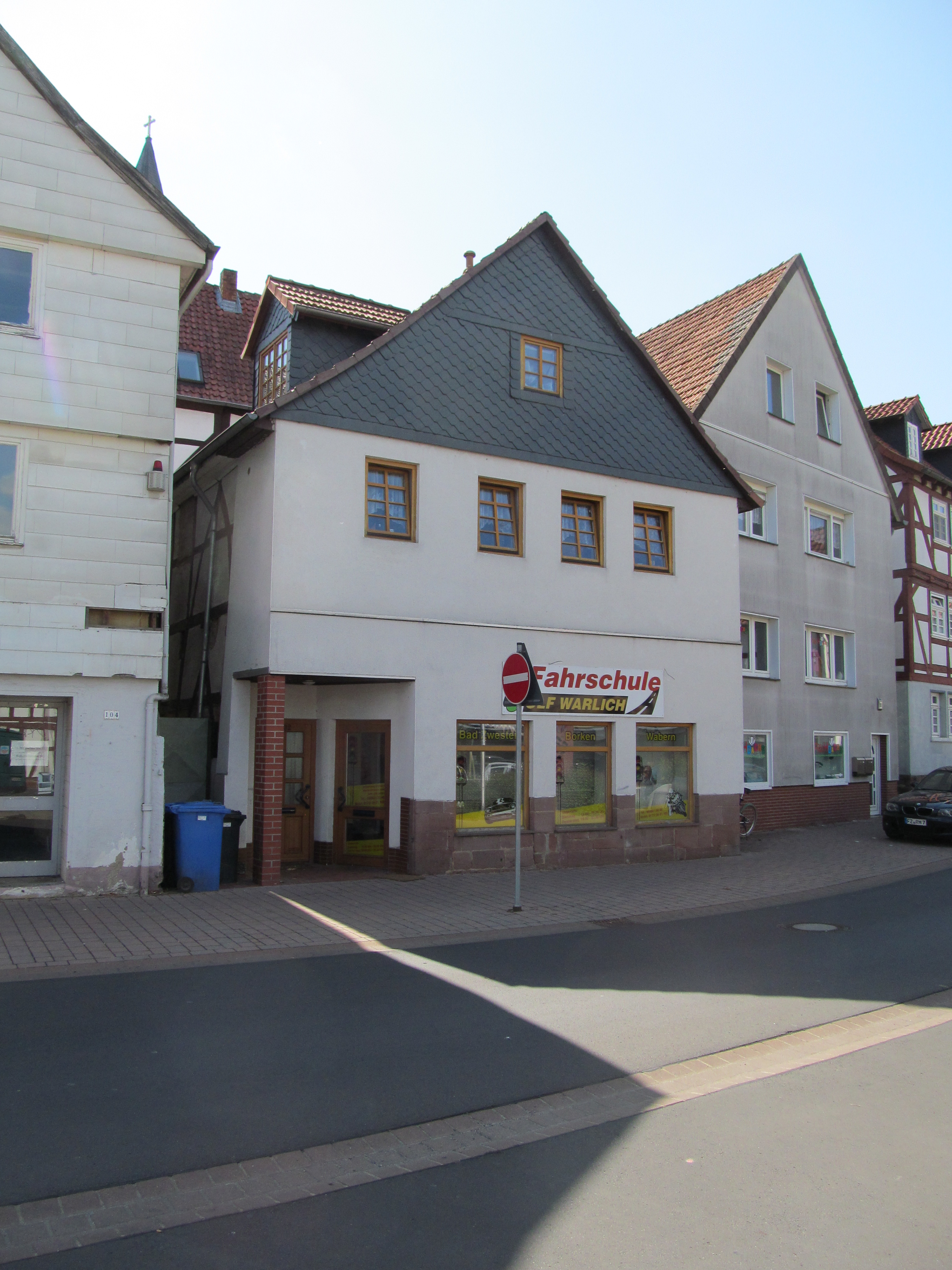
Bahnhofstraße 102
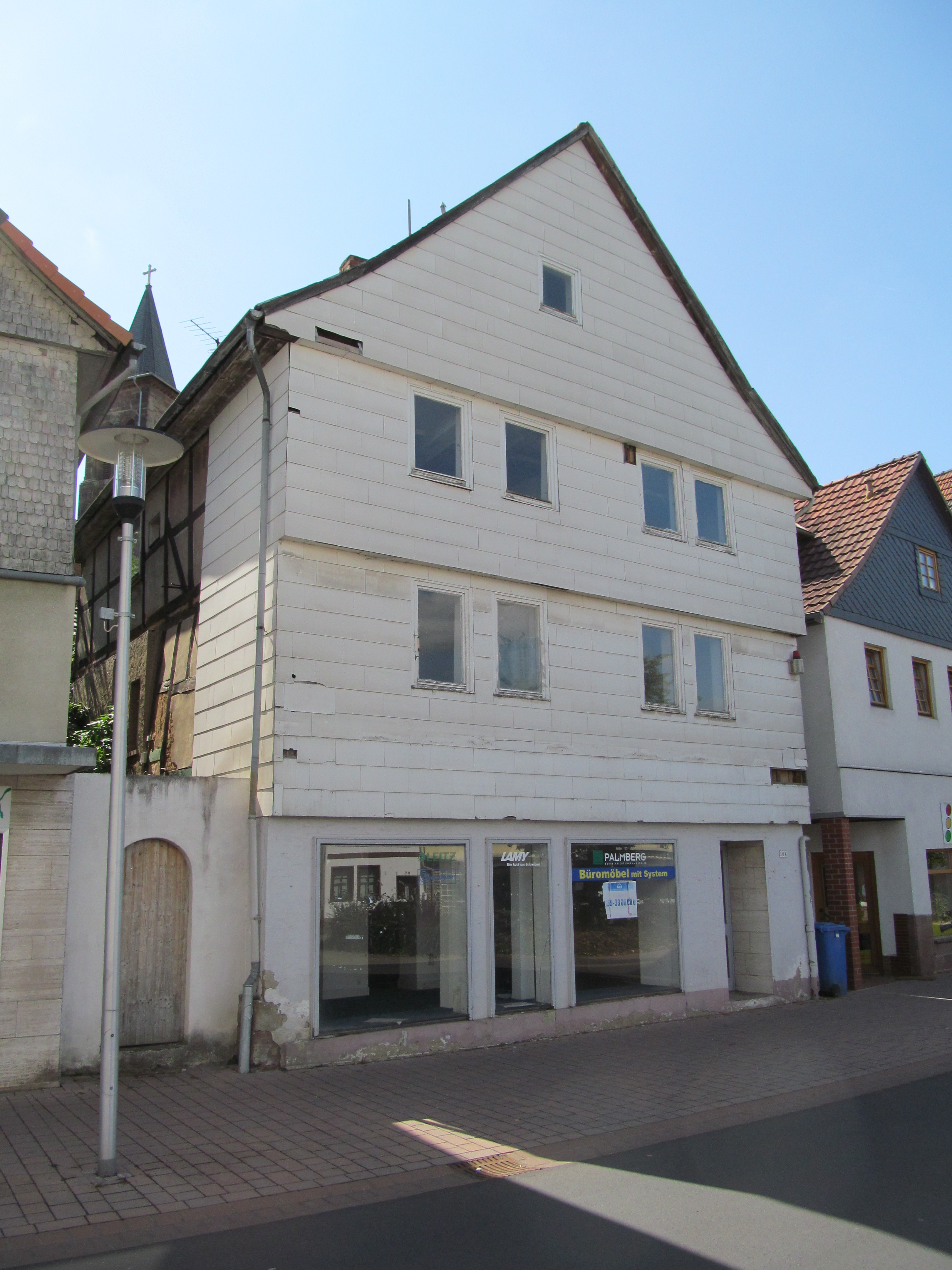
Bahnhofstraße 104
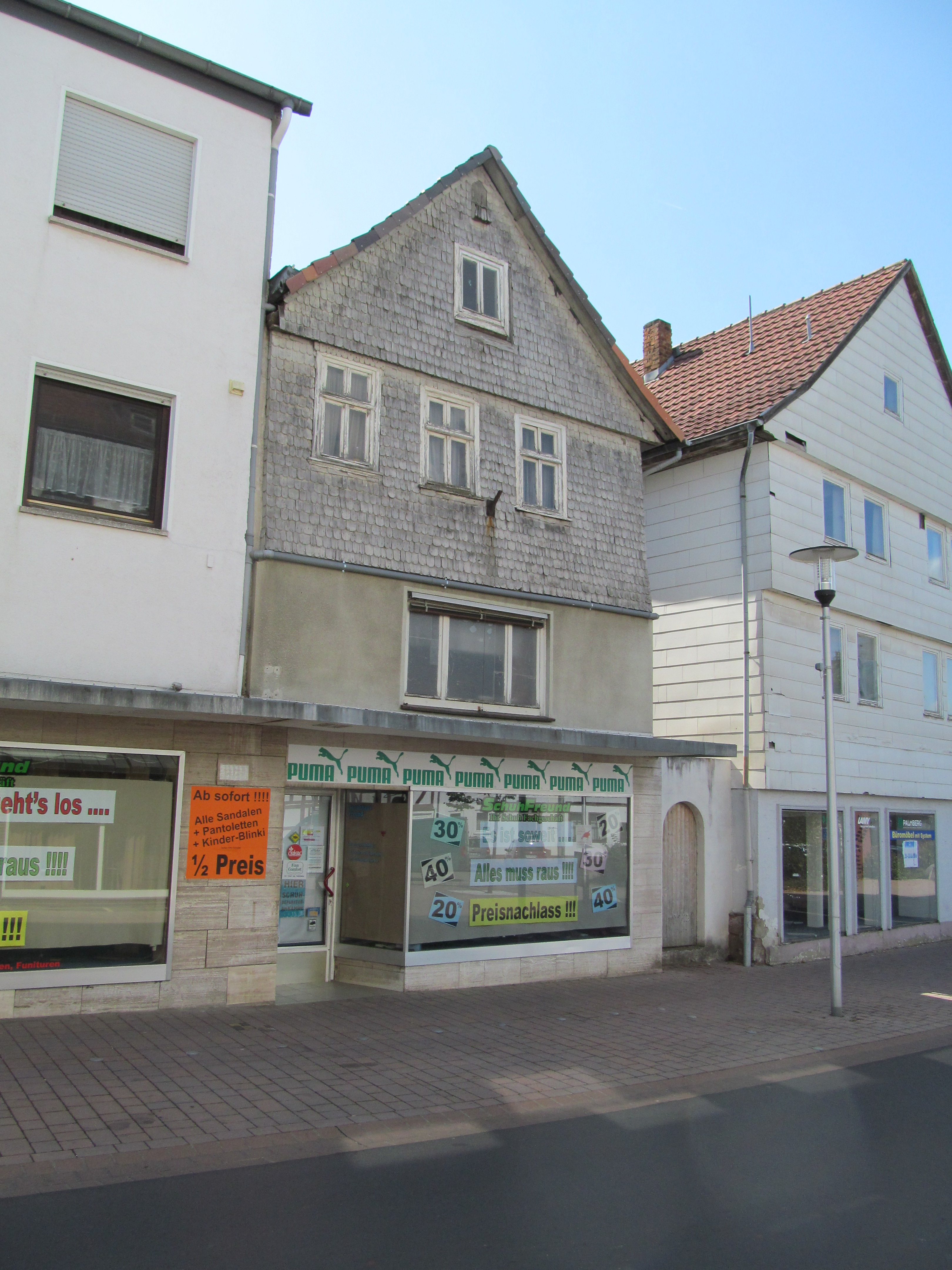
Bahnhofstraße 106
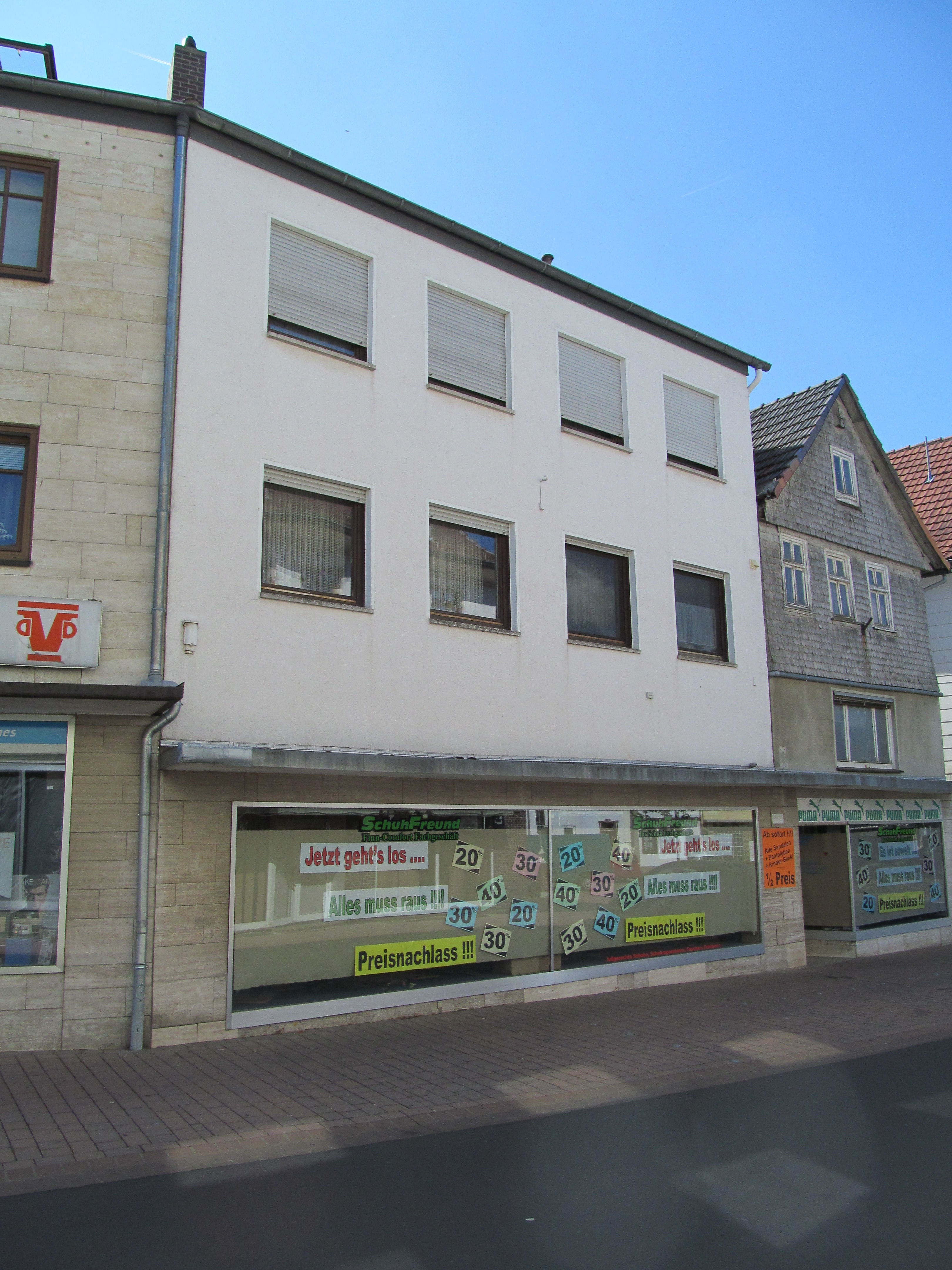
Bahnhofstraße 108
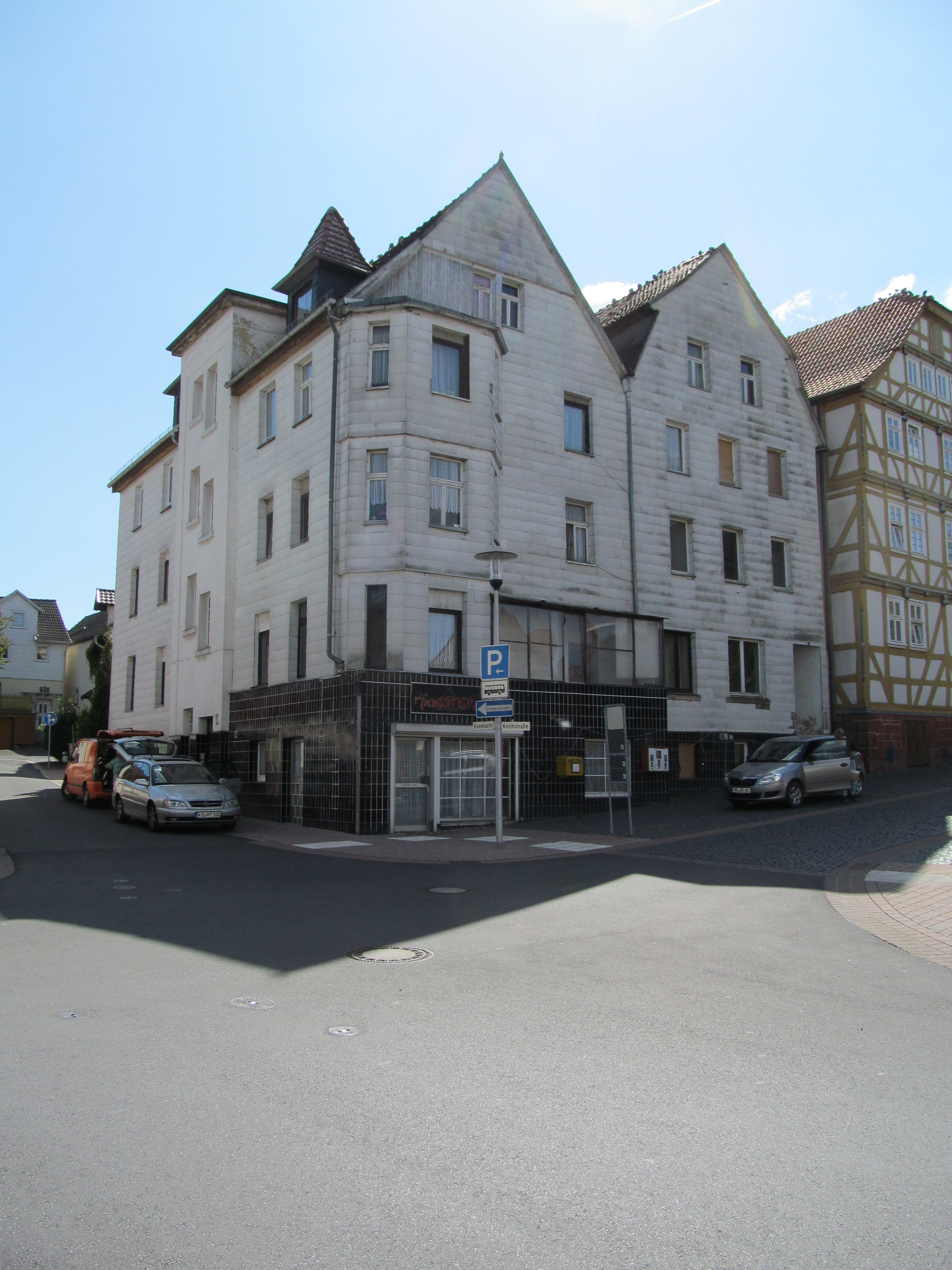
Eisenkaute 2
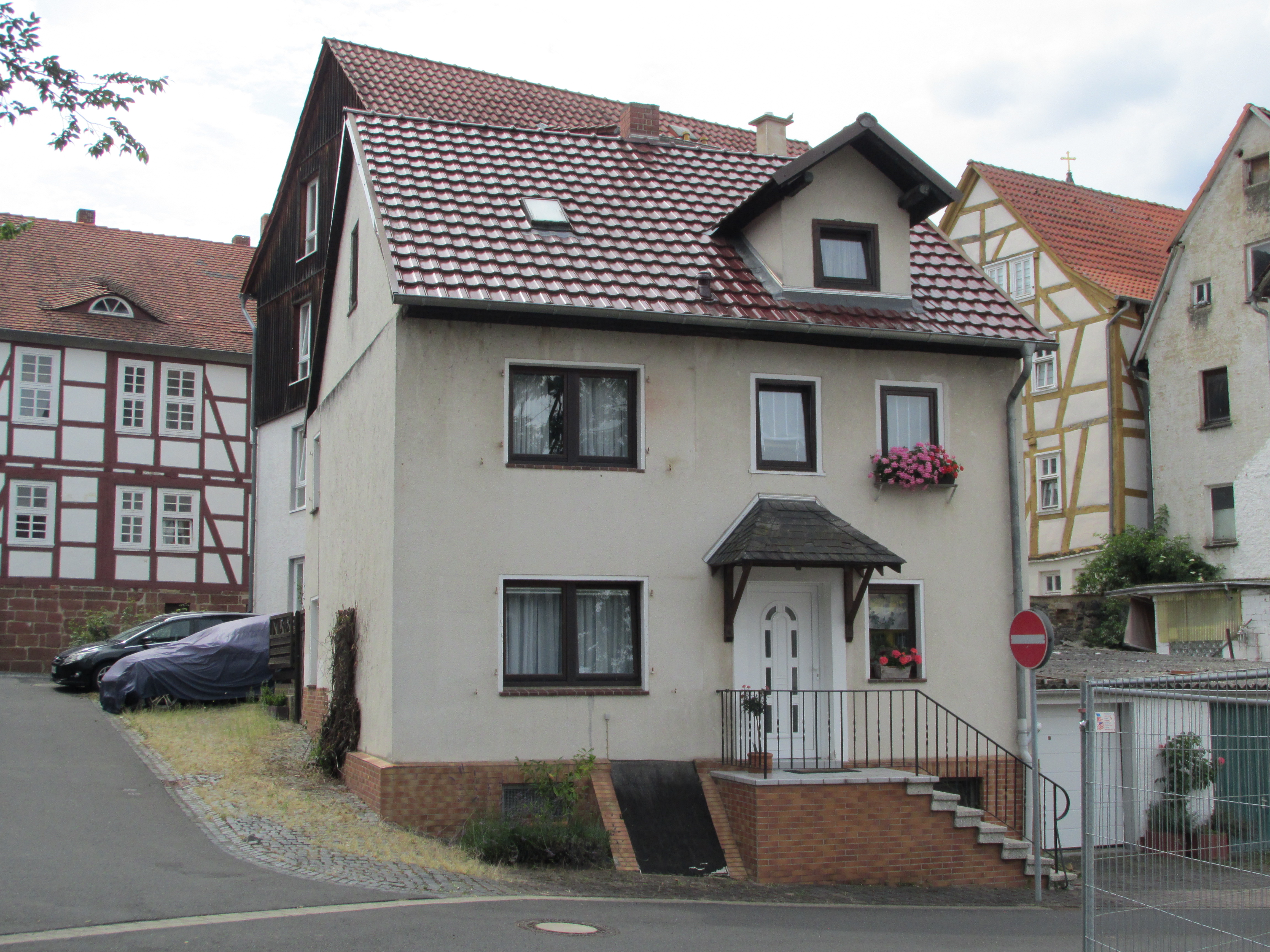
Eisenkaute 4
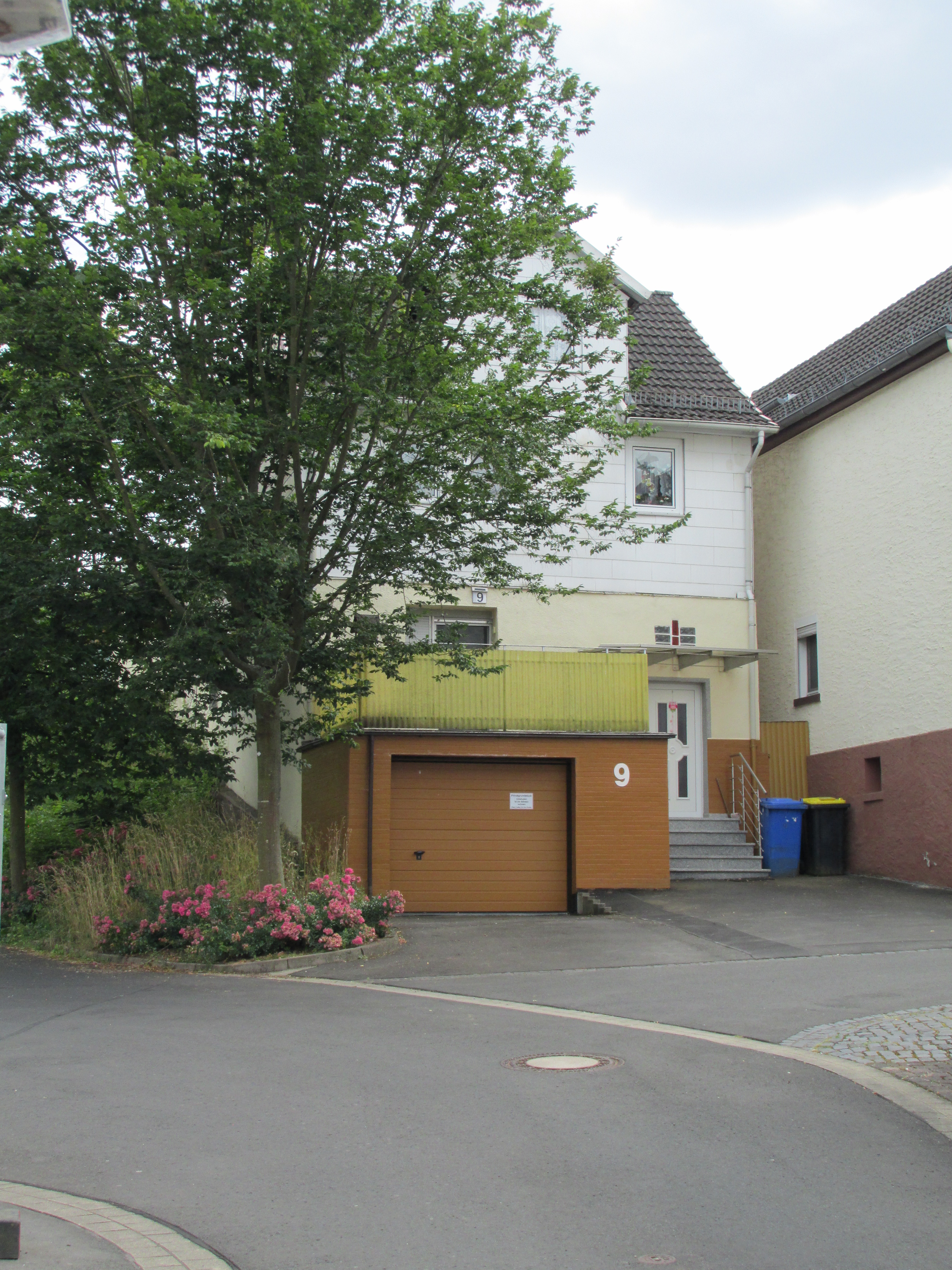
Eisenkaute 9
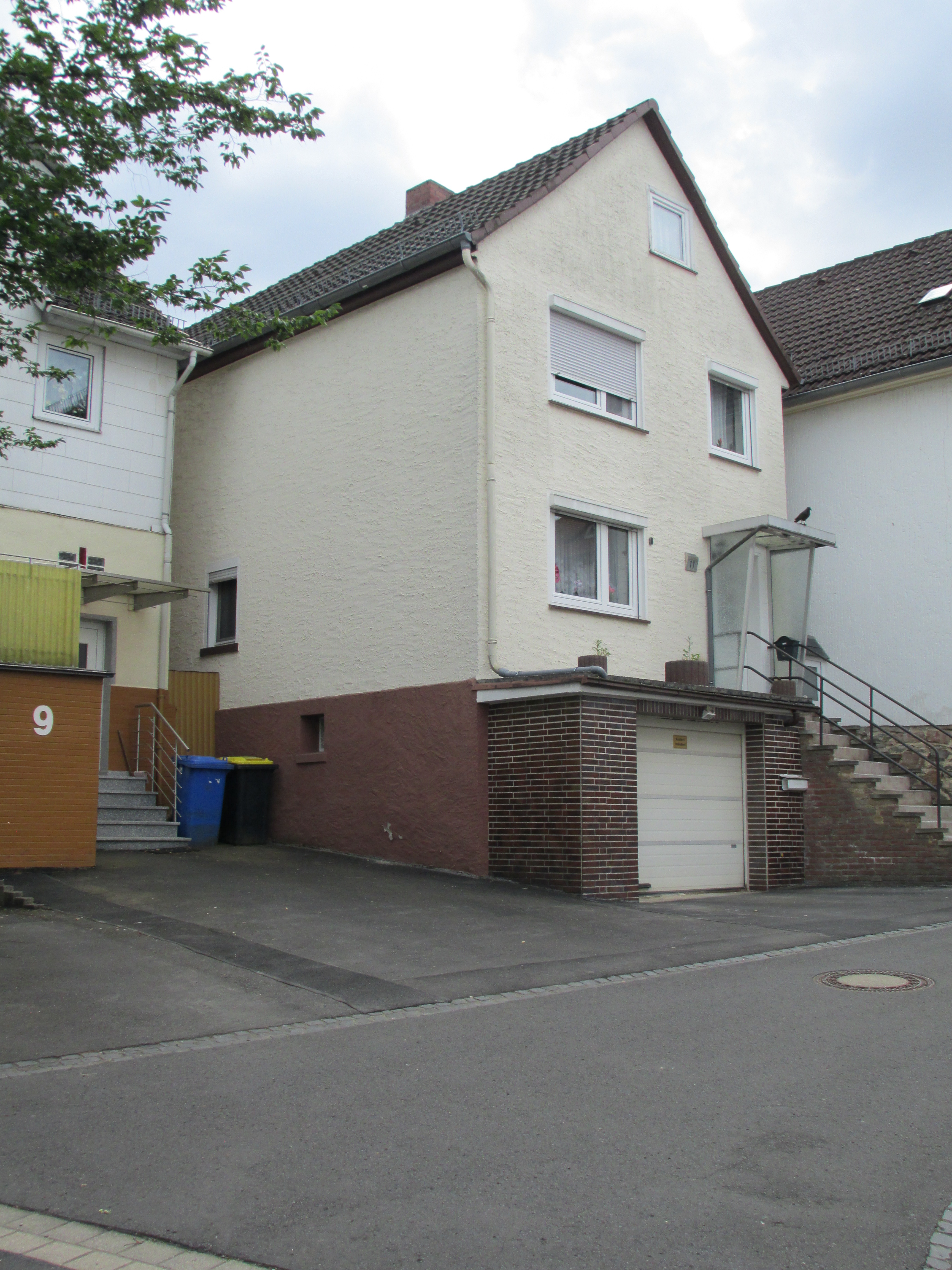
Eisenkaute 11
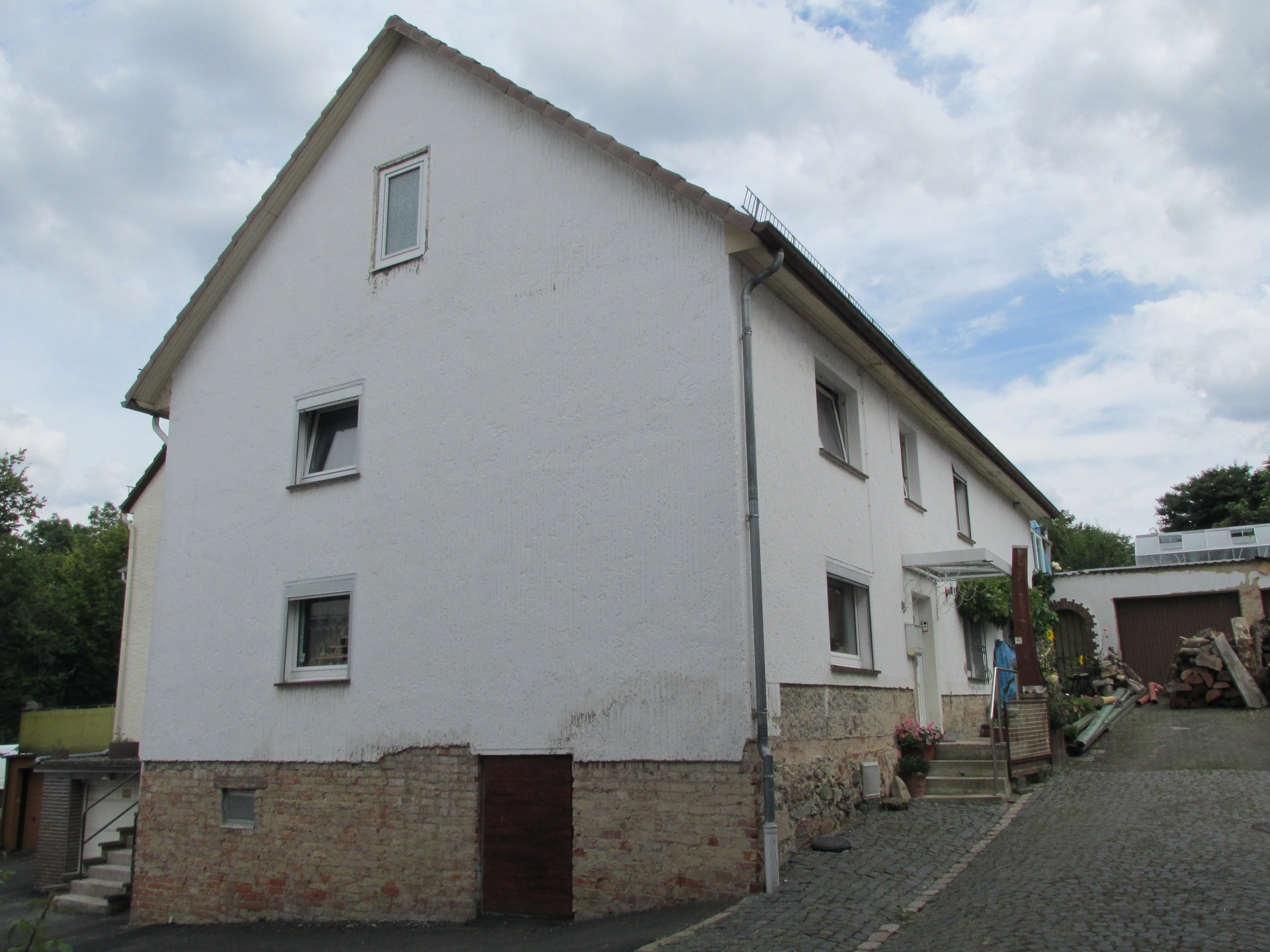
Eisenkaute 13
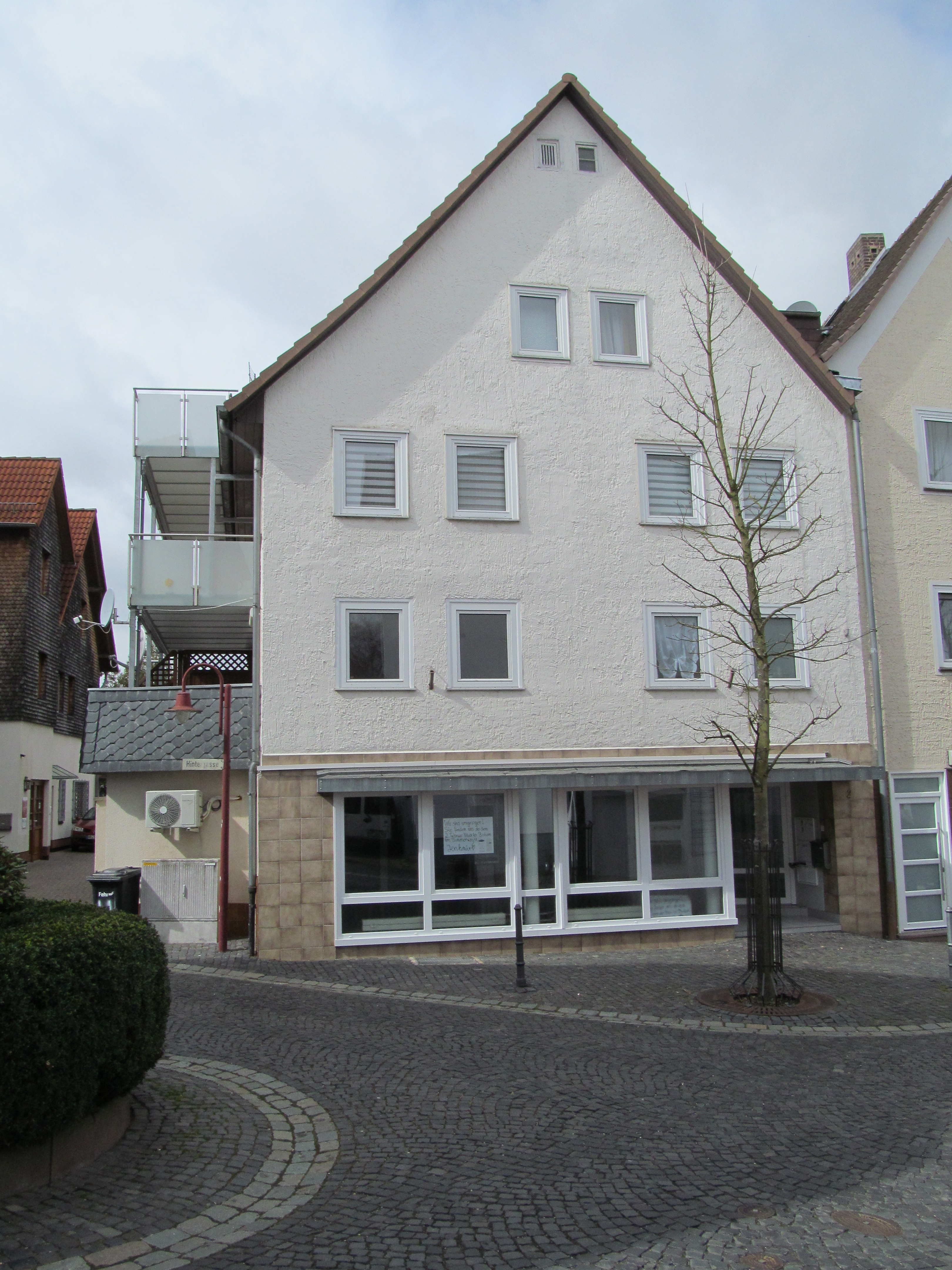
Hintergasse 2
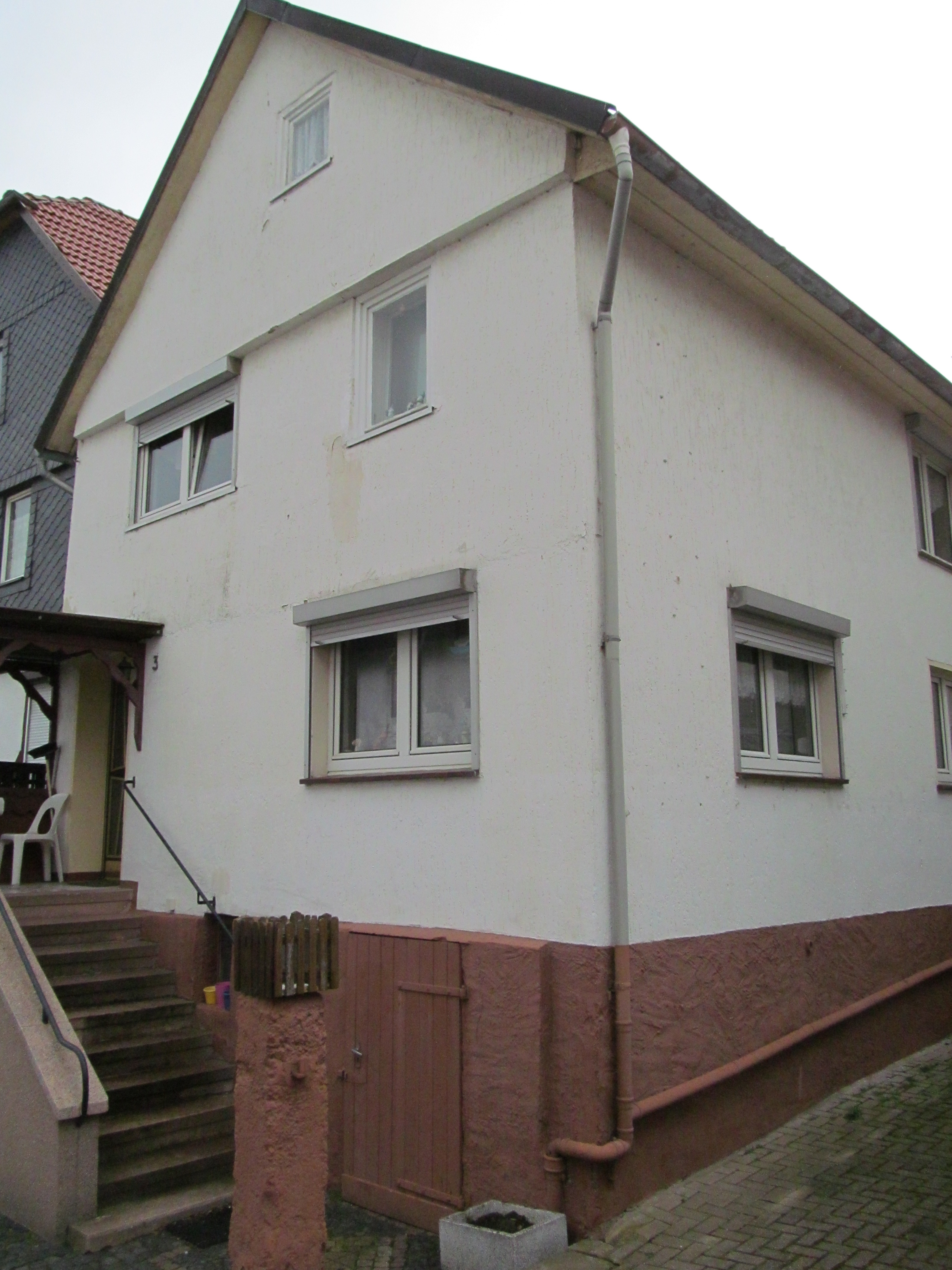
Hintergasse 3
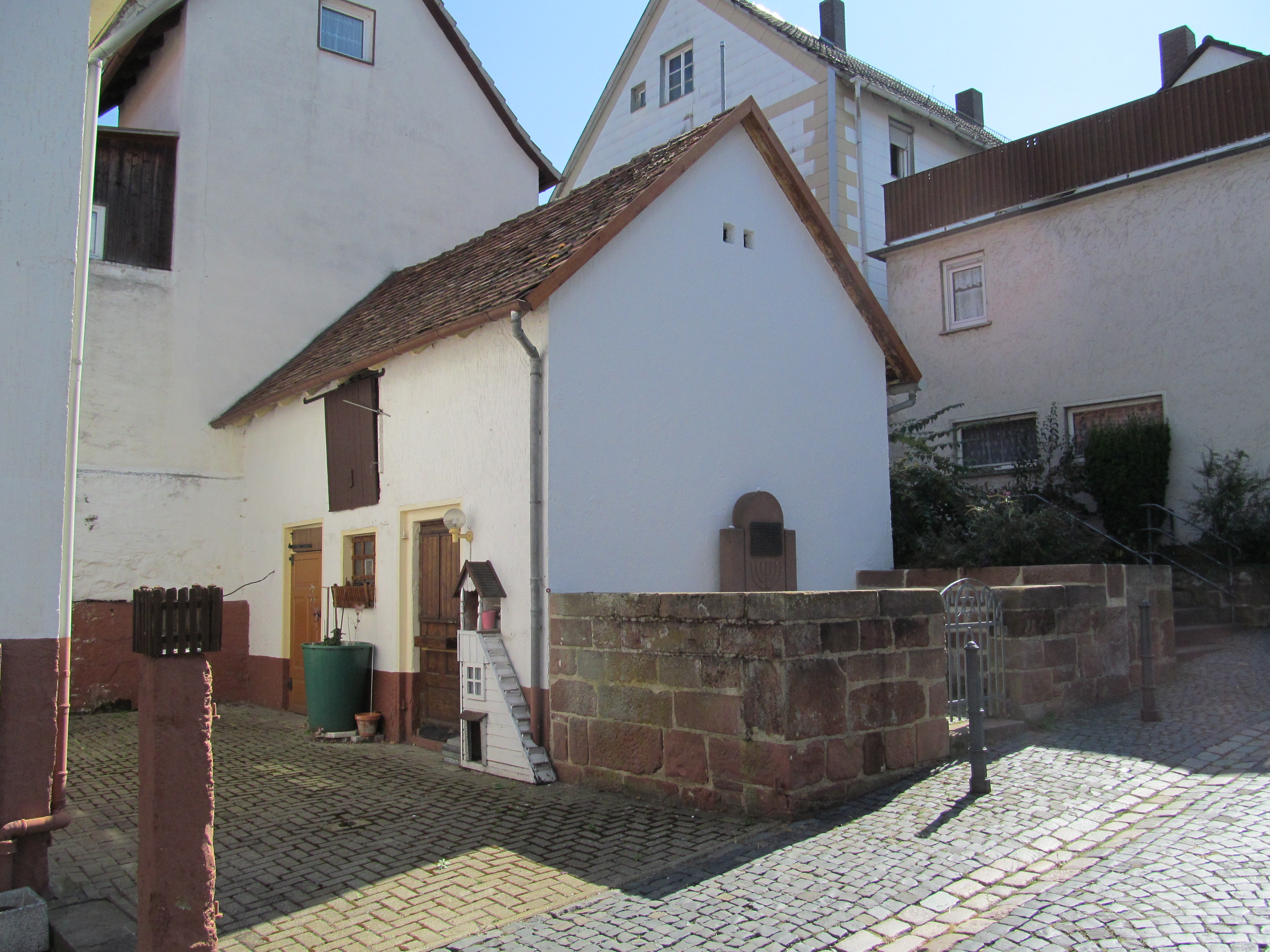
Hintergasse 5
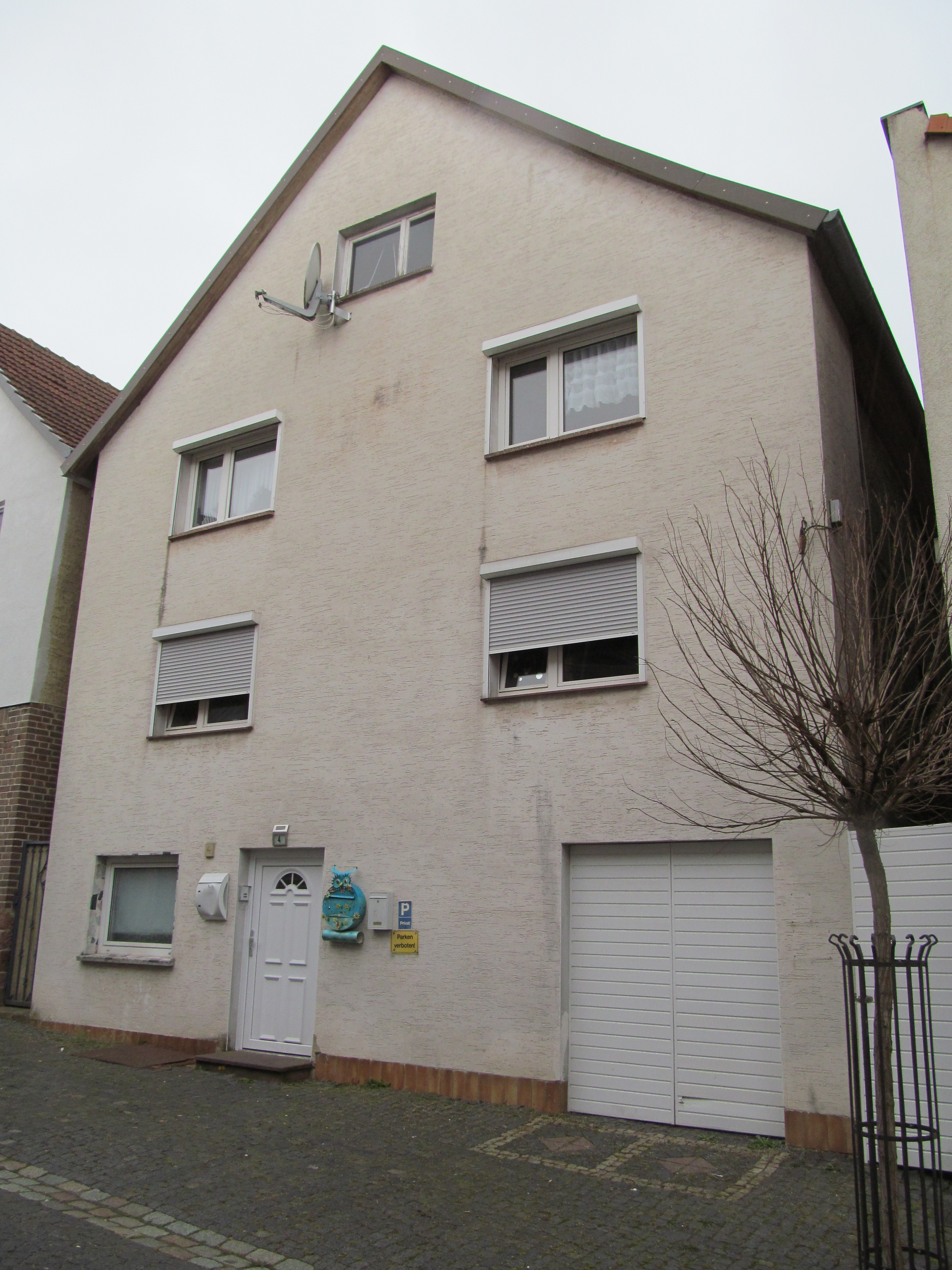
Hintergasse 6
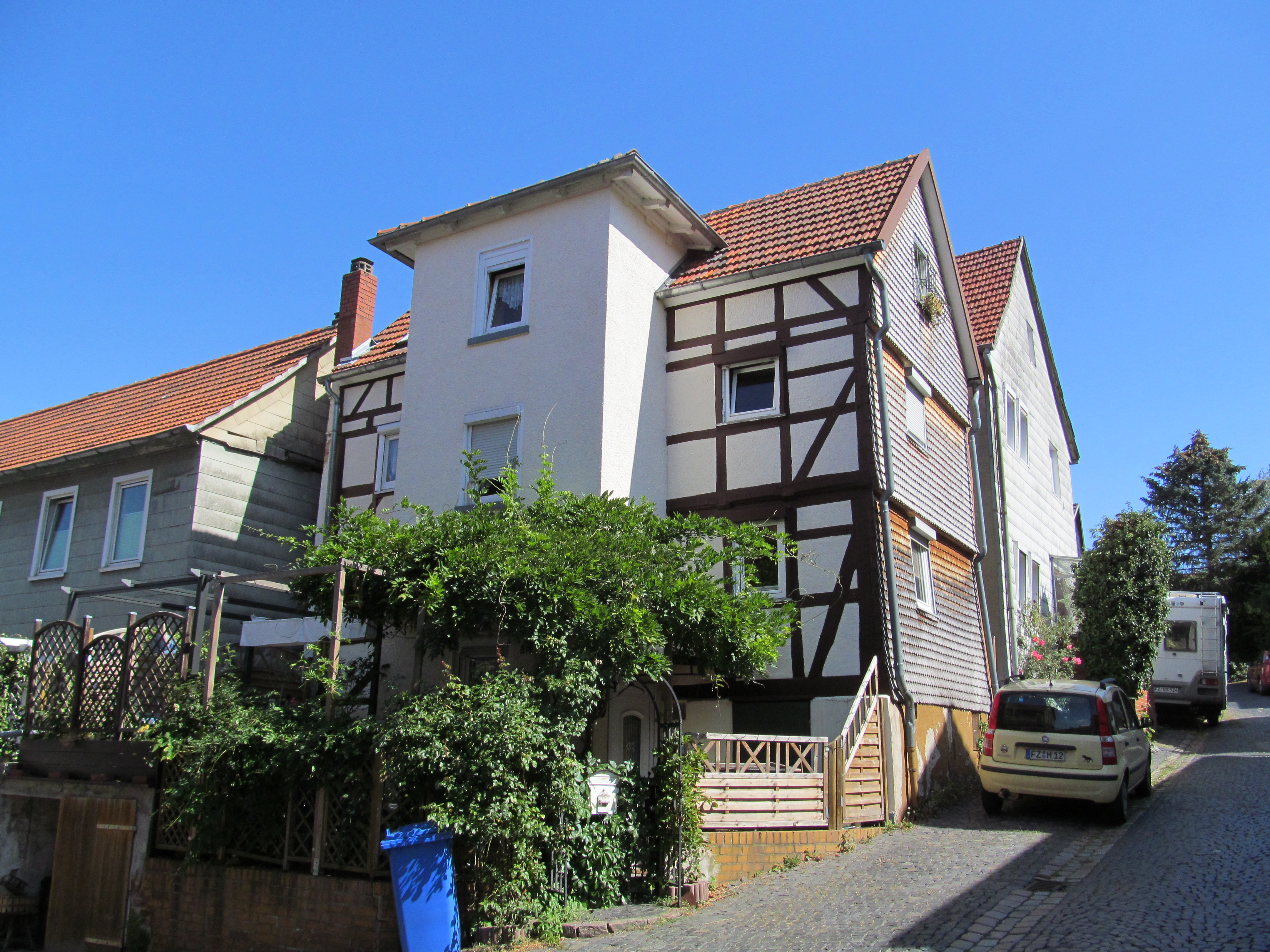
Hintergasse 9
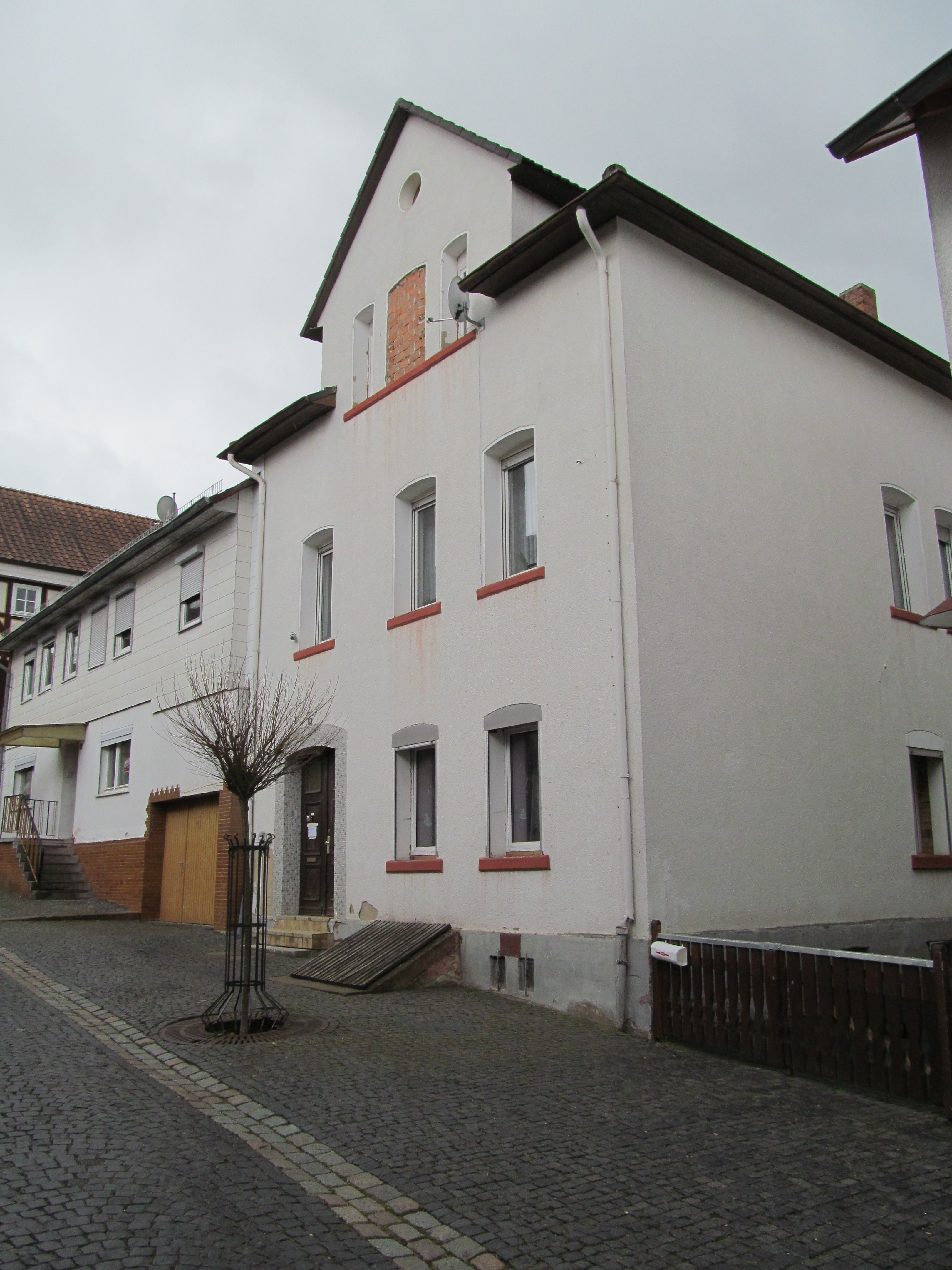
Hintergasse 10
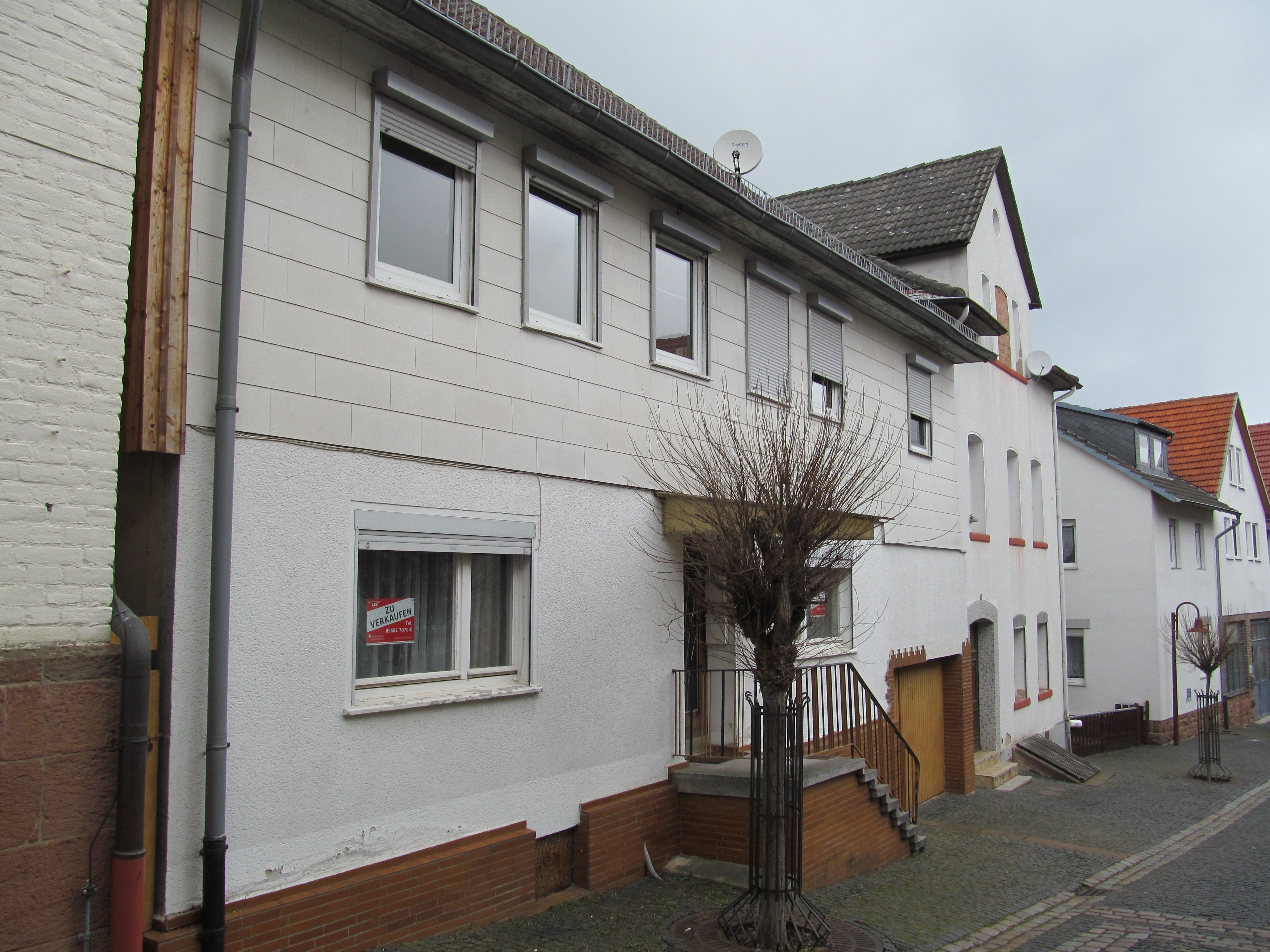
Hintergasse 12
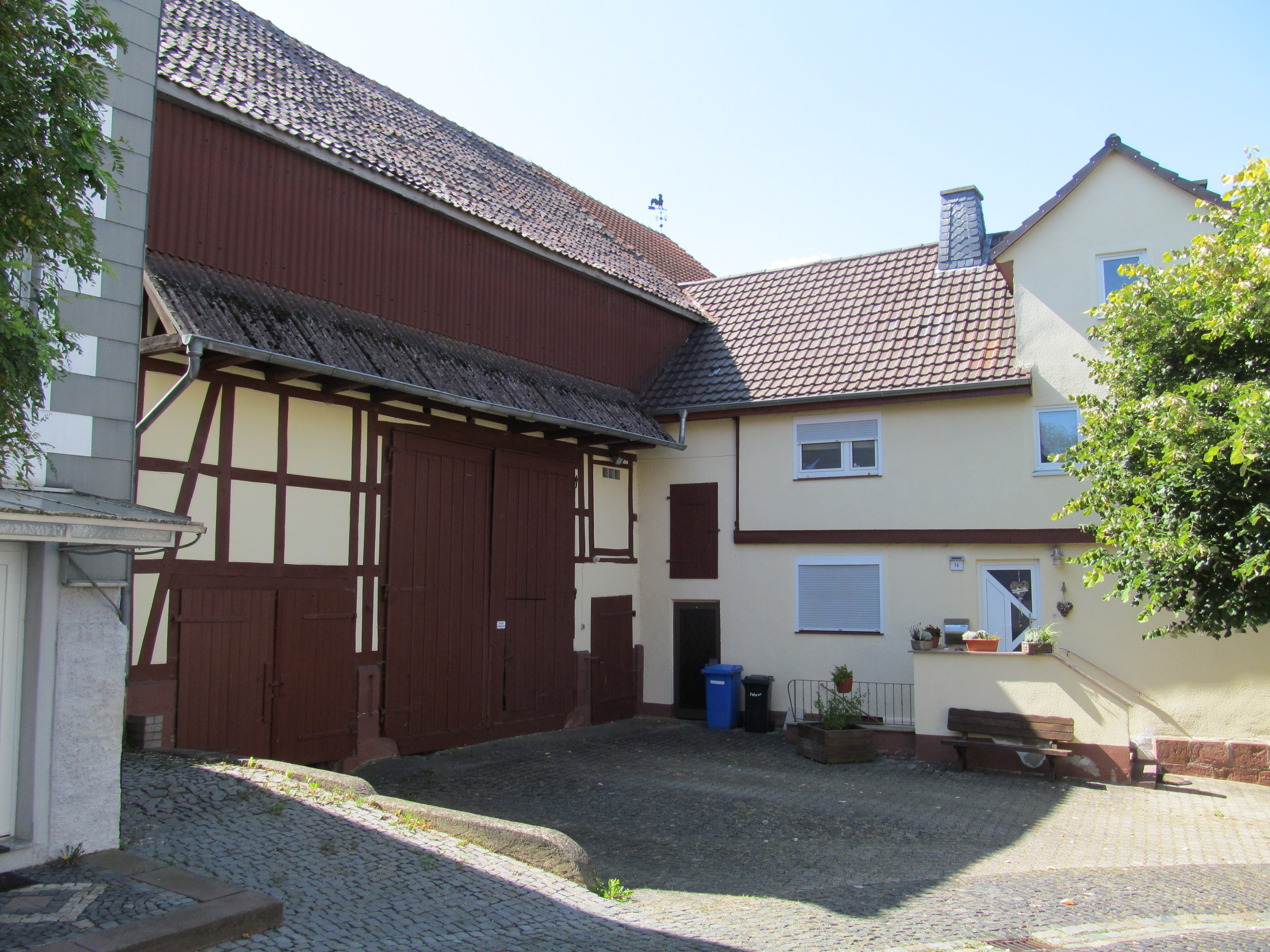
Hintergasse 16
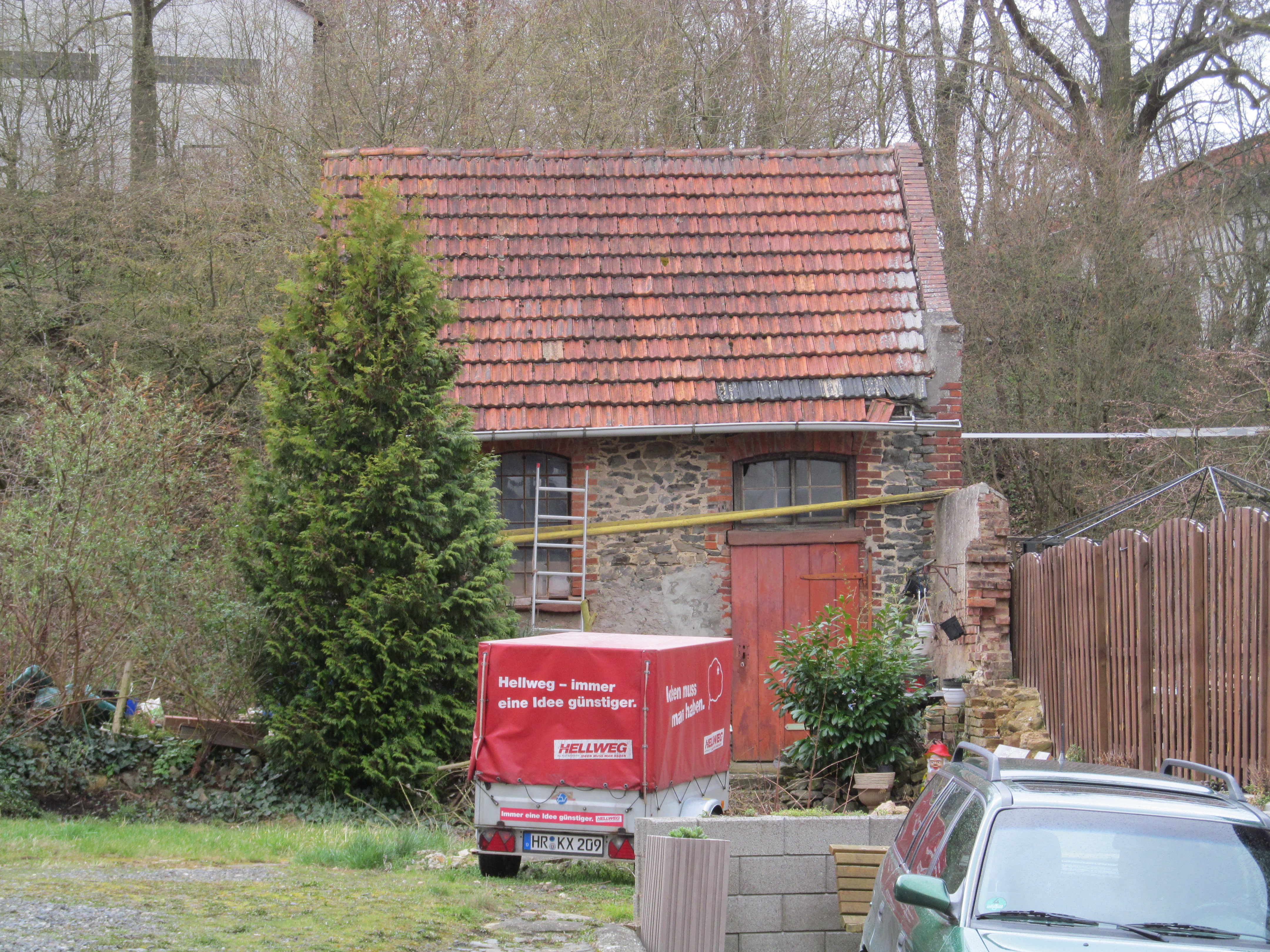
Hintergasse 20
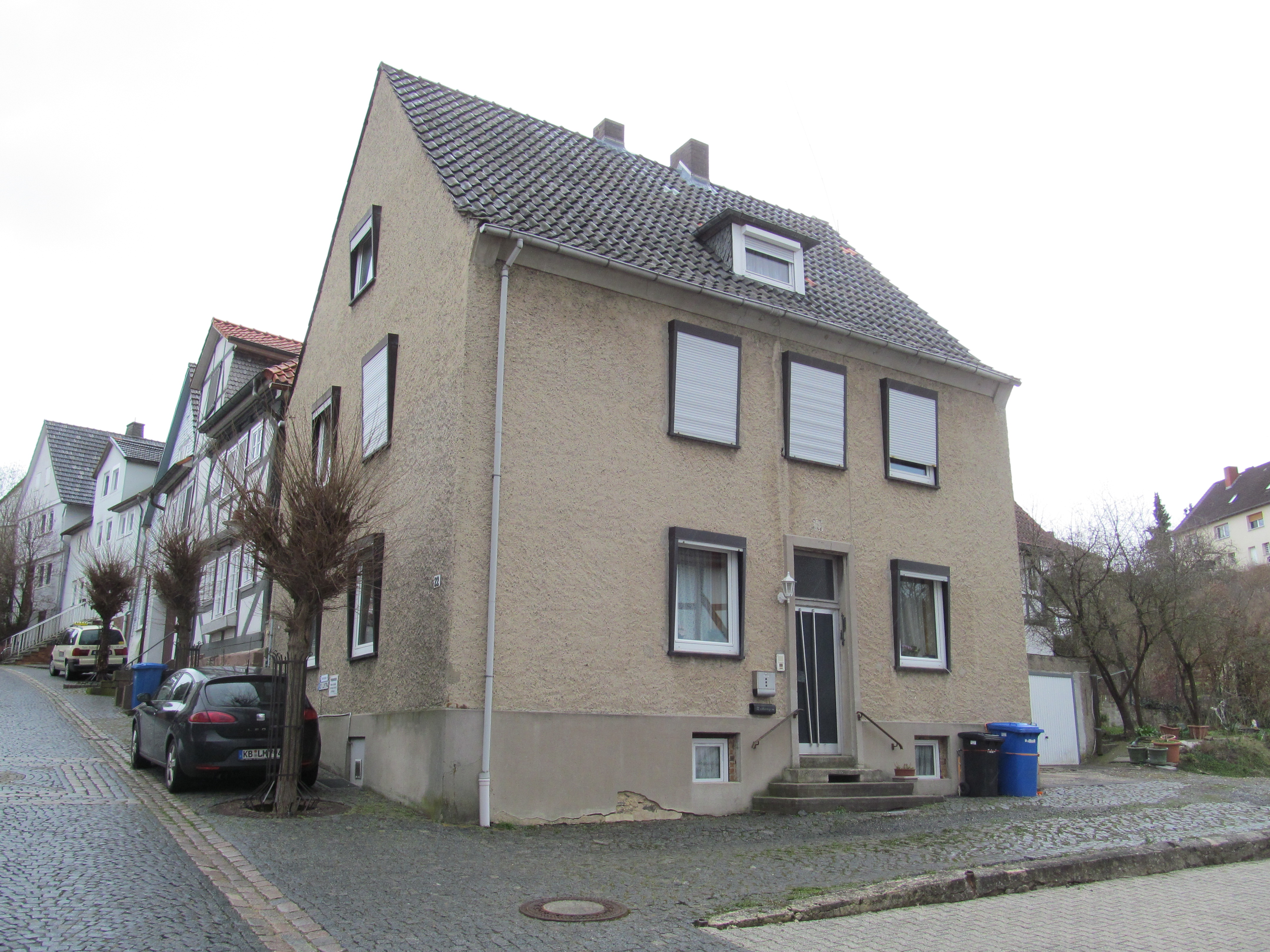
Hintergasse 22
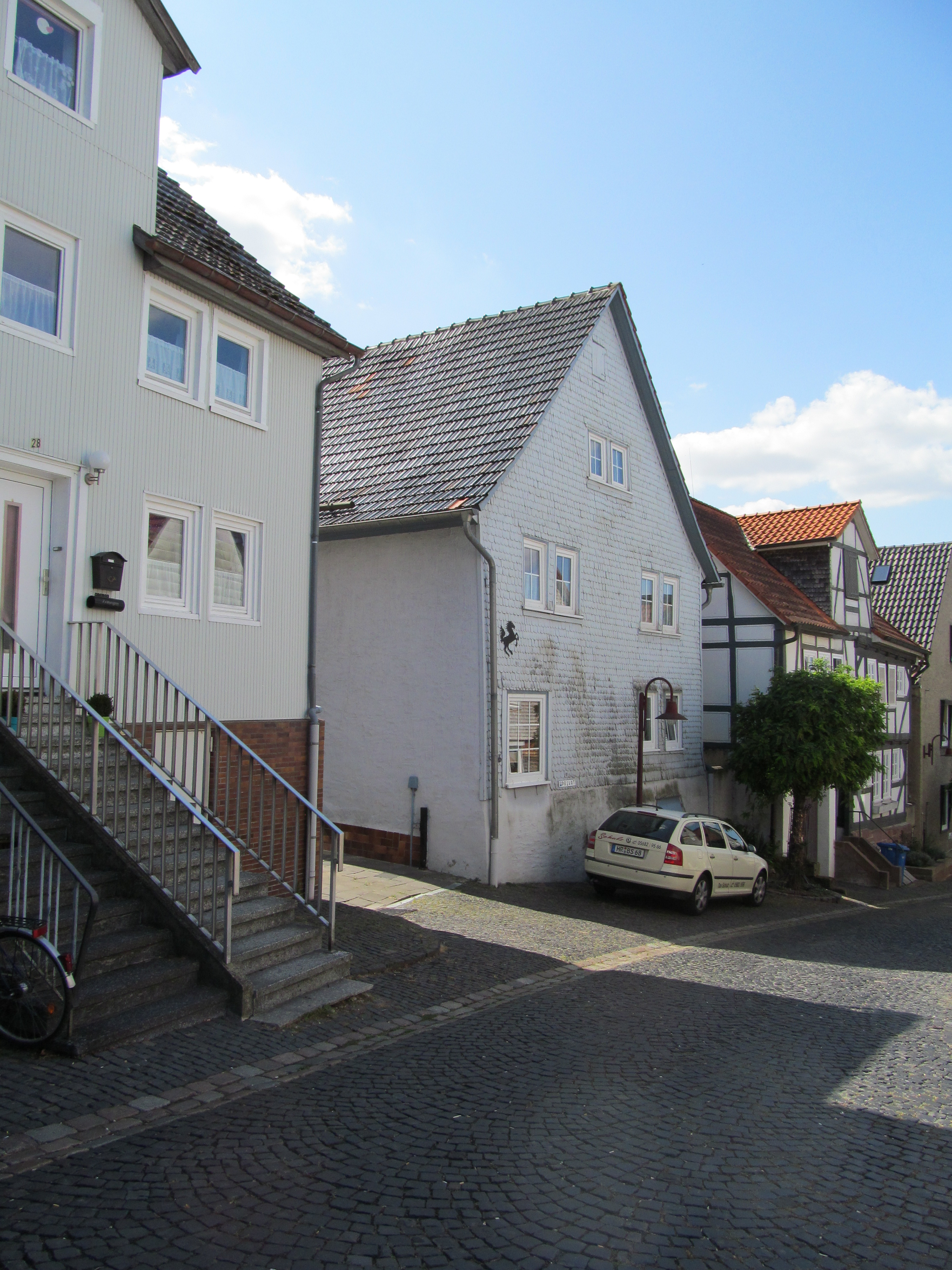
Hintergasse 26
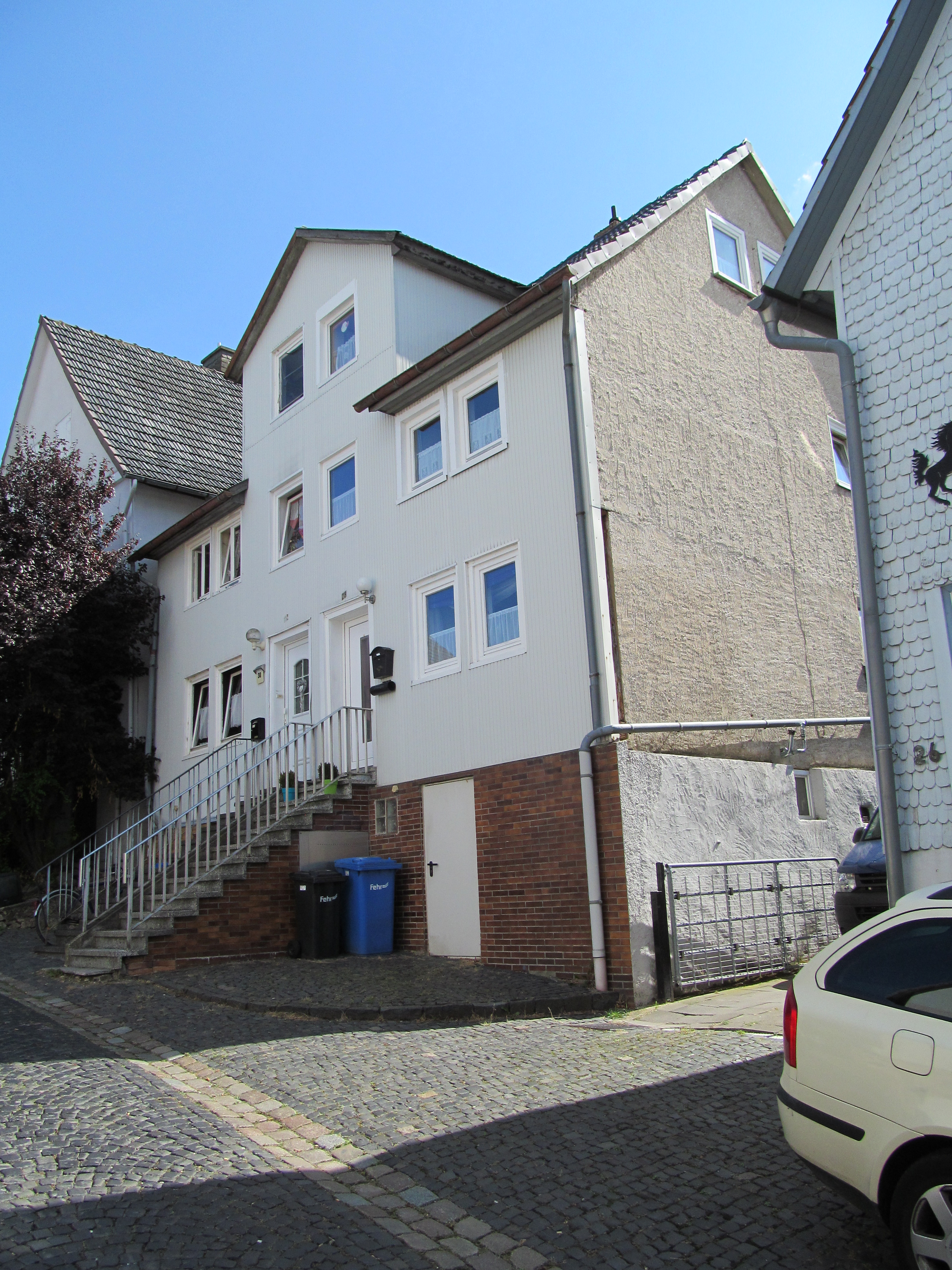
Hintergasse 28
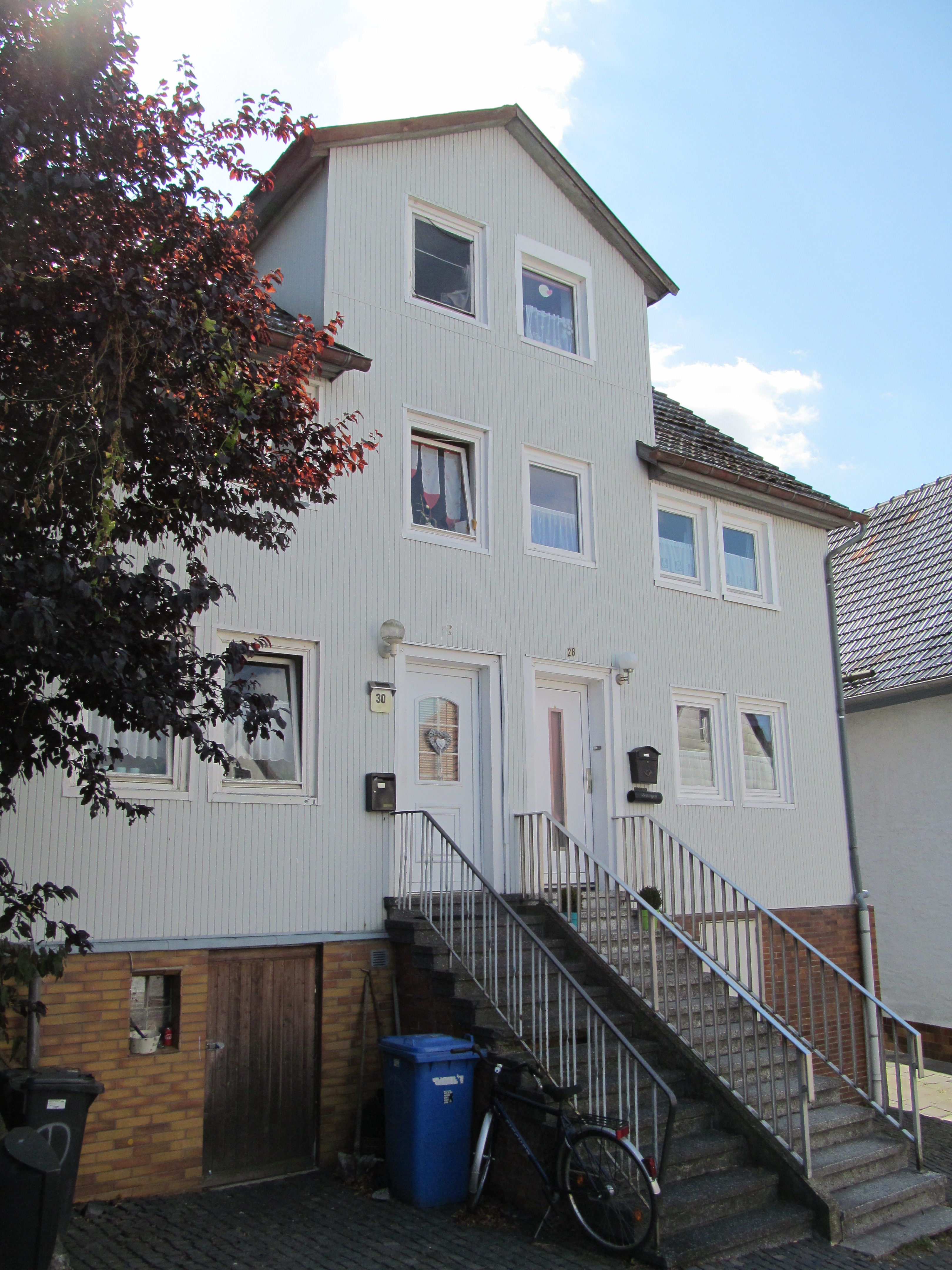
Hintergasse 30
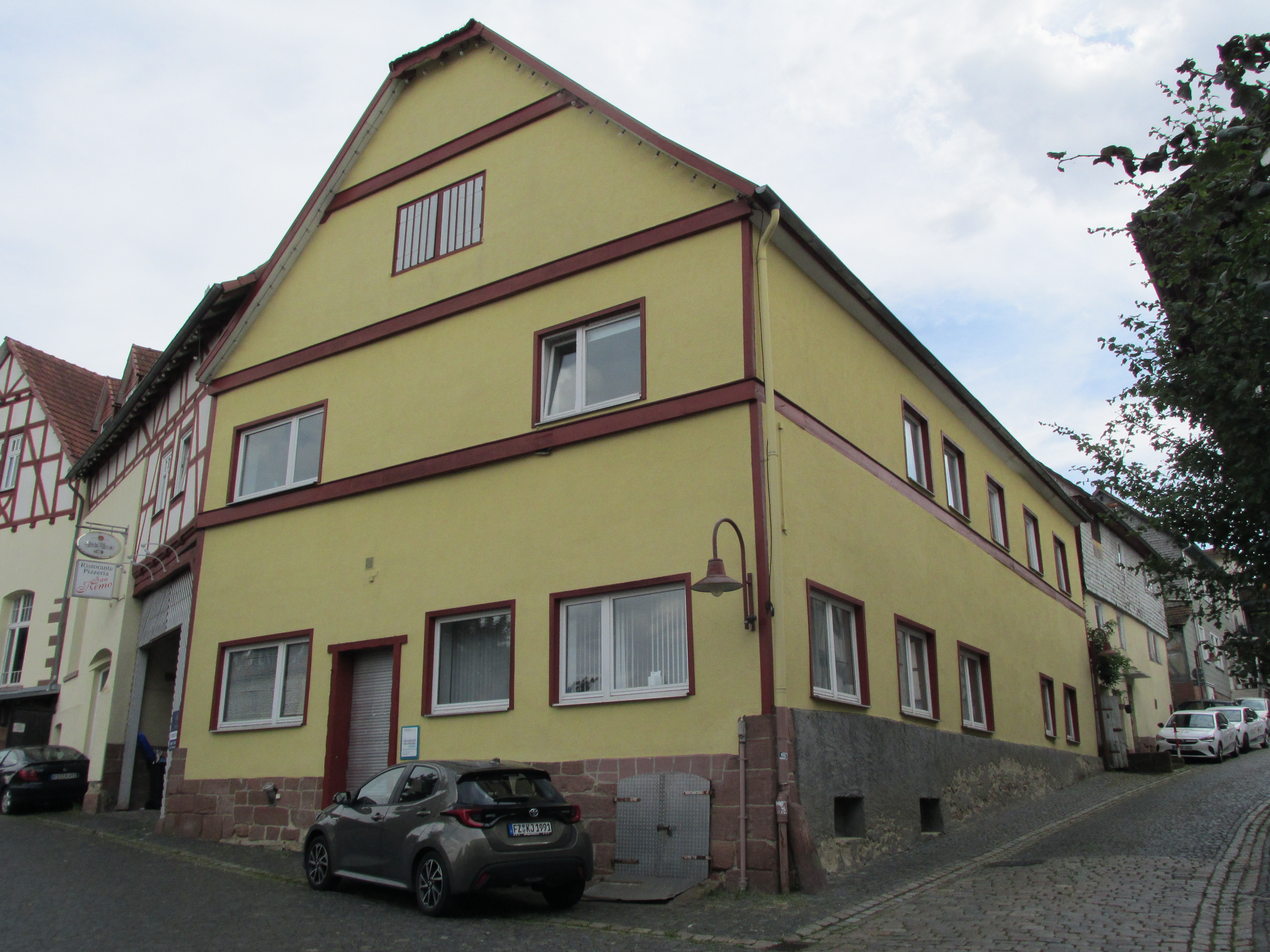
Kirchstraße 13
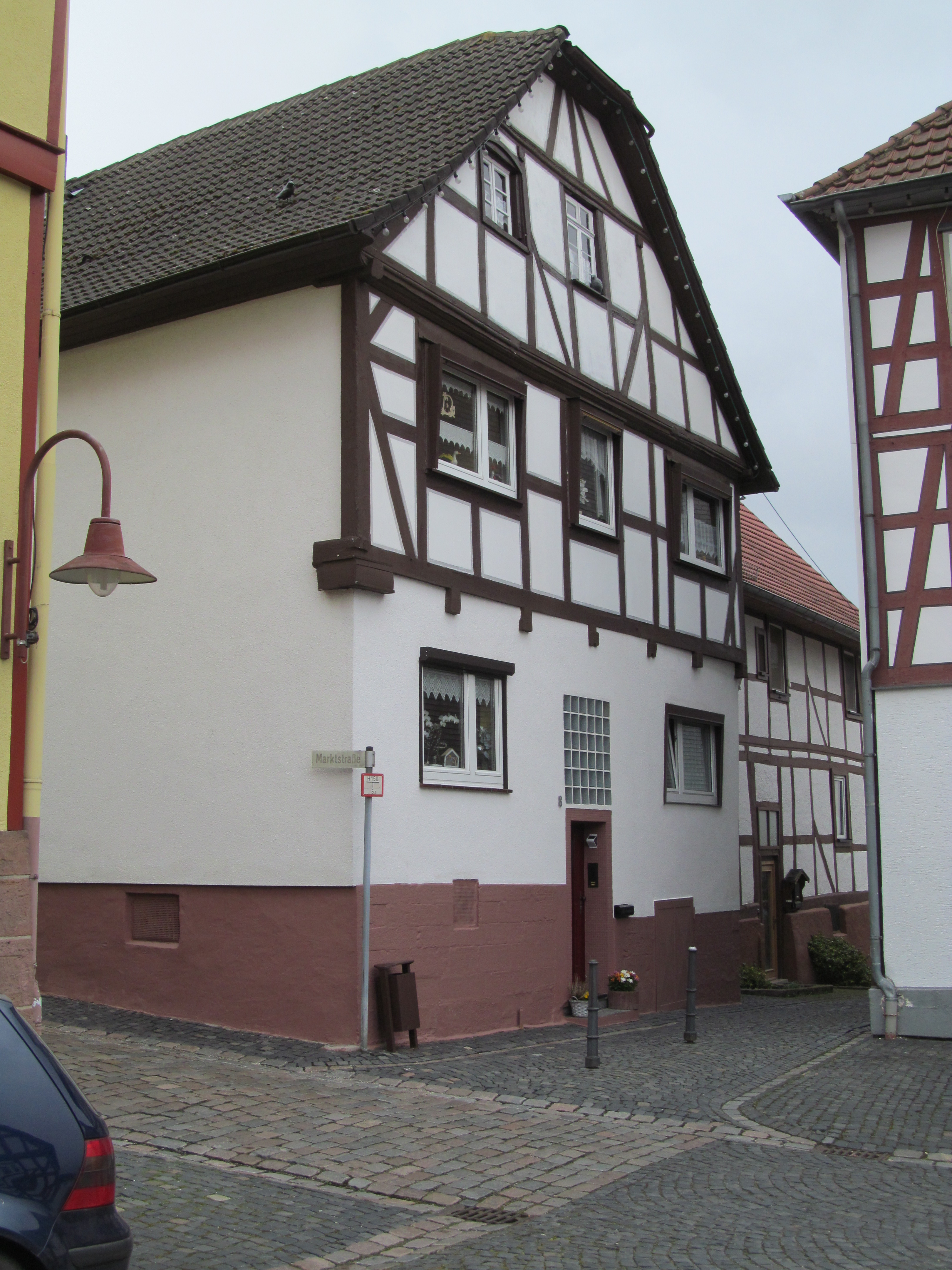
Marktstraße 8
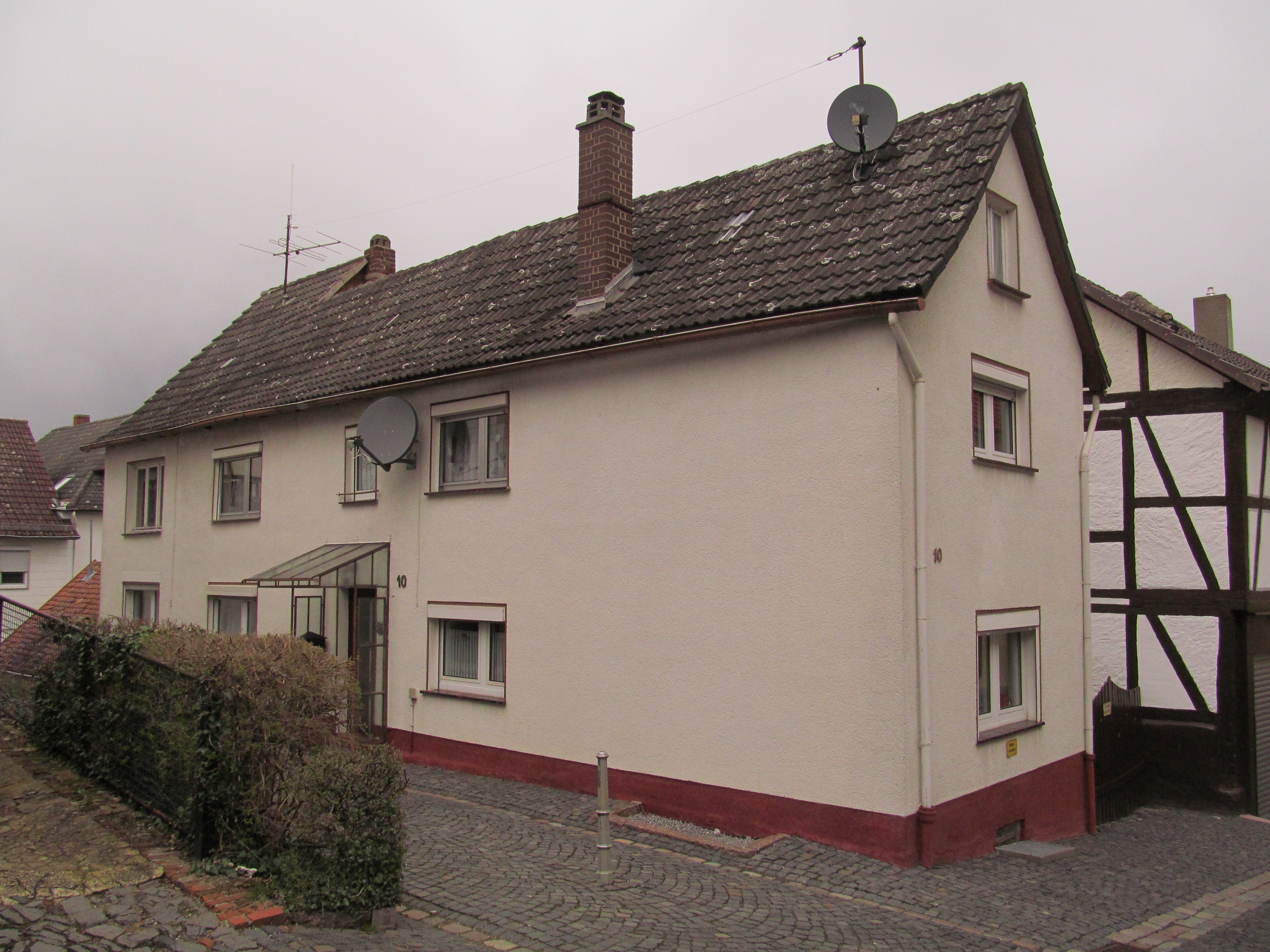
Marktstraße 10
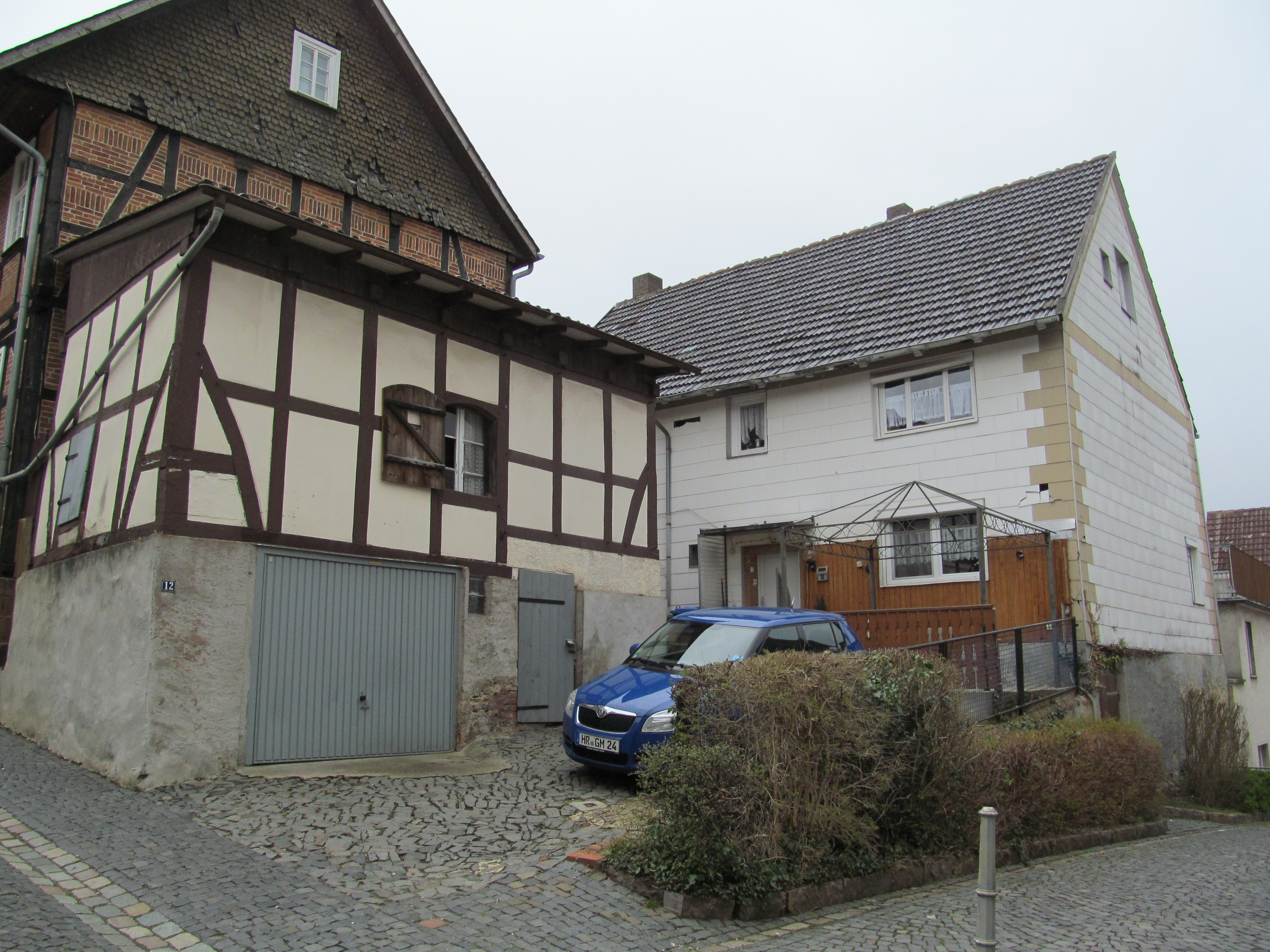
Marktstraße 12
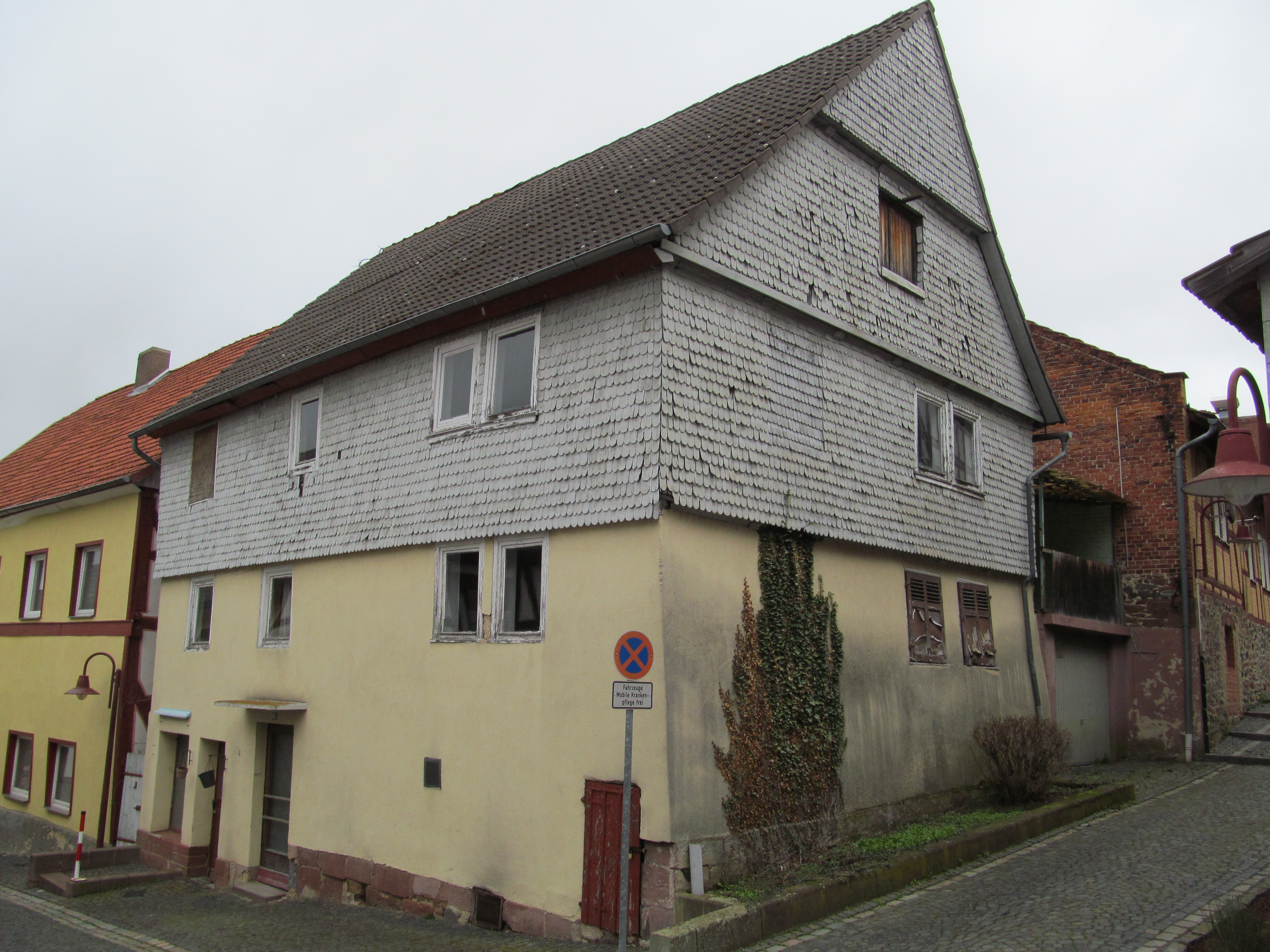
Marktstraße 15
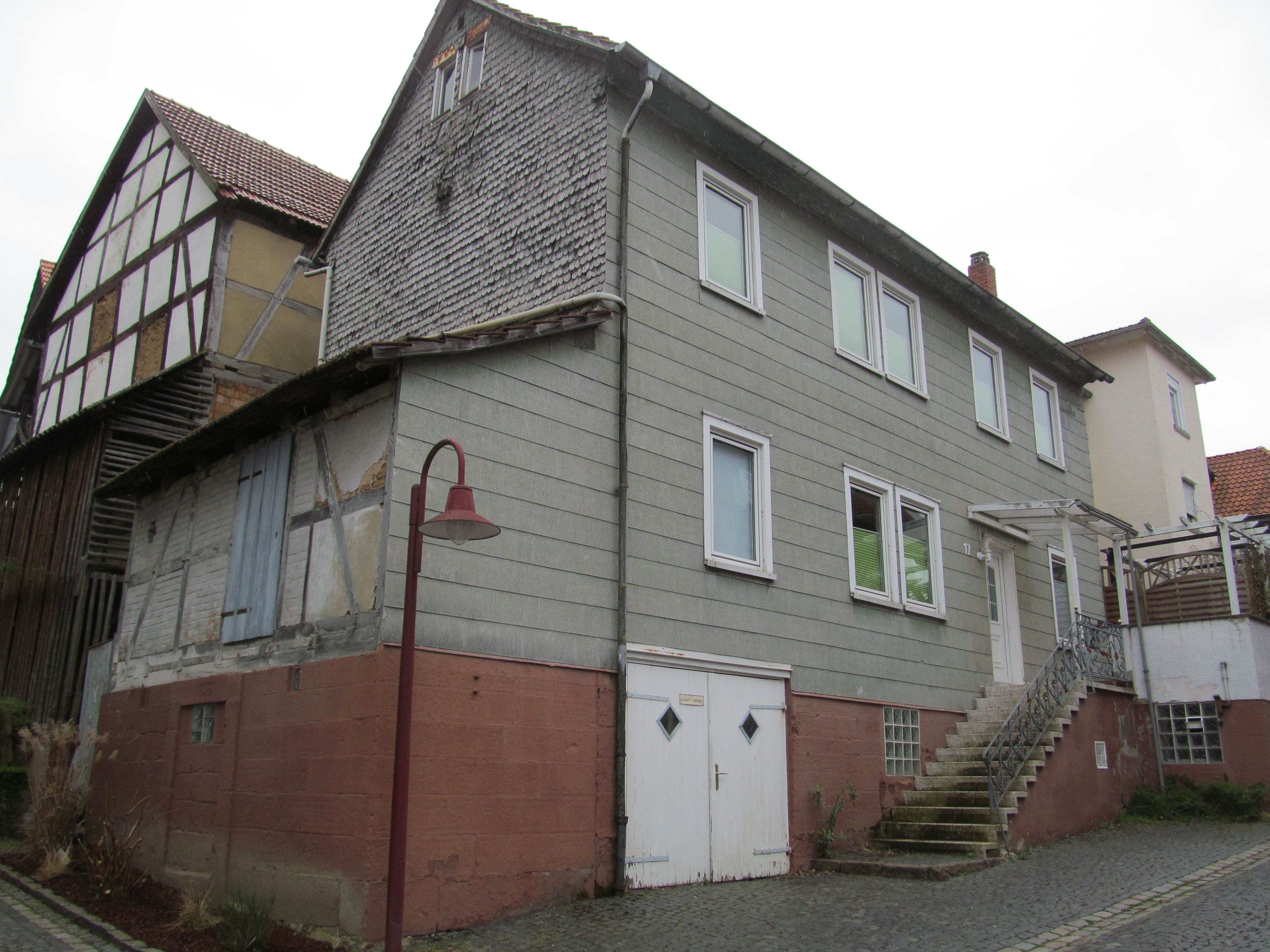
Marktstraße 17
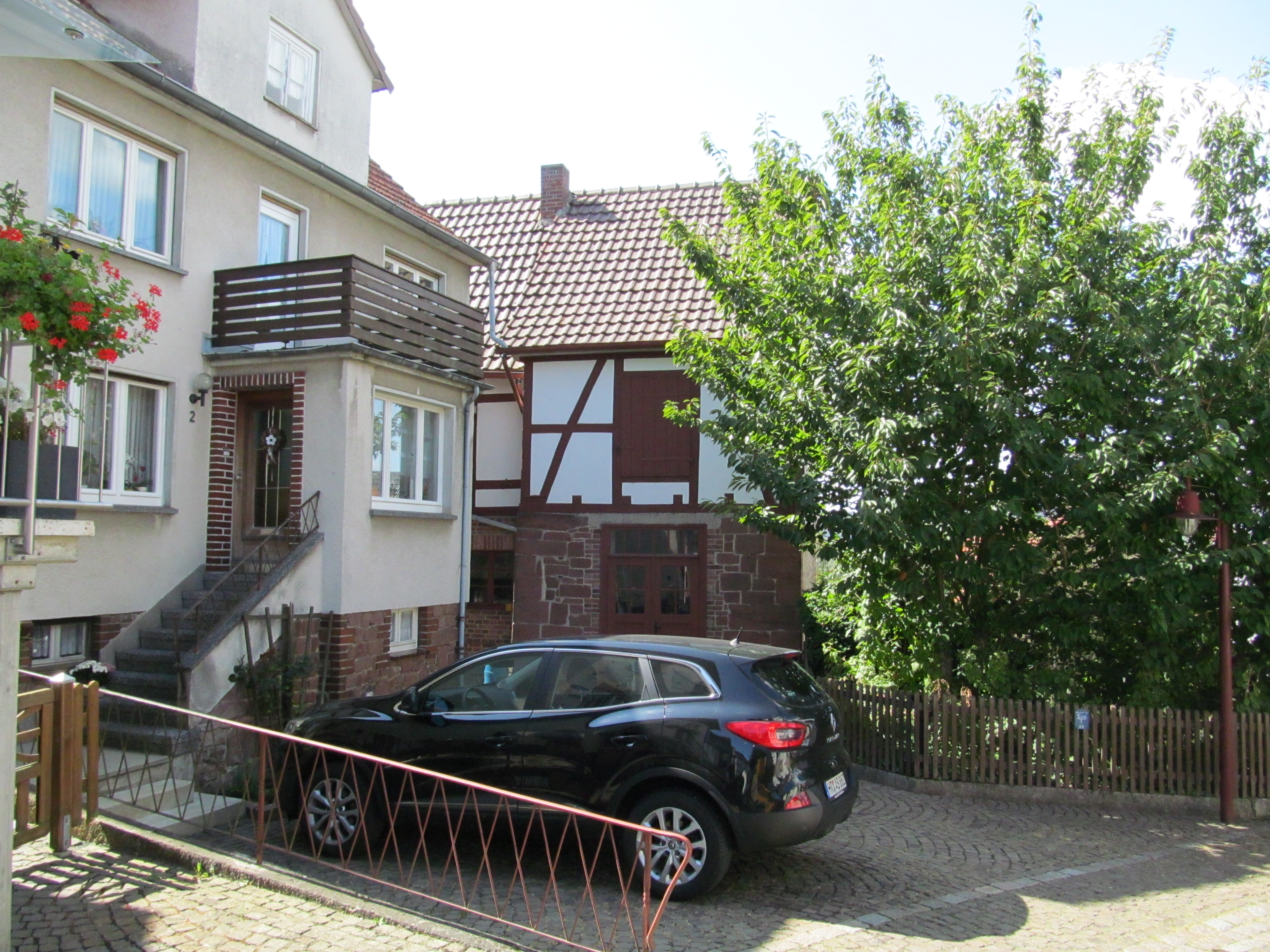
Obere Bergstraße 2
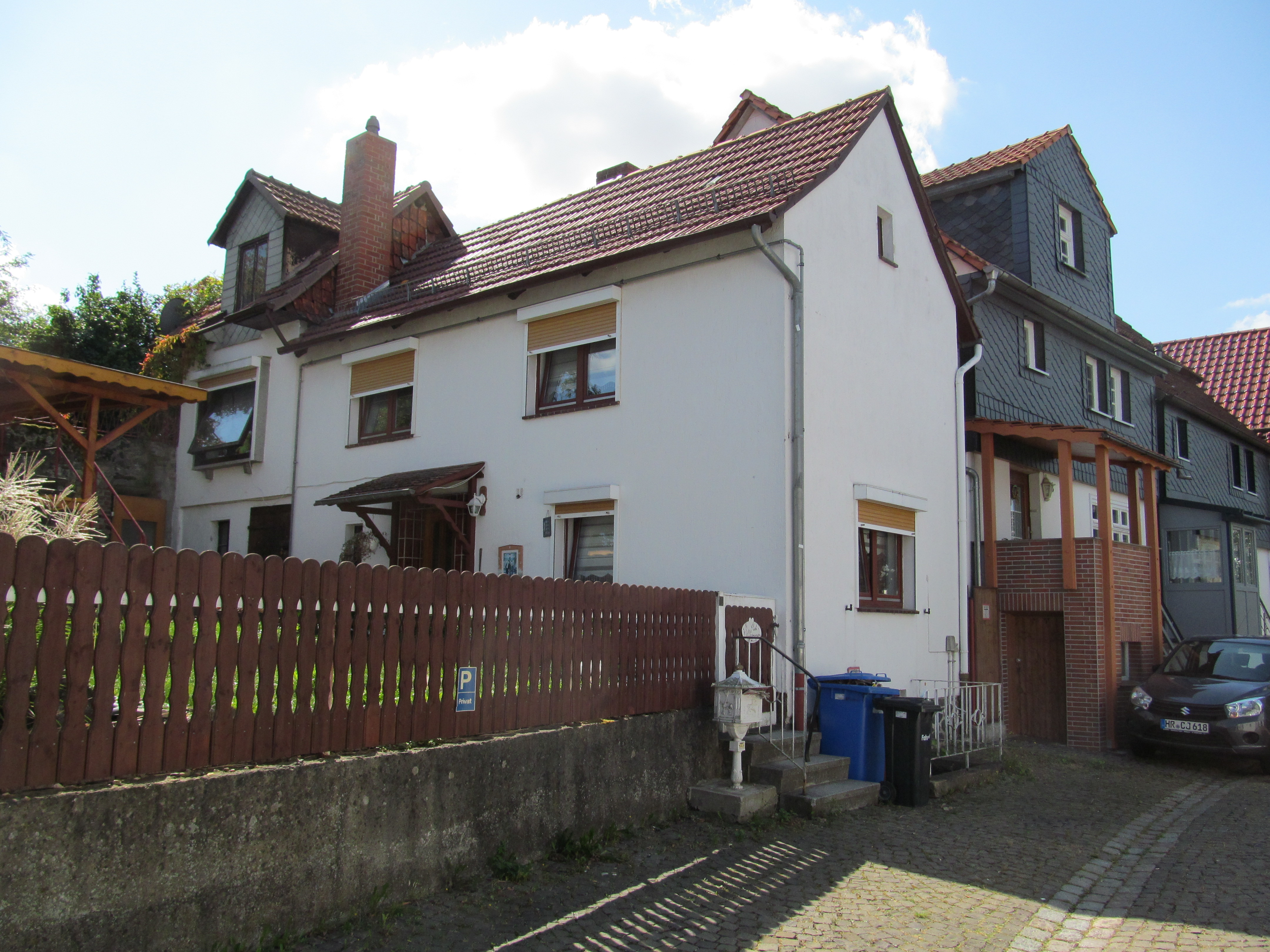
Obere Bergstraße 10
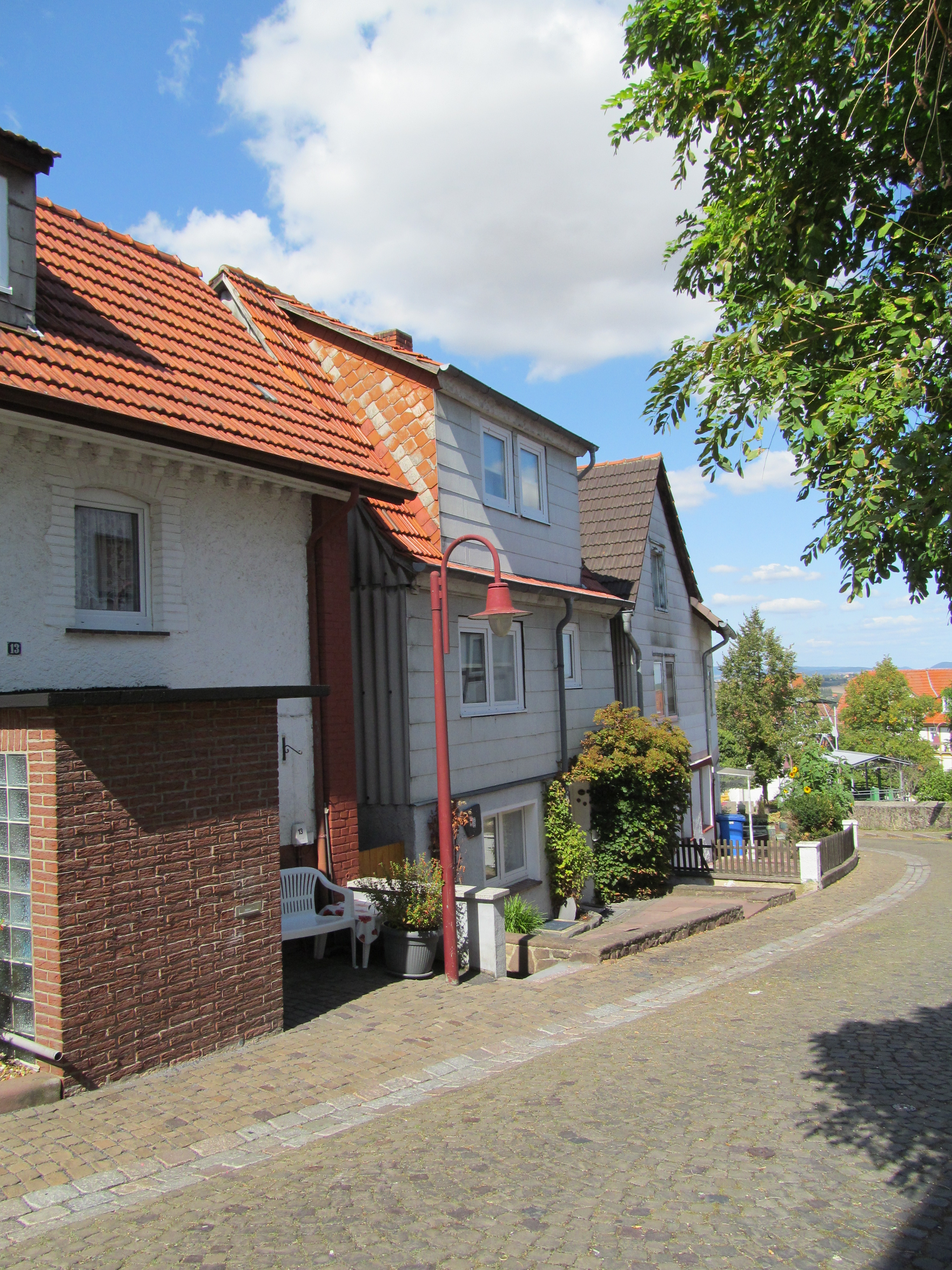
Obere Bergstraße 15
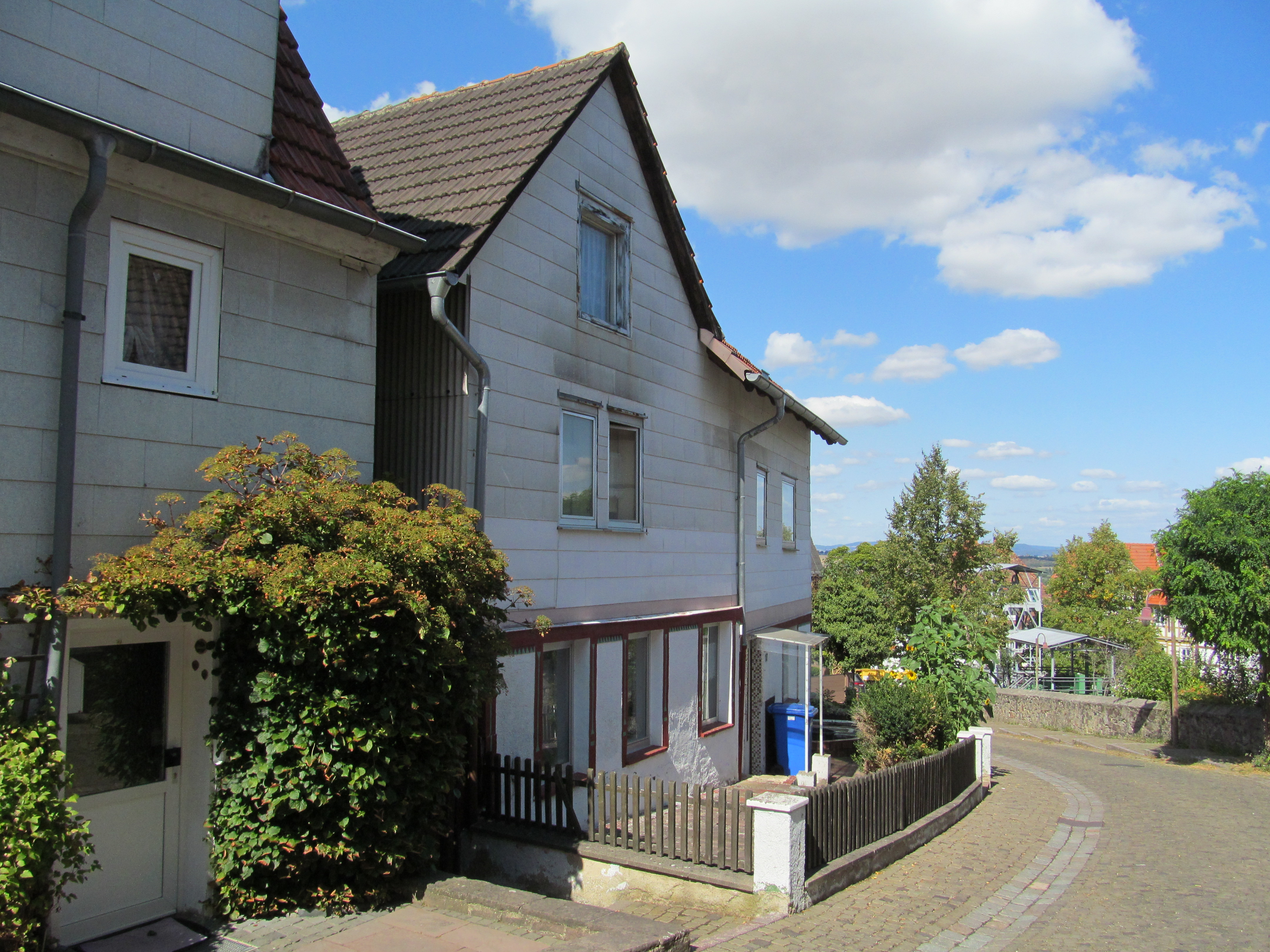
Obere Bergstraße 17
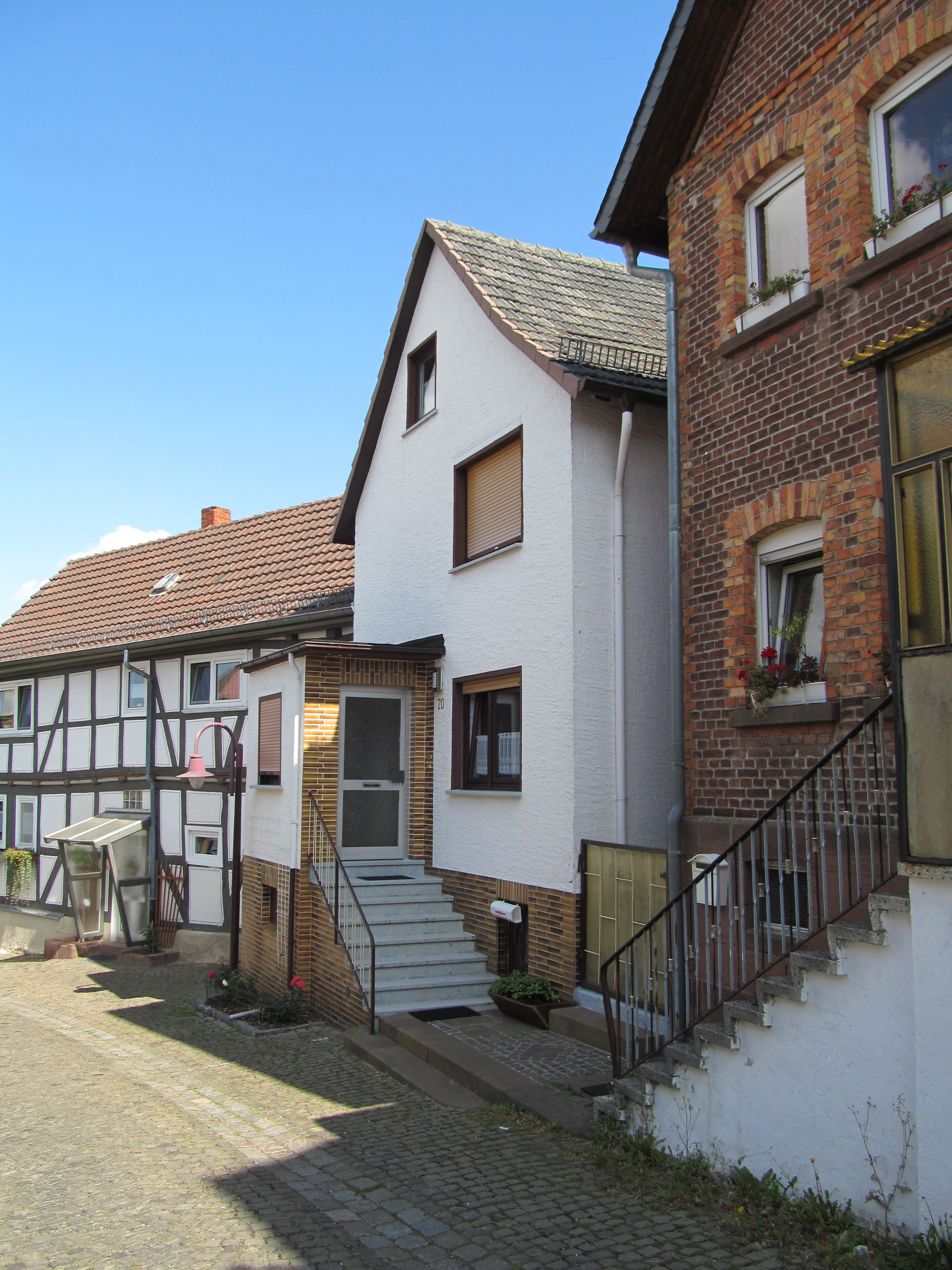
Obere Bergstraße 20
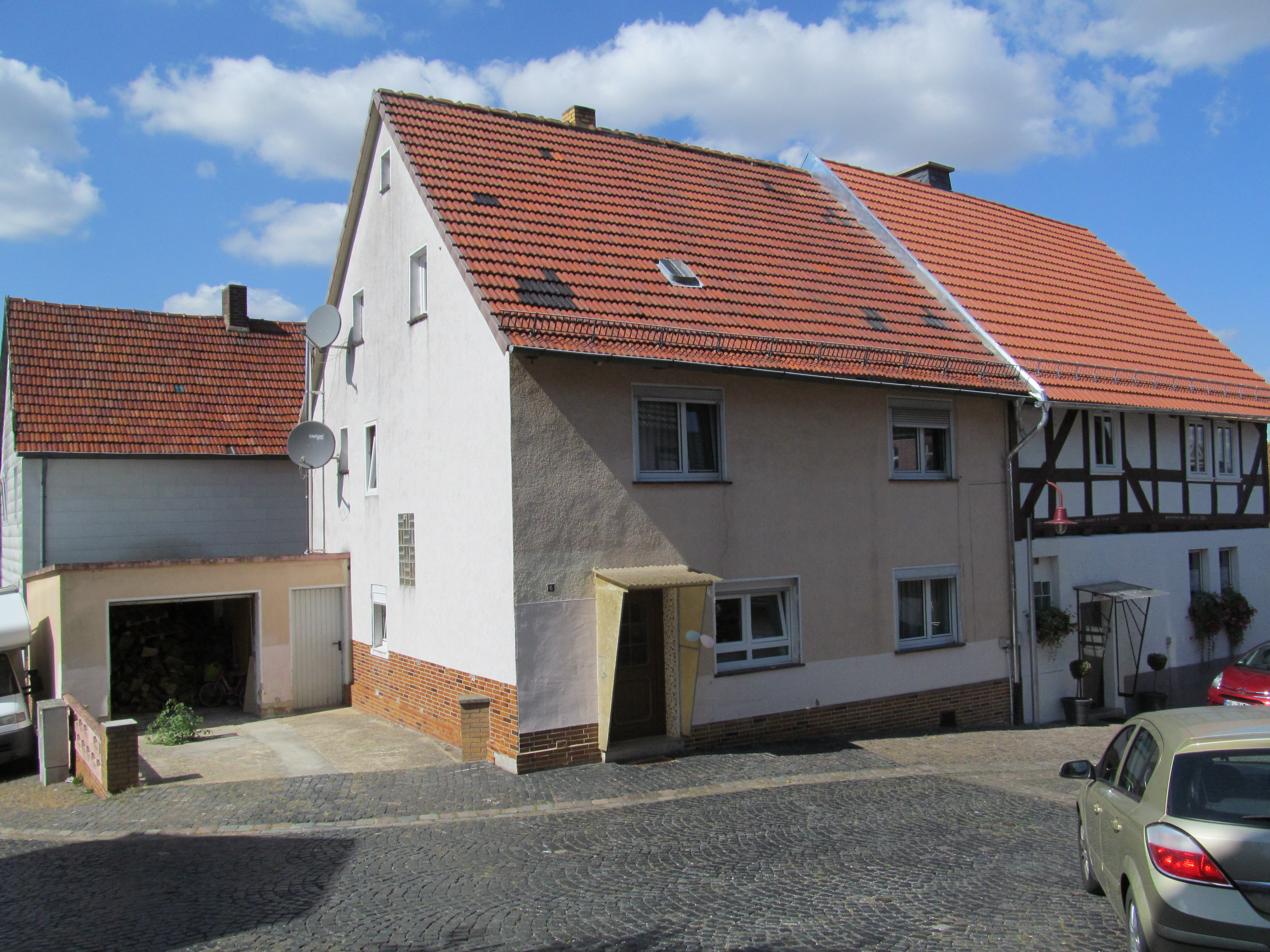
Untere Bergstraße 6
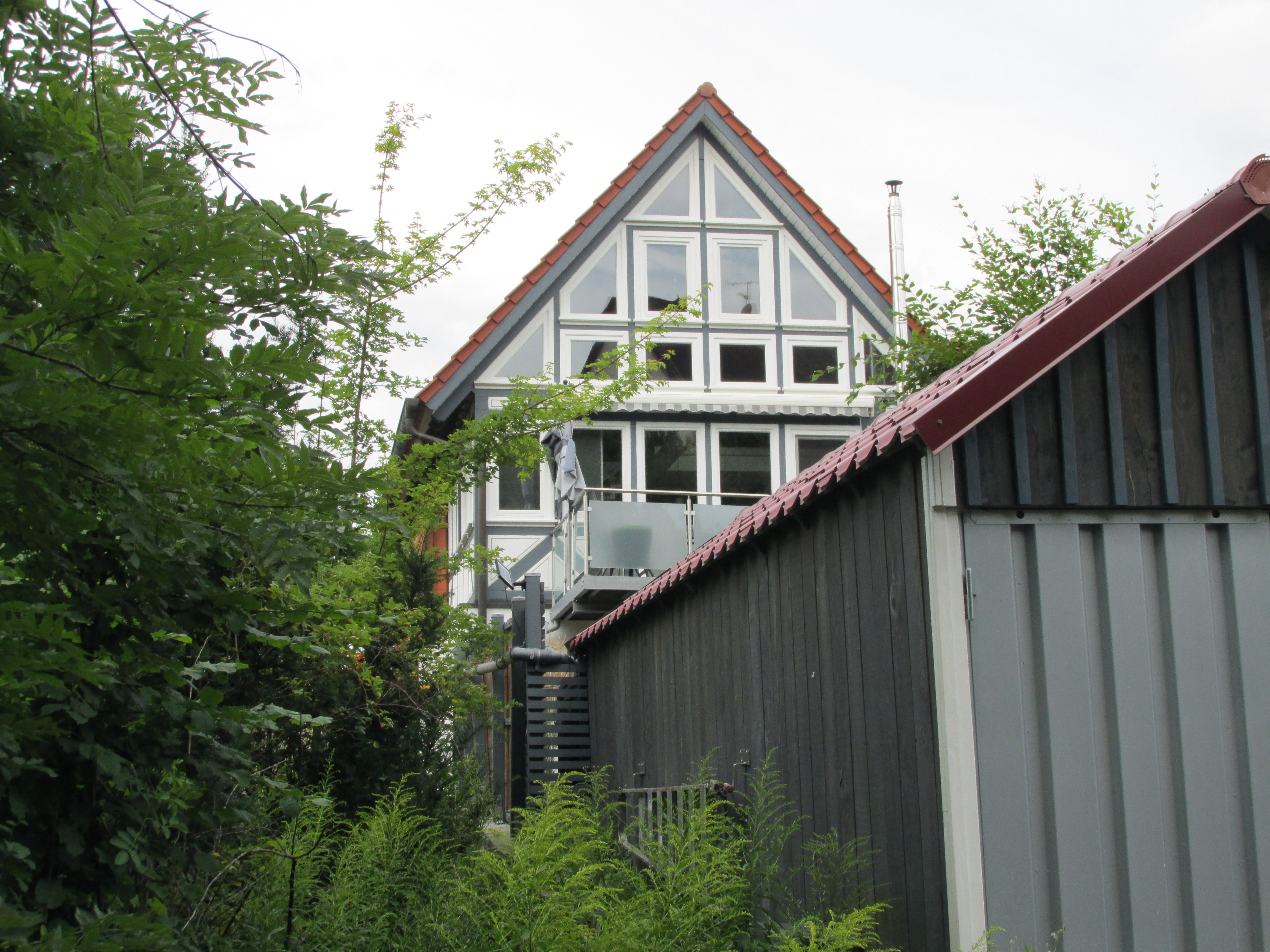
Wallgraben 7

### Gesamtanlage Borken II
| Bild                         | Bezeichnung                  | Lage                                           | Beschreibung                 | Bauzeit                              | Daten |
| ---------------------------- | ---------------------------- | ---------------------------------------------- | ---------------------------- | ------------------------------------ | ----- |
| Bild gesucht BW              | Pferdetränke                 | Lage                                           | Pferdetränke 1–27; 6–14. (g) |                                      |       |
| großvolumiges Gebäude        | großvolumiges Gebäude        | Pferdetränke 1 LageFlur: 11, Flurstück: 86     | (g, s)                       | Mitte des 19. Jahrhunderts           |       |
| dreizoniges Fachwerkwohnhaus | dreizoniges Fachwerkwohnhaus | Pferdetränke 9 LageFlur: 11, Flurstück: 235/95 | (g, s)                       | erste Hälfte des 19. Jahrhunderts    |       |
| Fachwerkwohnhaus             | Fachwerkwohnhaus             | Pferdetränke 10 LageFlur: 12, Flurstück: 24/2  | (s)                          | um 1900                              |       |
| jüdische Schule              | jüdische Schule              | Pferdetränke 12 LageFlur: 12, Flurstück: 28/5  | (g, s)                       | 1895/96                              |       |
| dreiseitige Hofanlage        | dreiseitige Hofanlage        | Pferdetränke 14 LageFlur: 12, Flurstück: 29    | (g, s)                       | 1911                                 |       |
| Scheune                      | Scheune                      | Pferdetränke 14 LageFlur: 12, Flurstück: 29    | (g, s)                       | letztes Viertel des 19. Jahrhunderts |       |
| Fachwerkwohnhaus             | Fachwerkwohnhaus             | Pferdetränke 21 LageFlur: 11, Flurstück: 102/1 | (g, s)                       | frühes 19. Jahrhundert               |       |
| ehemaligen Gastwirtschaft    | ehemaligen Gastwirtschaft    | Pferdetränke 25 LageFlur: 11, Flurstück: 100   | (g, s)                       |                                      |       |
| traufständiges Wohnstallhaus | traufständiges Wohnstallhaus | Pferdetränke 27 LageFlur: 11, Flurstück: 106   | (g, s)                       |                                      |       |

Denkmäler ohne eigenen Eintrag in der Topographie
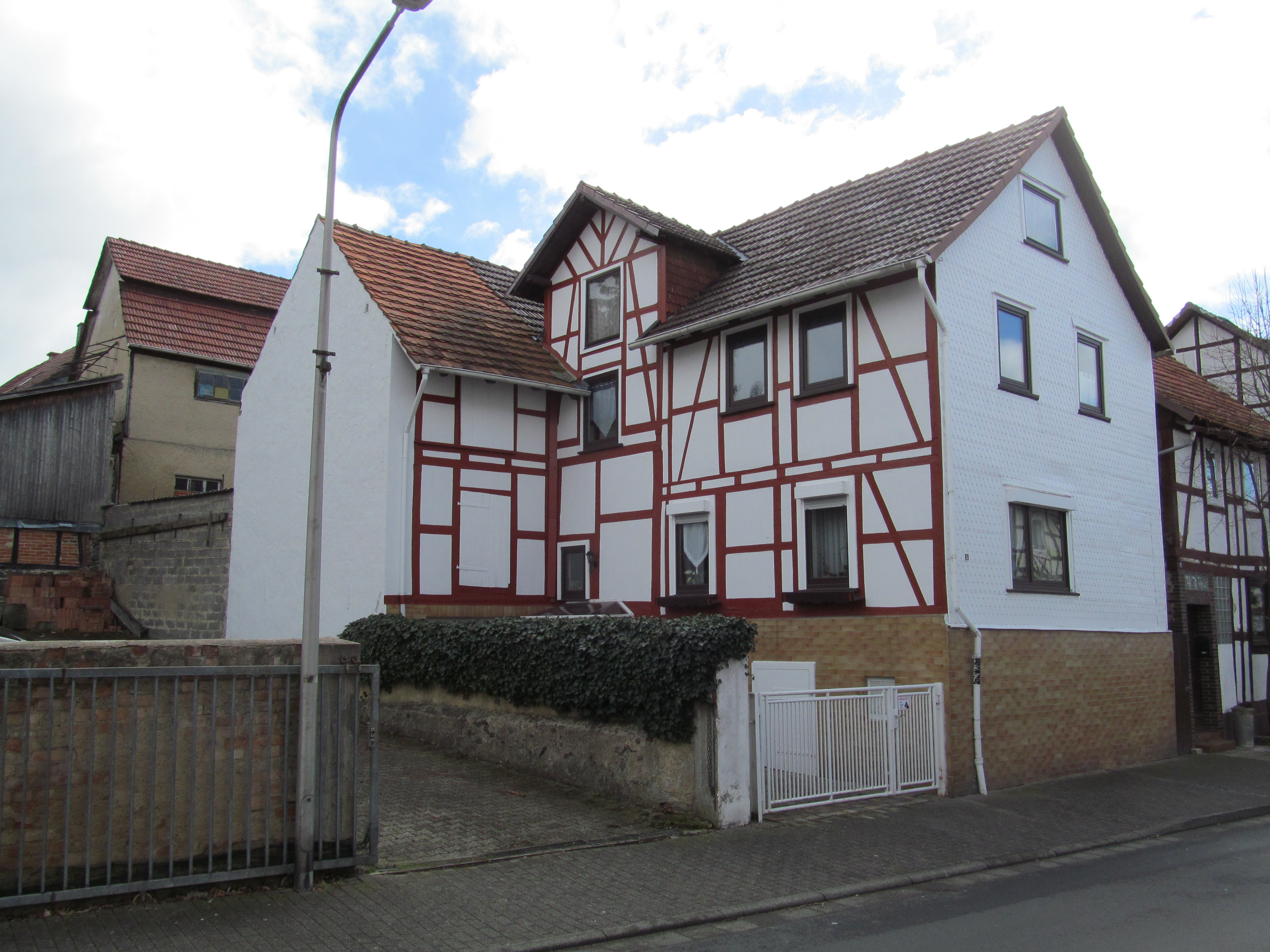
Pferdetränke 5
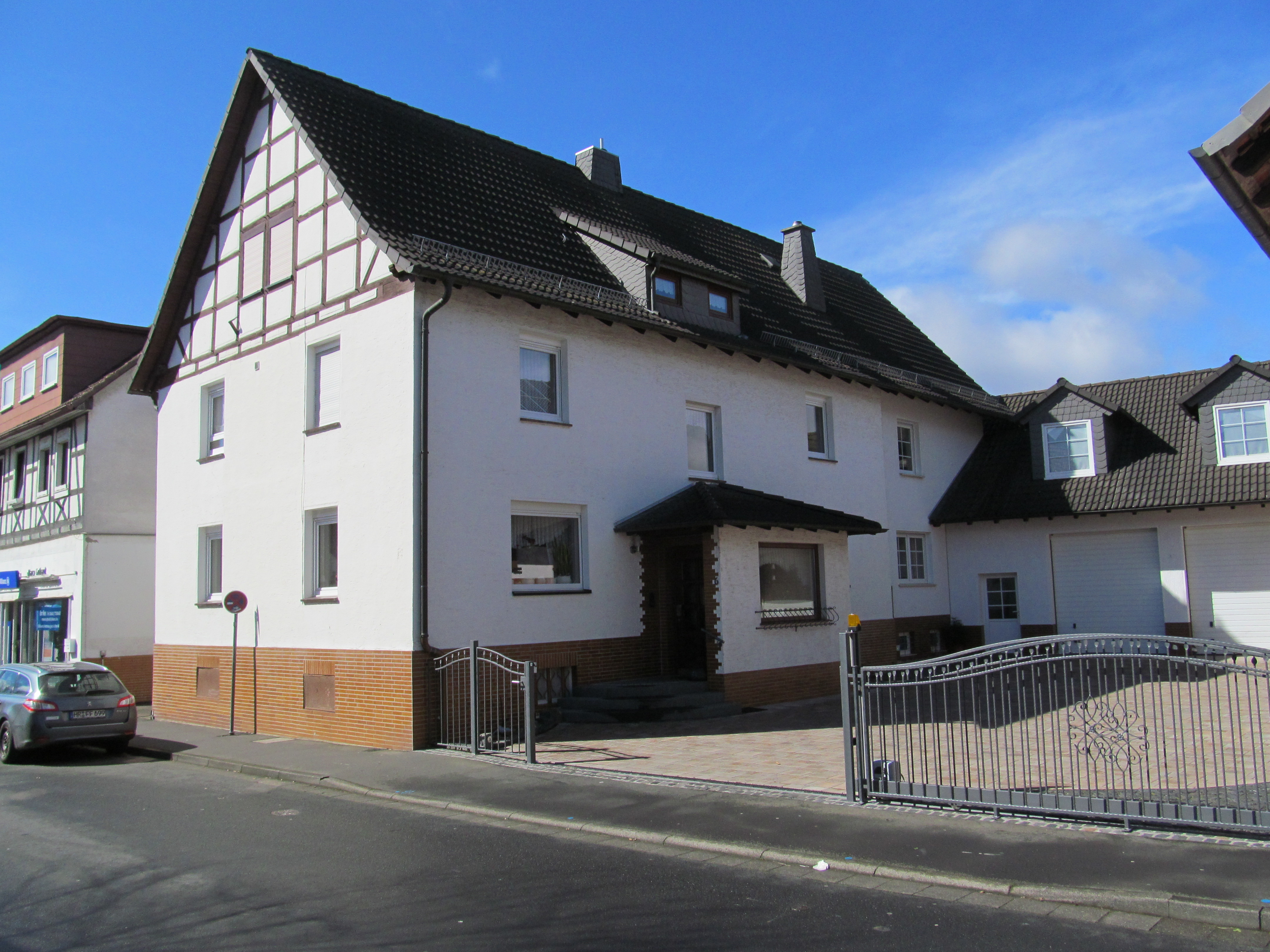
Pferdetränke 6
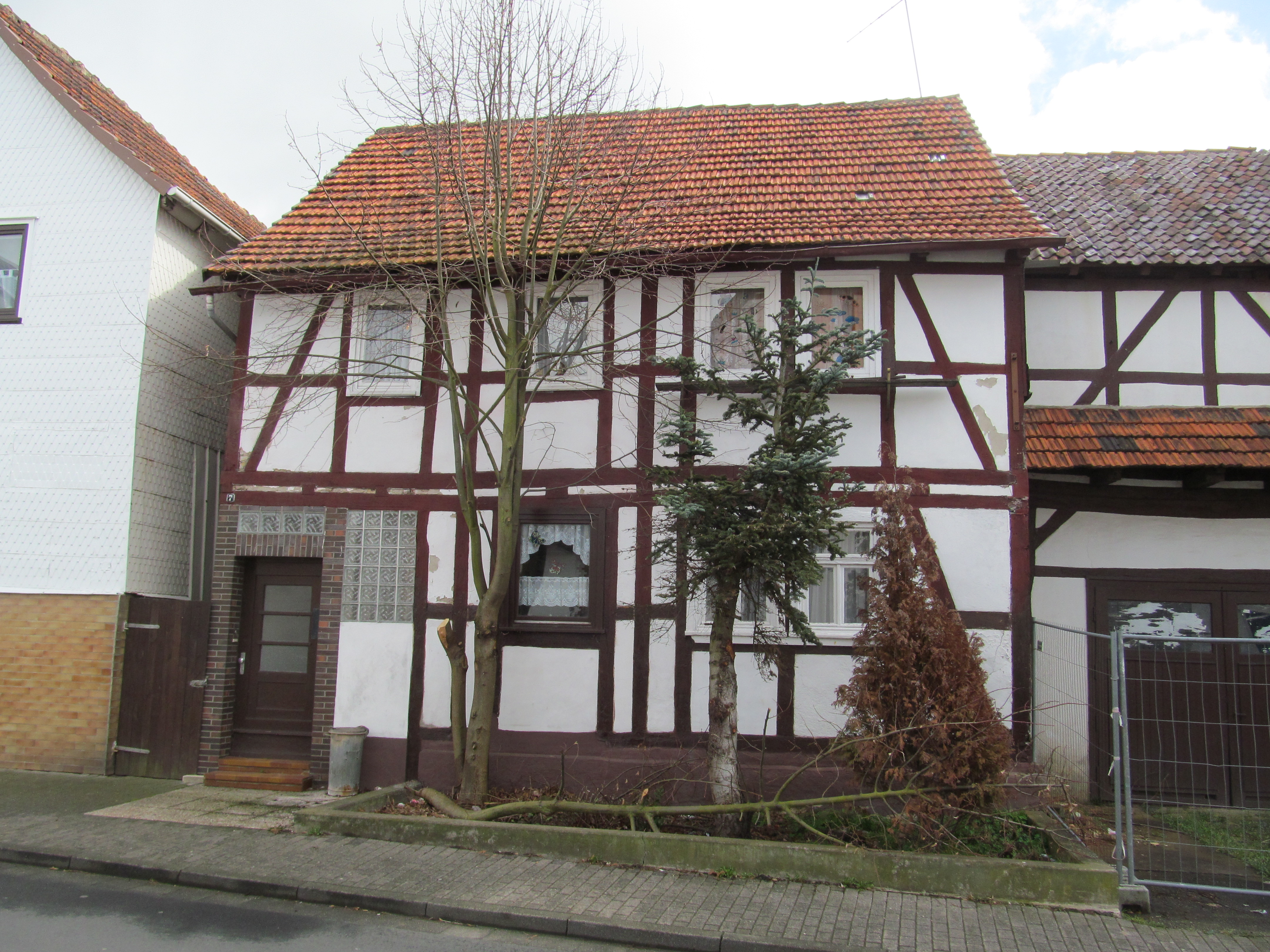
Pferdetränke 7
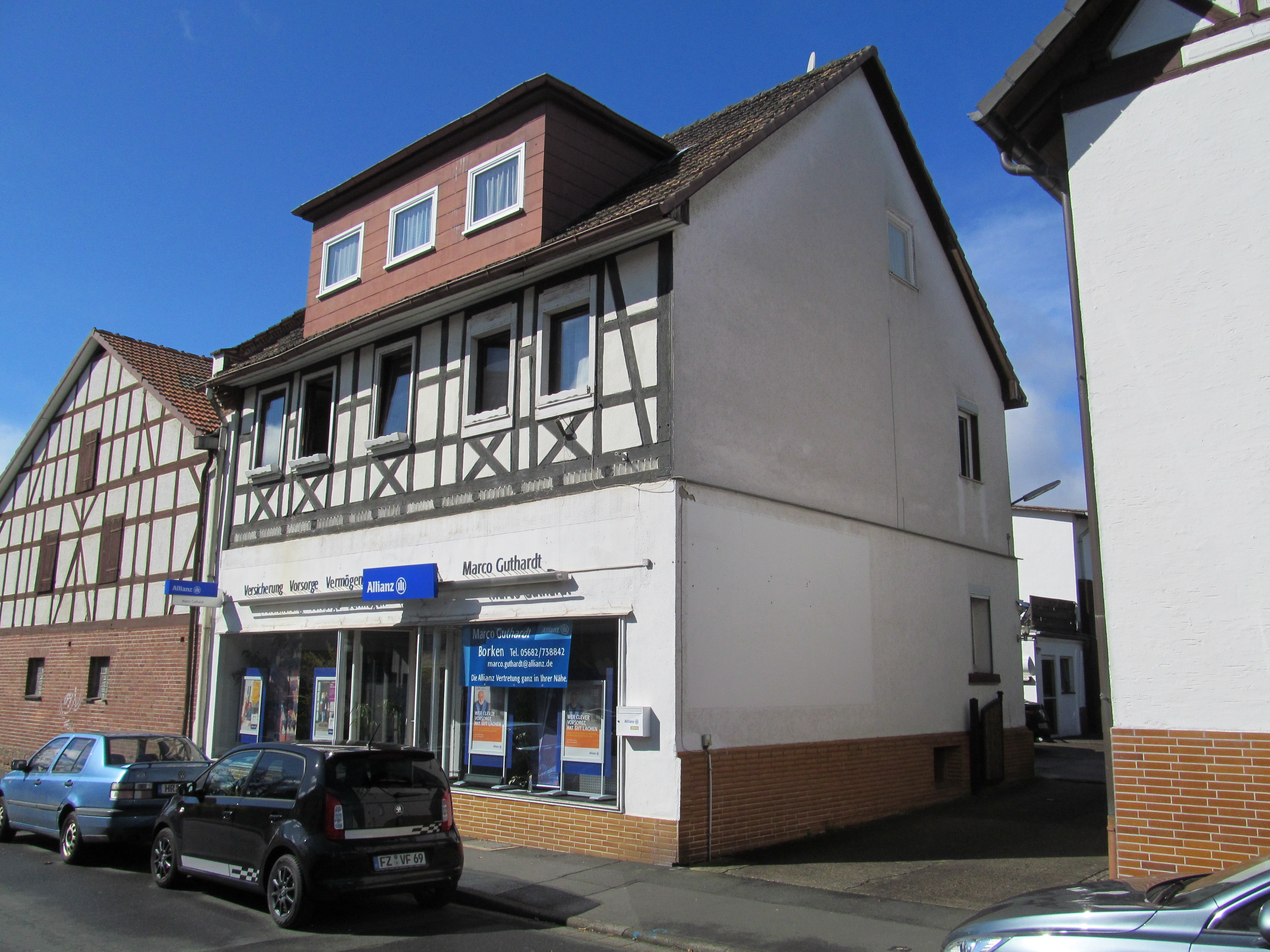
Pferdetränke 8
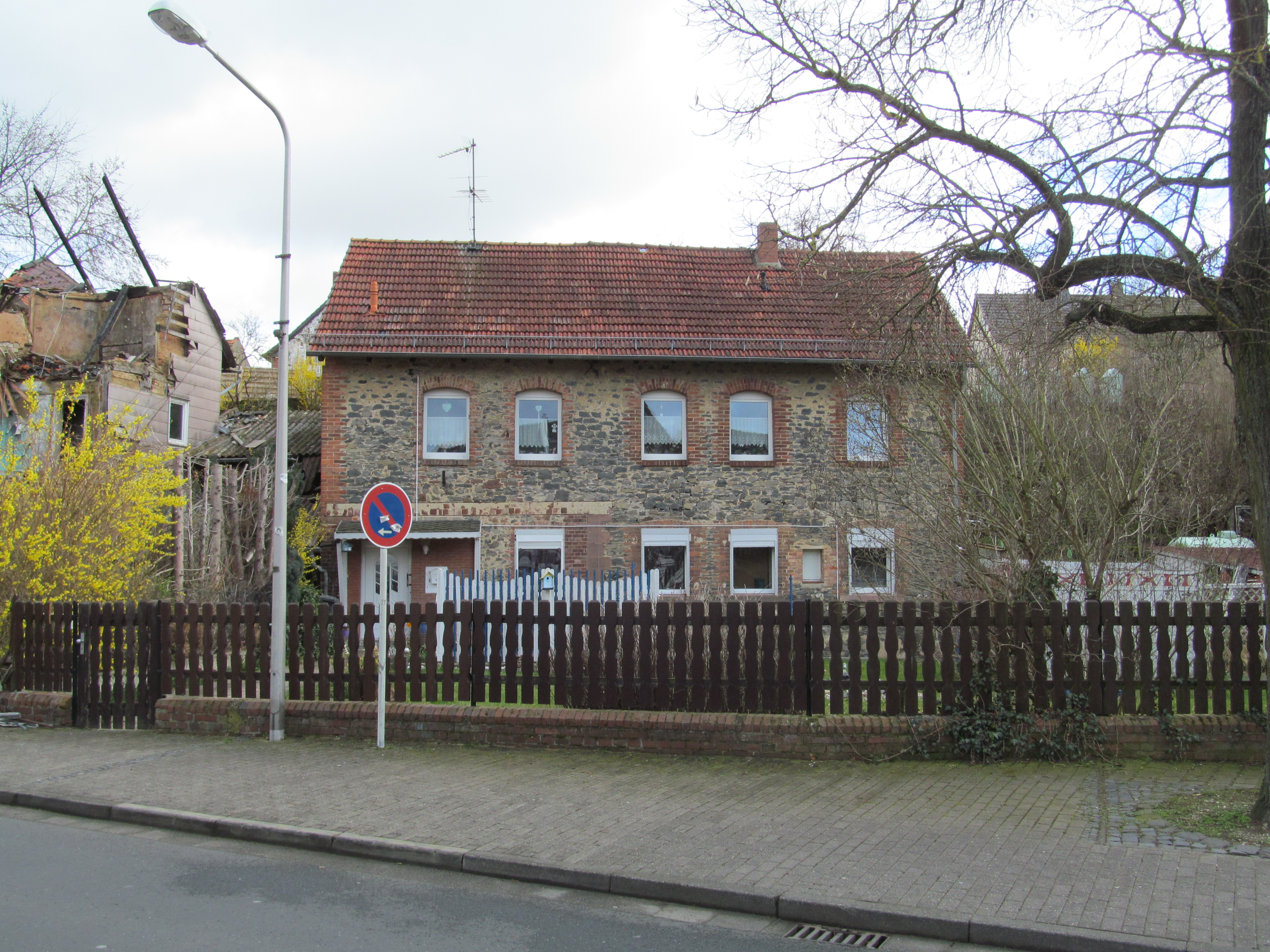
Pferdetränke 11
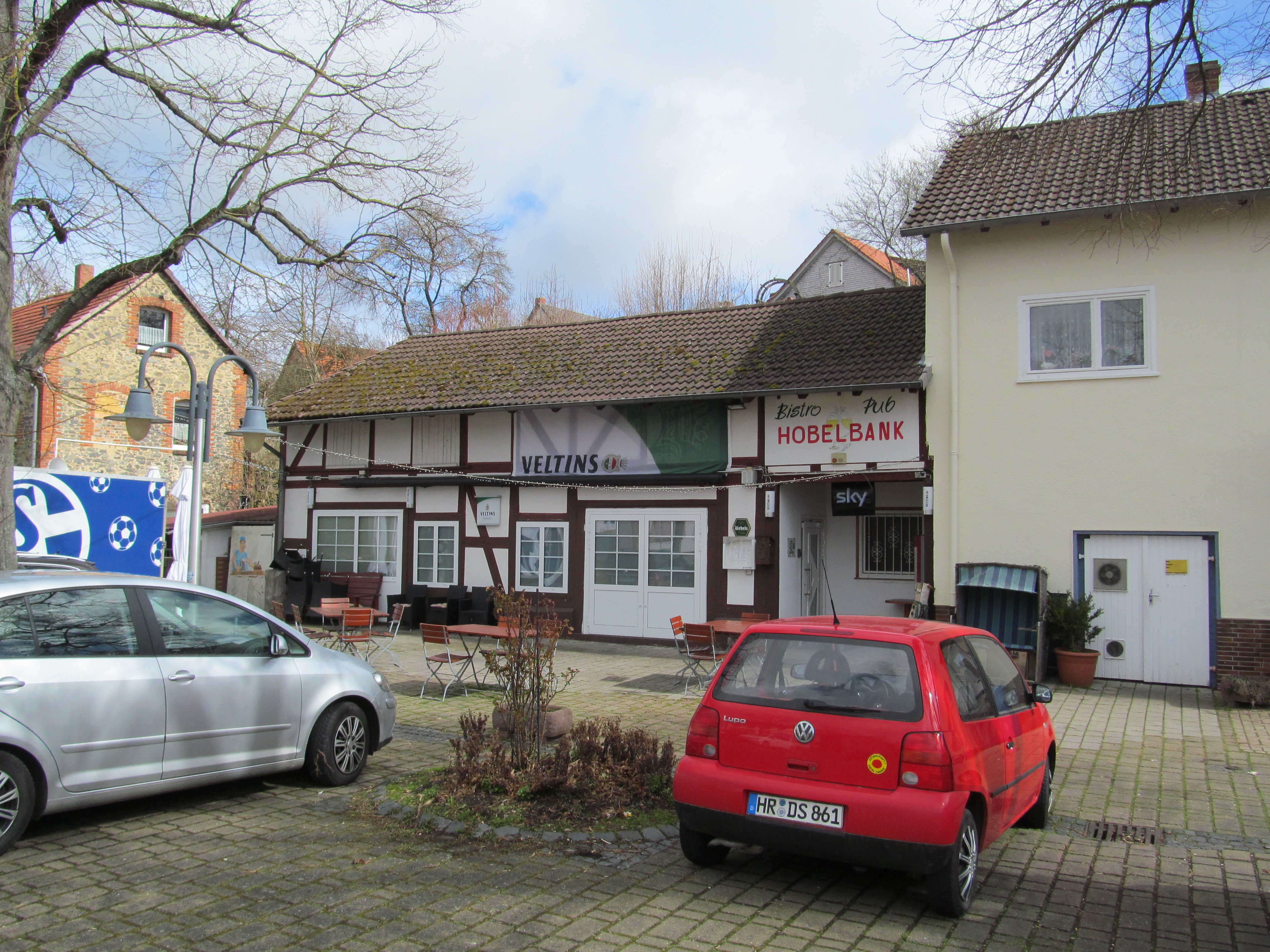
Pferdetränke 13
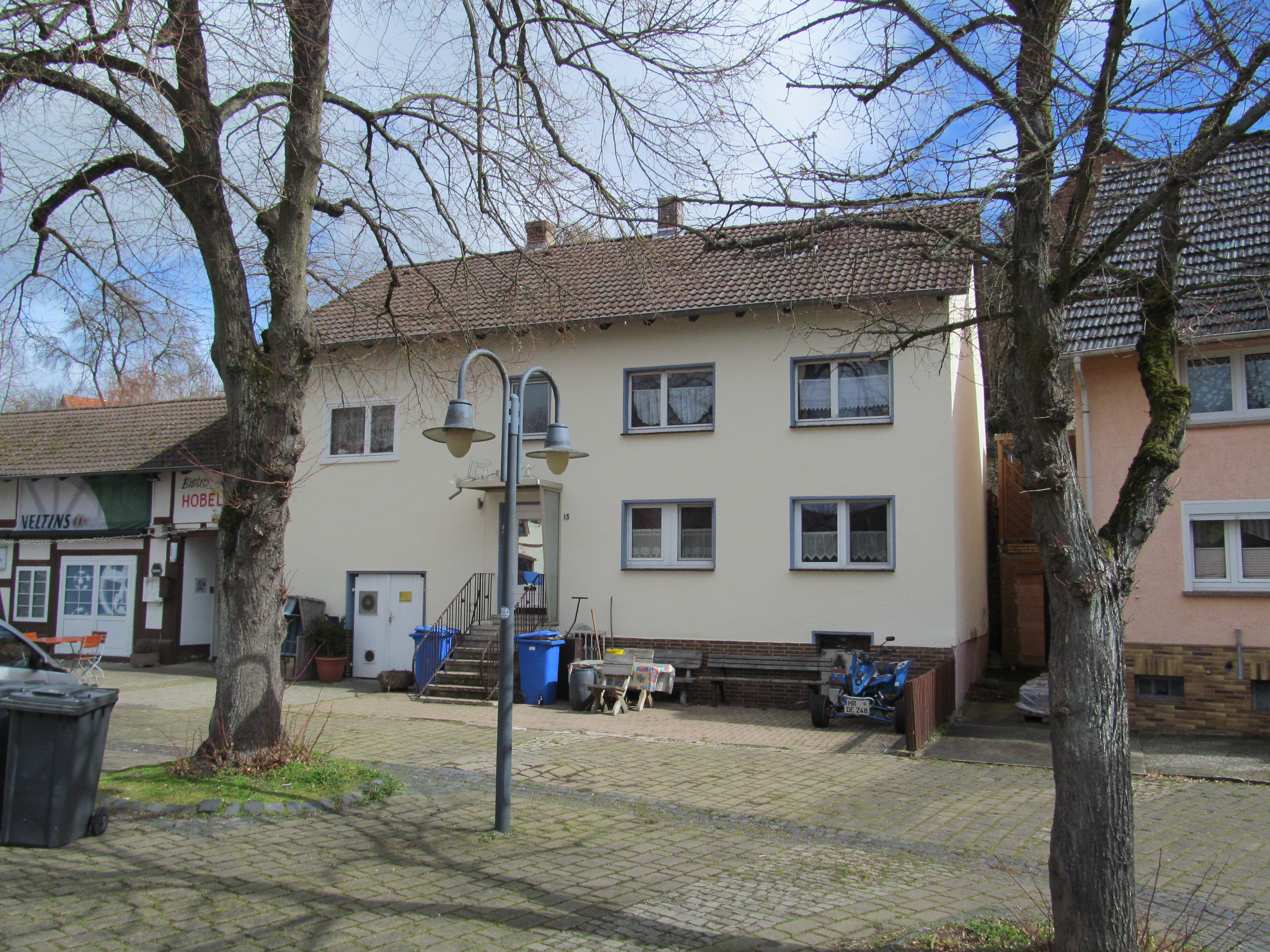
Pferdetränke 15
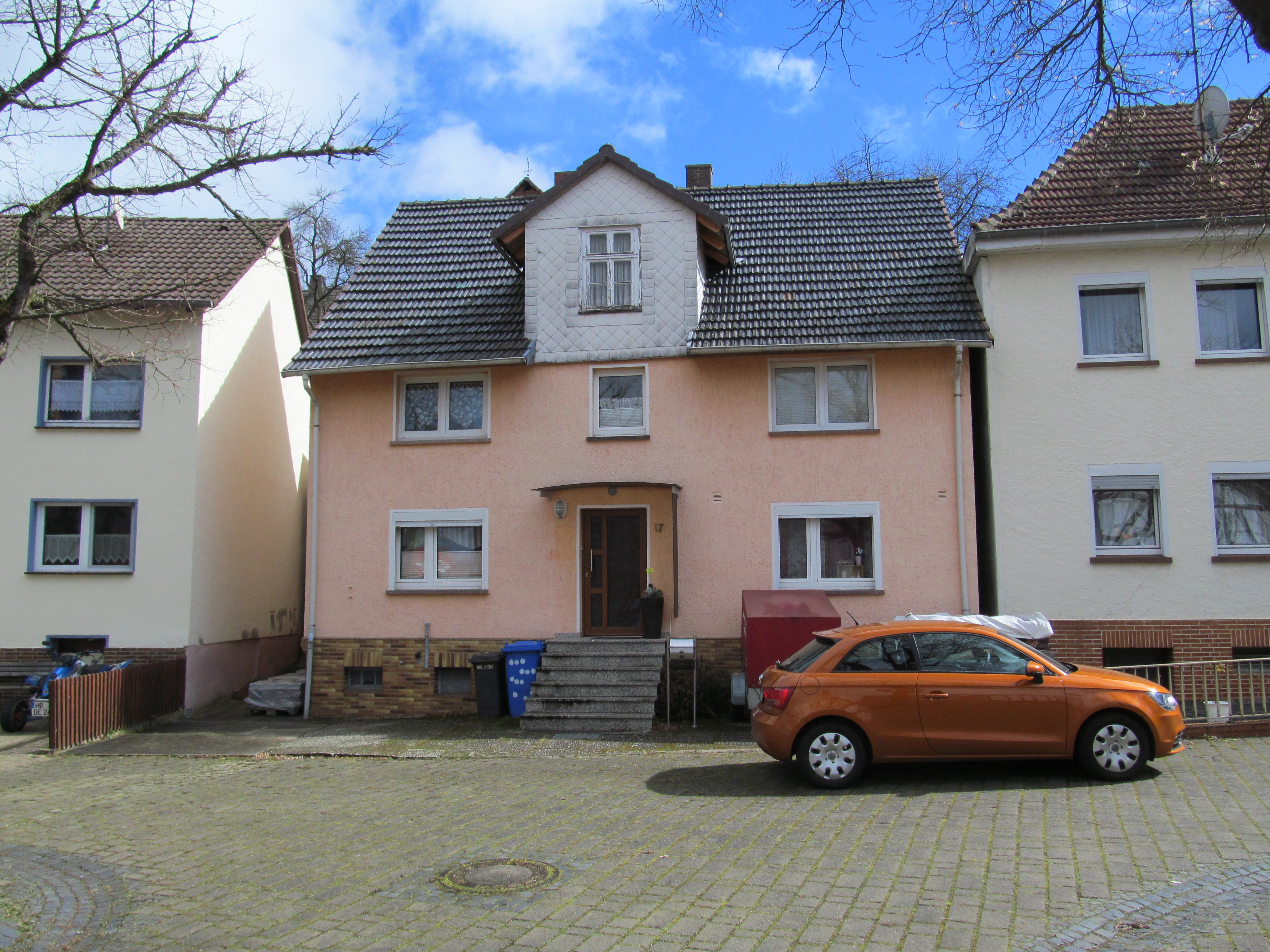
Pferdetränke 17
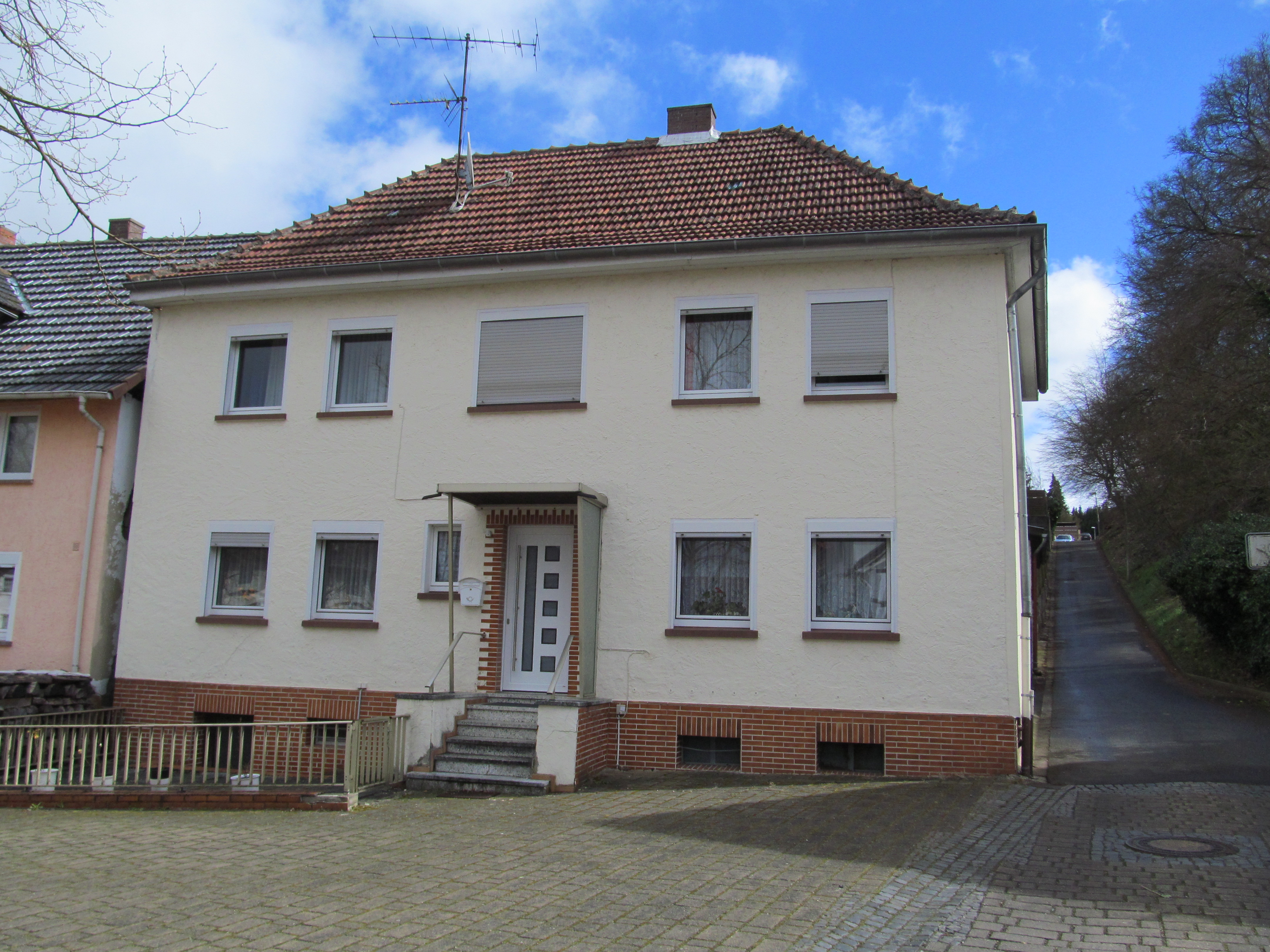
Pferdetränke 19
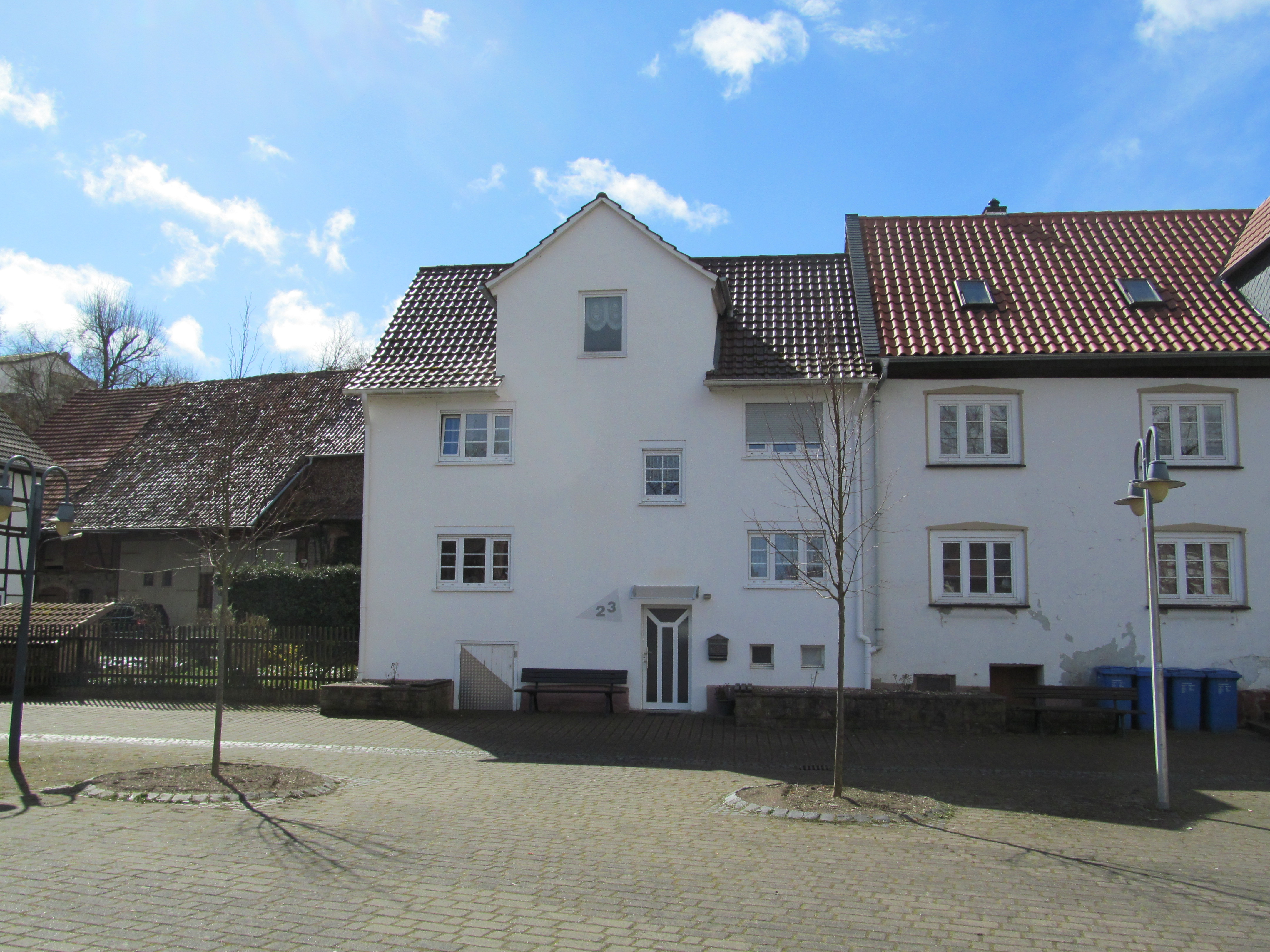
Pferdetränke 23

### Gesamtanlage Borken III
| Bild                                              | Bezeichnung                                                                      | Lage                                            | Beschreibung                                                              | Bauzeit                            | Daten |
| ------------------------------------------------- | -------------------------------------------------------------------------------- | ----------------------------------------------- | ------------------------------------------------------------------------- | ---------------------------------- | ----- |
| Bild gesucht BW                                   | Stadterweiterung vor dem Herboldshäuser/Neustädter Tor entlang der Bahnhofstraße | Lage                                            | Altenburgstraße 1–5, 4–8; Bahnhofstraße 43–59, 52–84; Pferdetränke 4. (g) |                                    |       |
| Wohnstallhaus                                     | Wohnstallhaus                                                                    | Altenburgstraße 3 LageFlur: 12, Flurstück: 46/1 | (g, s)                                                                    | zweite Hälfte des 18. Jahrhunderts |       |
| Wohnstallhaus                                     | Wohnstallhaus                                                                    | Altenburgstraße 5 LageFlur: 12, Flurstück: 47   | (g)                                                                       | Beginn des 19. Jahrhunderts        |       |
| zweigeschossiges Fachwerkwohnhaus                 | zweigeschossiges Fachwerkwohnhaus                                                | Bahnhofstraße 45 LageFlur: 12, Flurstück: 3/12  | (g, k, s)                                                                 | um 1700                            |       |
| giebelständiges zweigeschossiges Fachwerkwohnhaus | giebelständiges zweigeschossiges Fachwerkwohnhaus                                | Bahnhofstraße 52 LageFlur: 12, Flurstück: 57/1  | (g, s)                                                                    | 1823                               |       |
| Fachwerkbau                                       | Fachwerkbau                                                                      | Bahnhofstraße 55 LageFlur: 12, Flurstück: 12/1  | (g, s)                                                                    | frühes 18. Jahrhundert             |       |
| Fachwerkgebäude                                   | Fachwerkgebäude                                                                  | Bahnhofstraße 57 LageFlur: 12, Flurstück: 14/1  | (s)                                                                       | im frühen 19. Jahrhundert          |       |
| Fachwerkwohnhaus                                  | Fachwerkwohnhaus                                                                 | Bahnhofstraße 59 LageFlur: 12, Flurstück: 15/7  | (g, s)                                                                    | zweite Hälfte des 18. Jahrhunderts |       |
| Fachwerkbau                                       | Fachwerkbau                                                                      | Bahnhofstraße 76 LageFlur: 12, Flurstück: 42    | (g, s)                                                                    | 1796                               |       |

Denkmäler der Gesamtanlage III ohne eigenen Eintrag in der Topographie
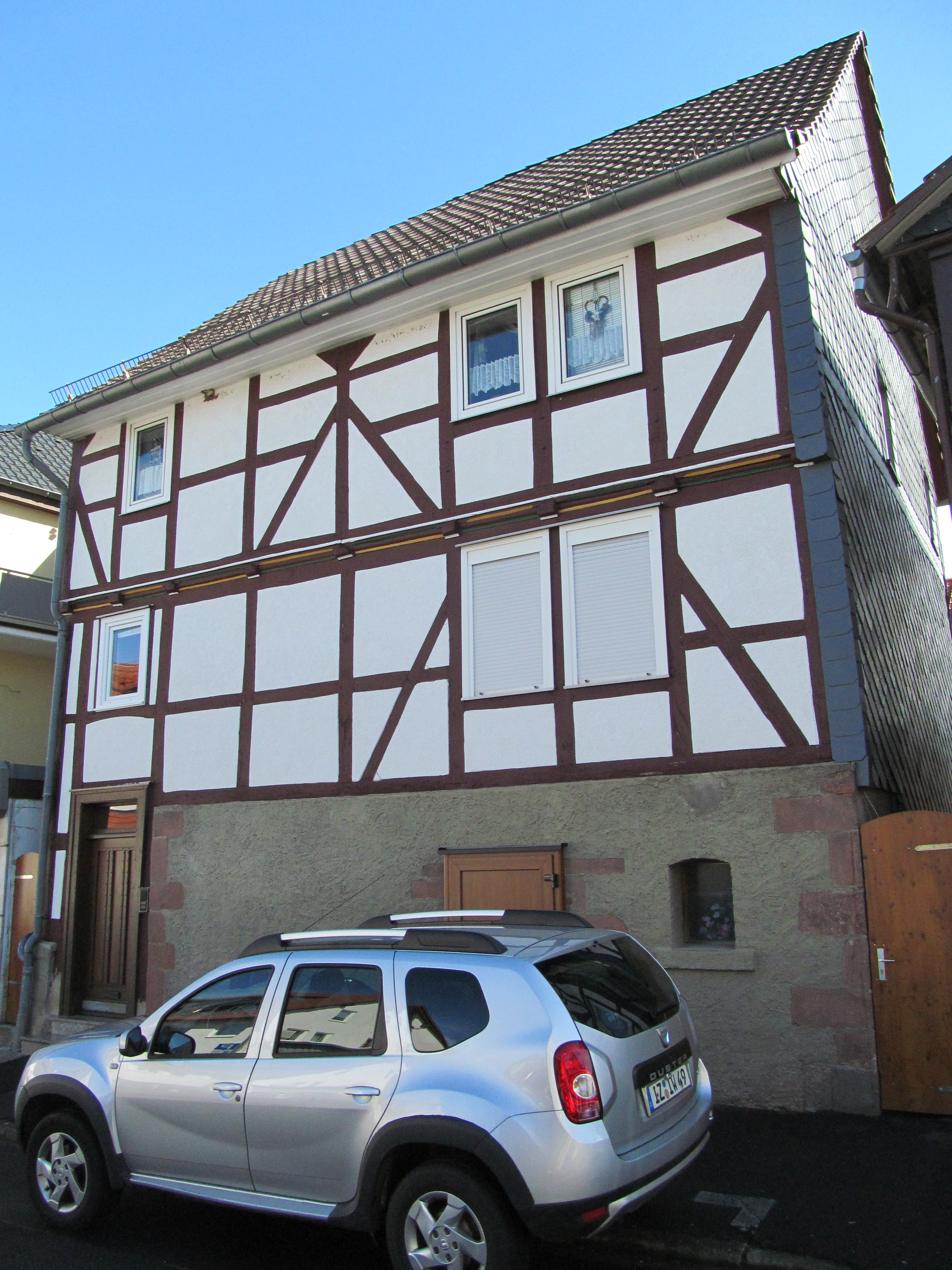
Altenburgstraße 1
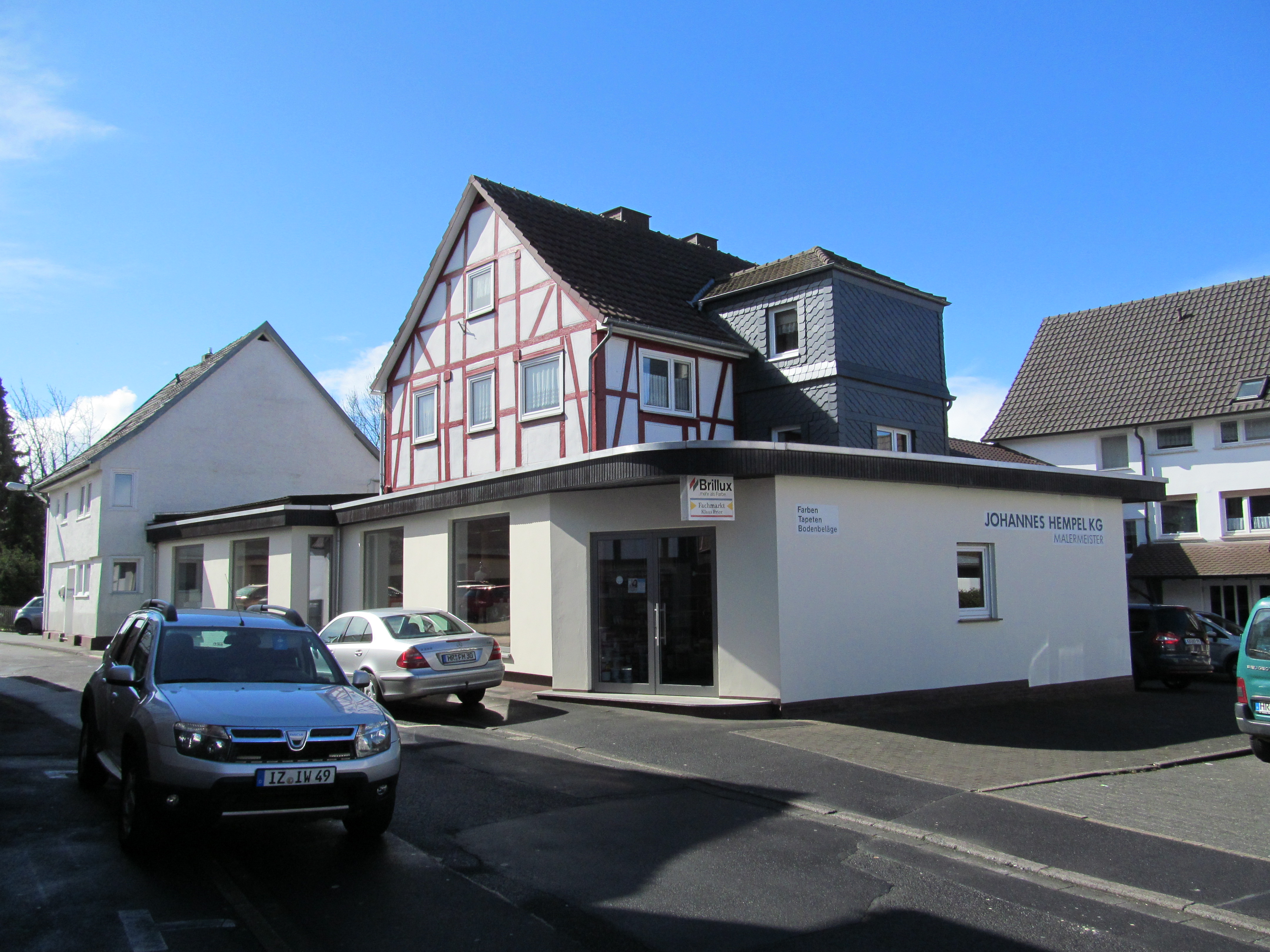
Altenburgstraße 4
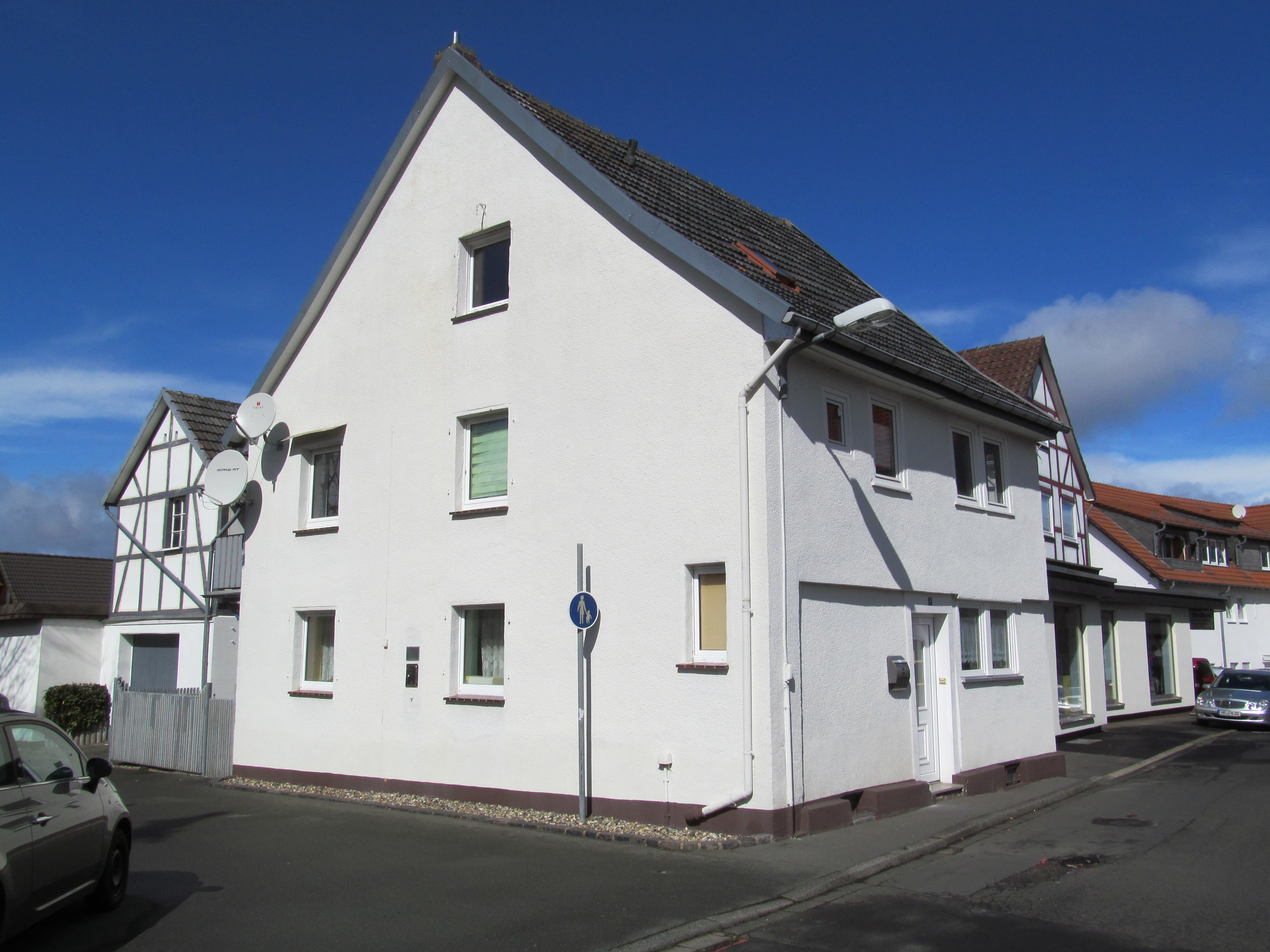
Altenburgstraße 8
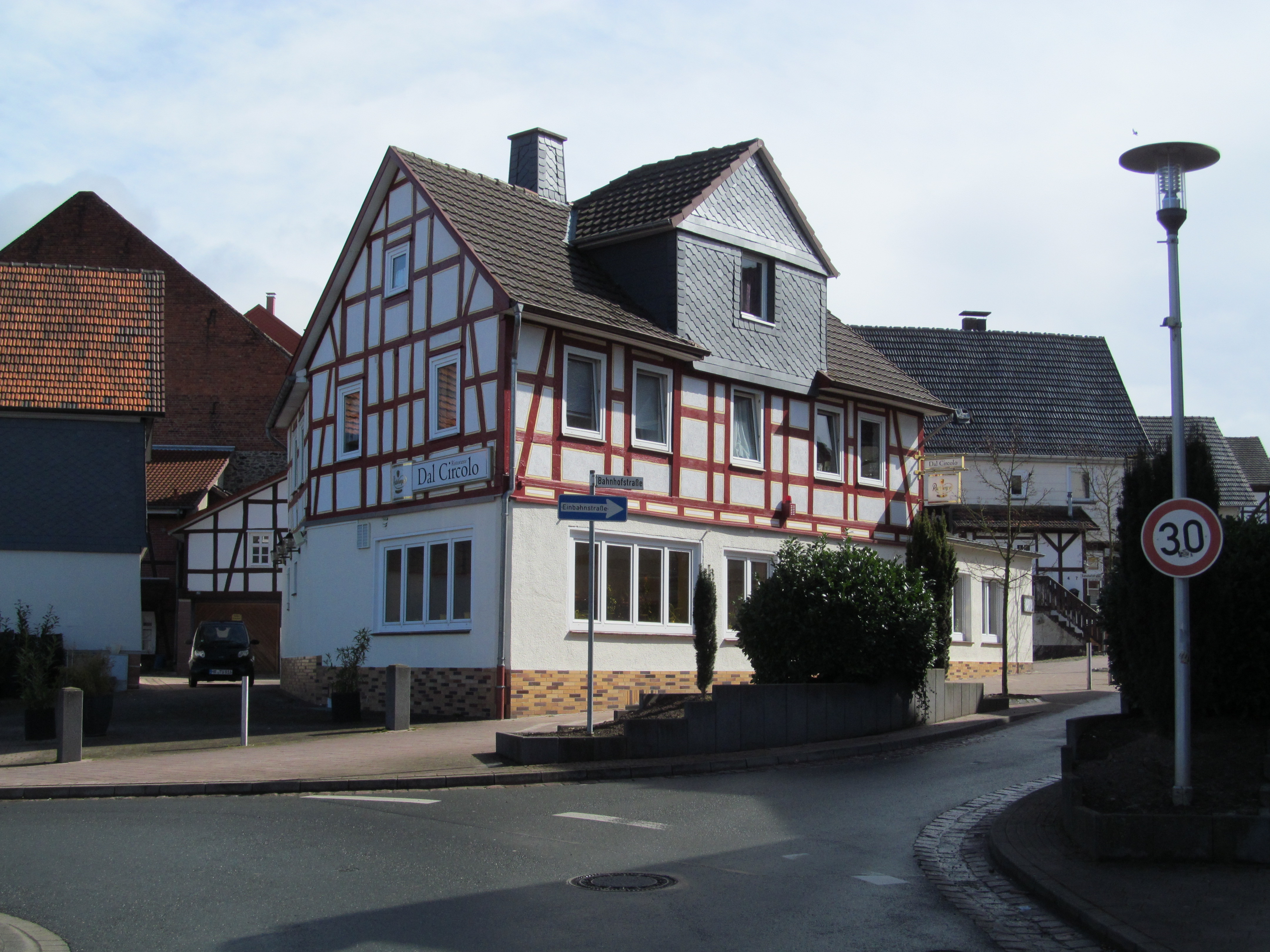
Bahnhofstraße 43
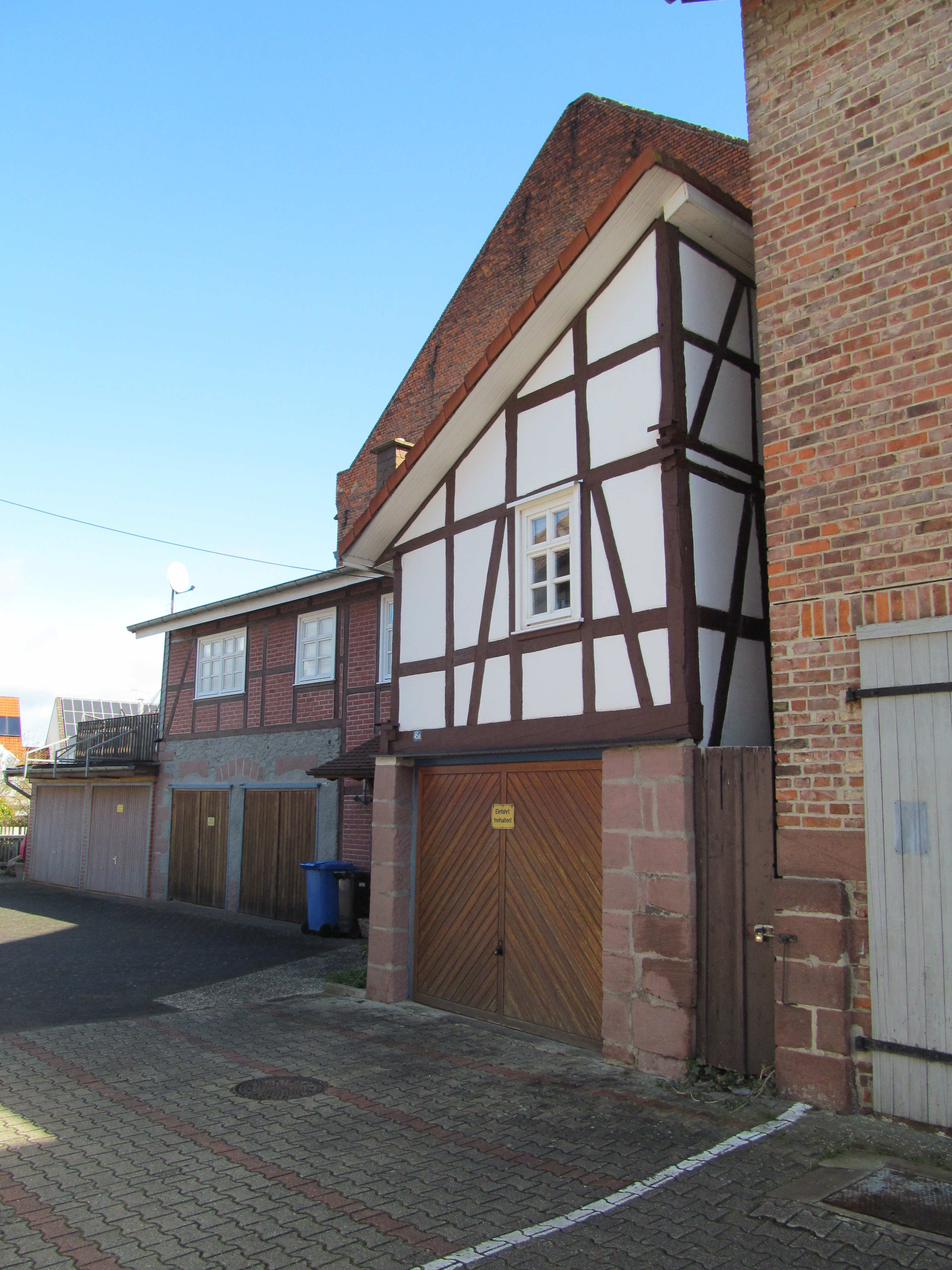
Bahnhofstraße 45a
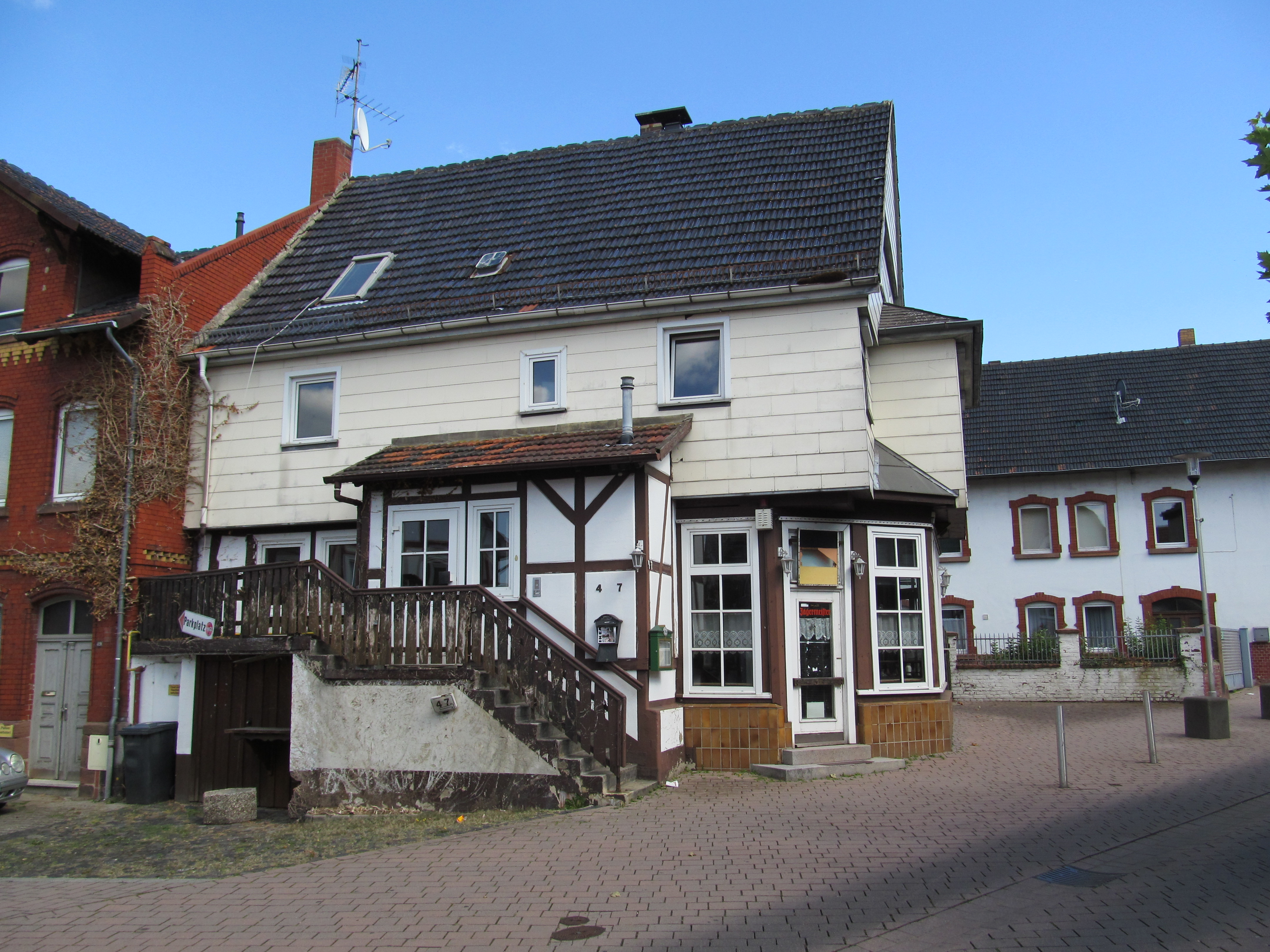
Bahnhofstraße 47
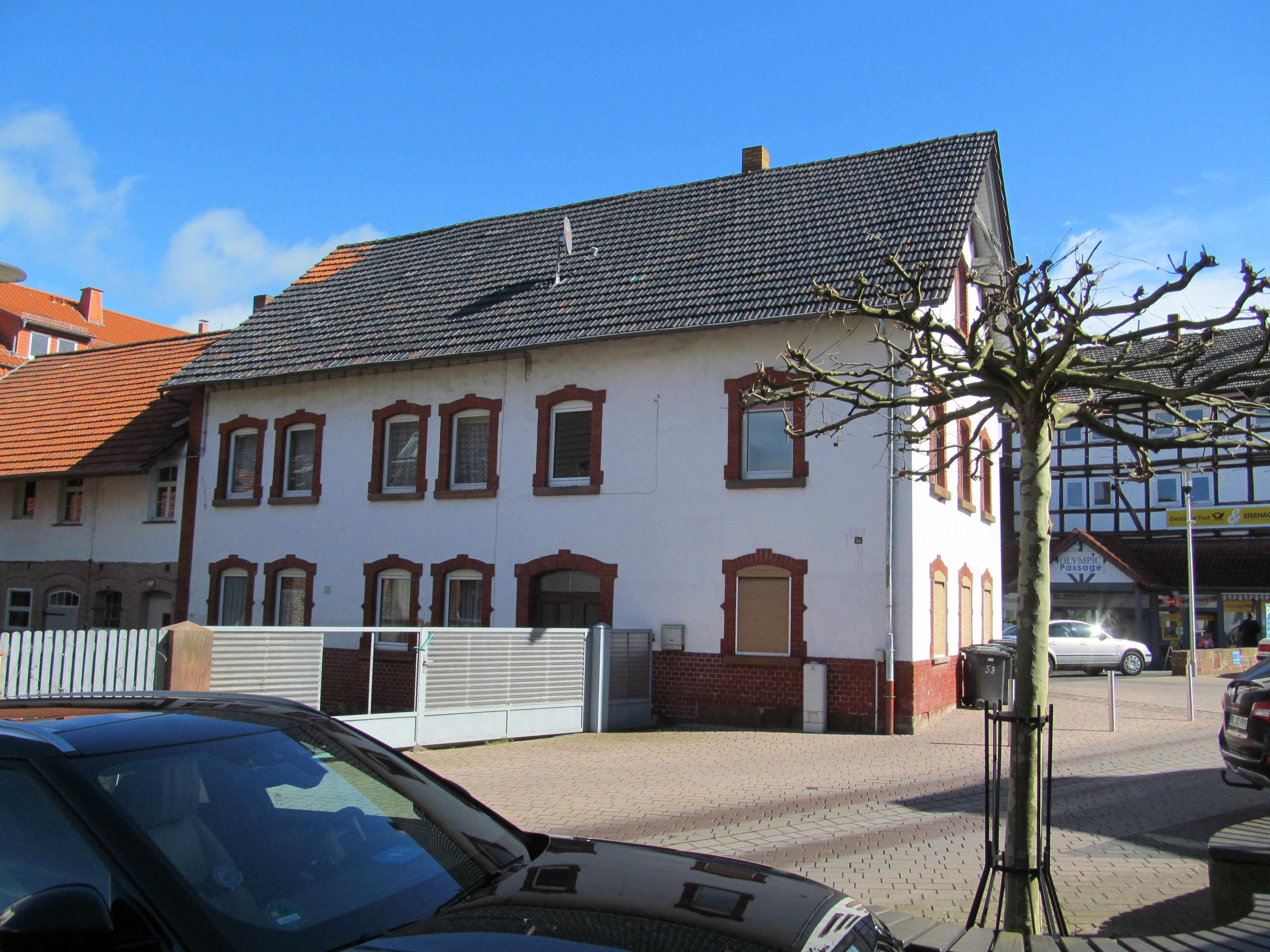
Bahnhofstraße 51
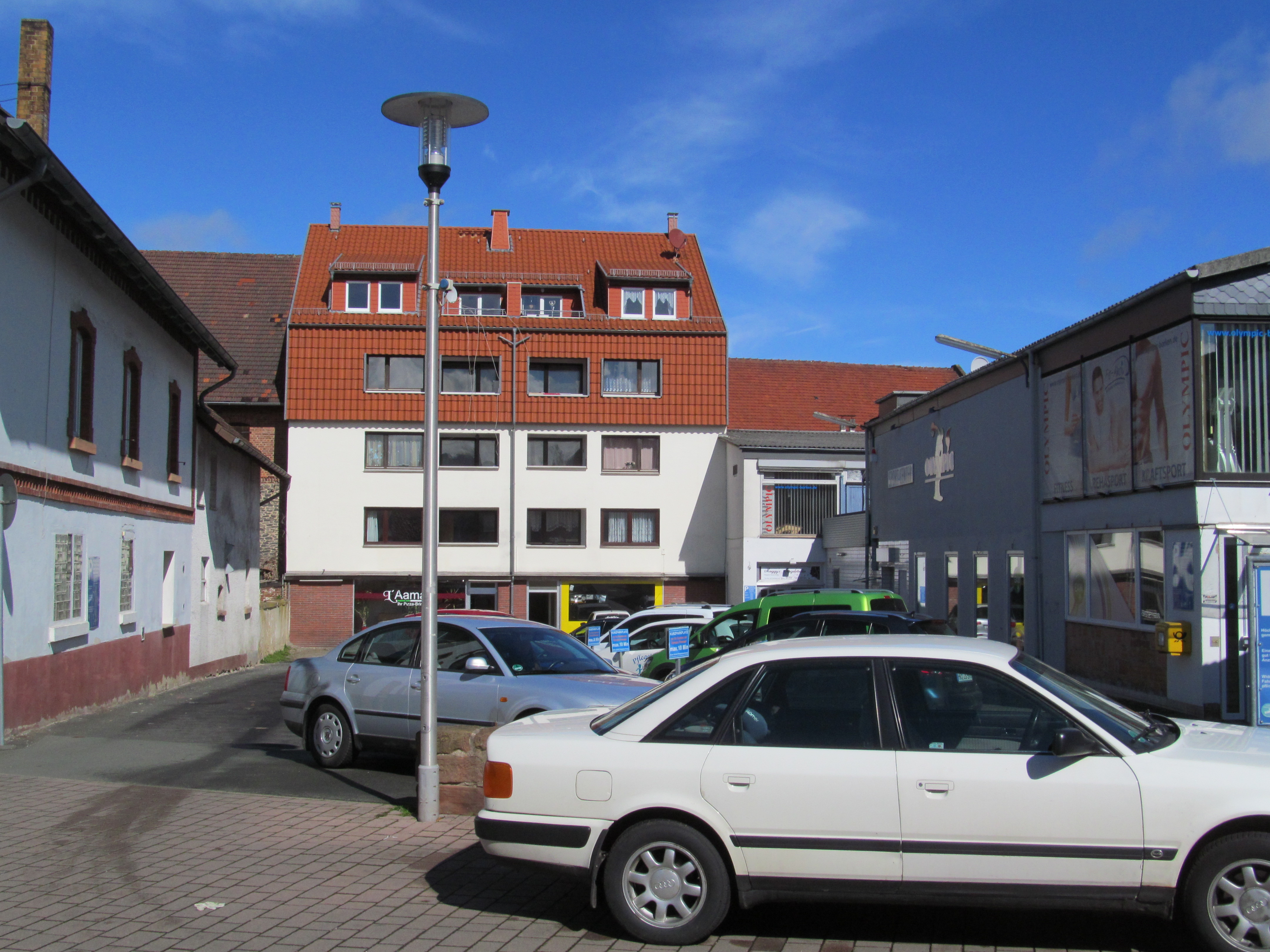
Bahnhofstraße 53
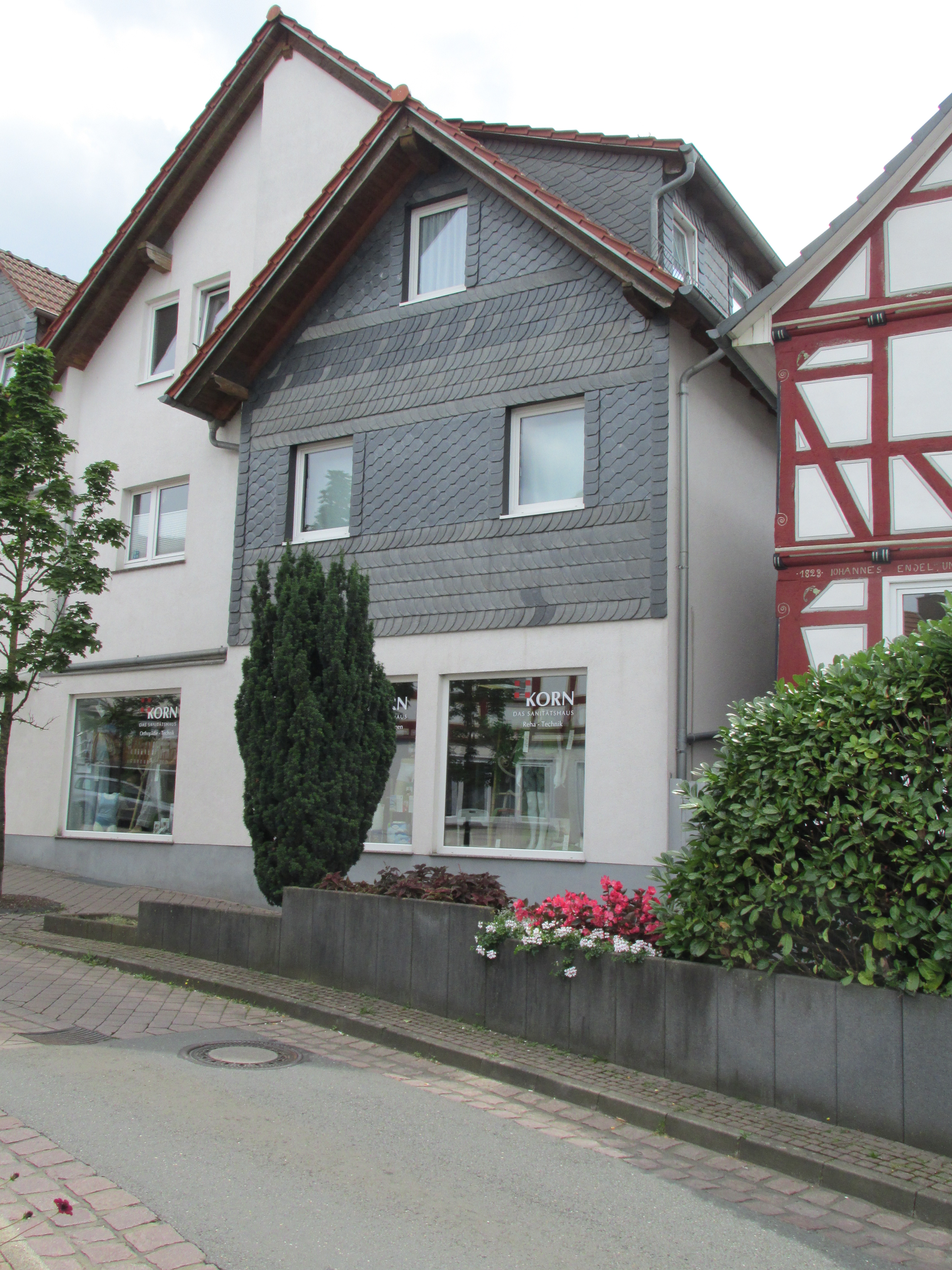
Bahnhofstraße 54
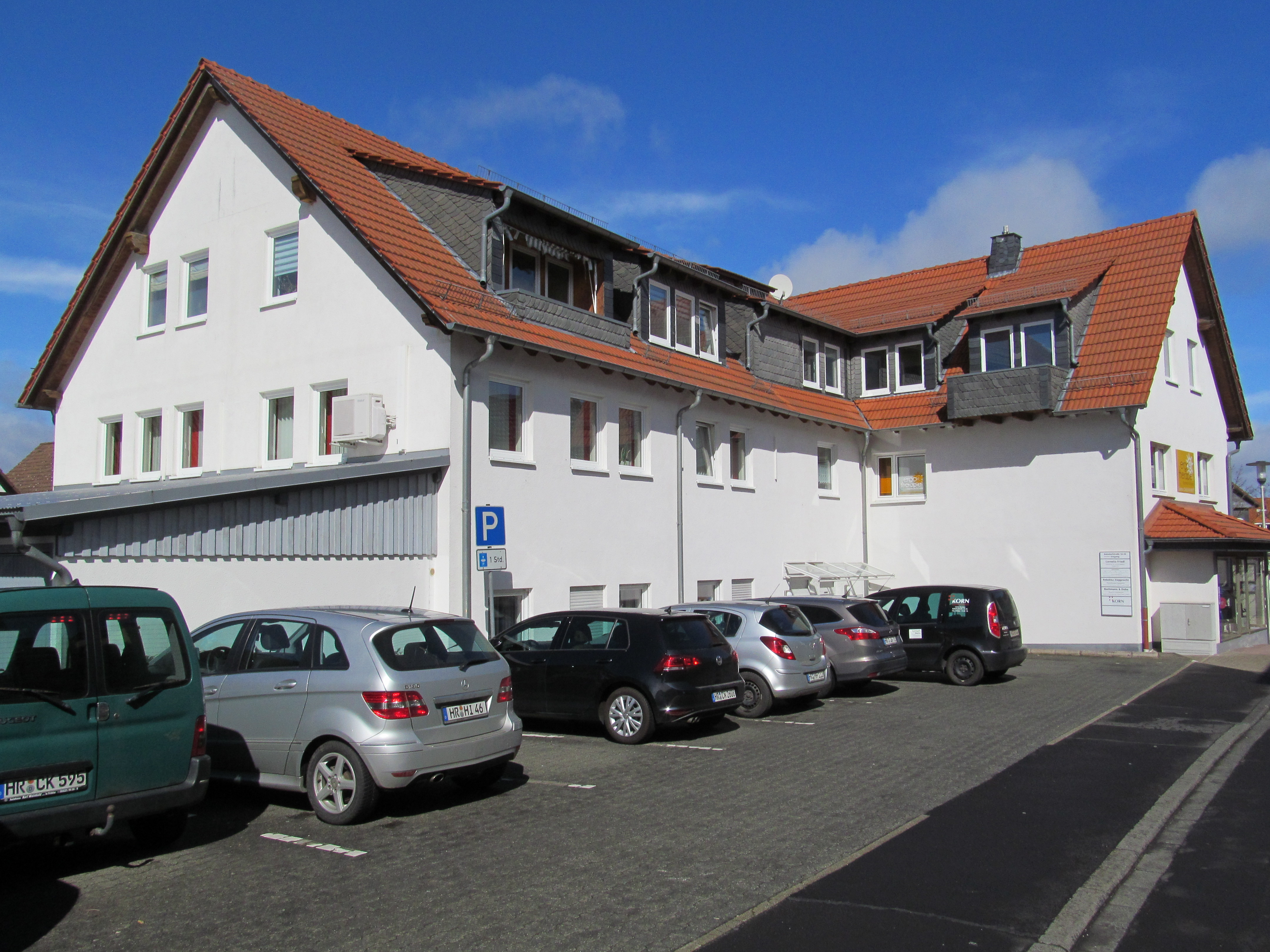
Bahnhofstraße 56
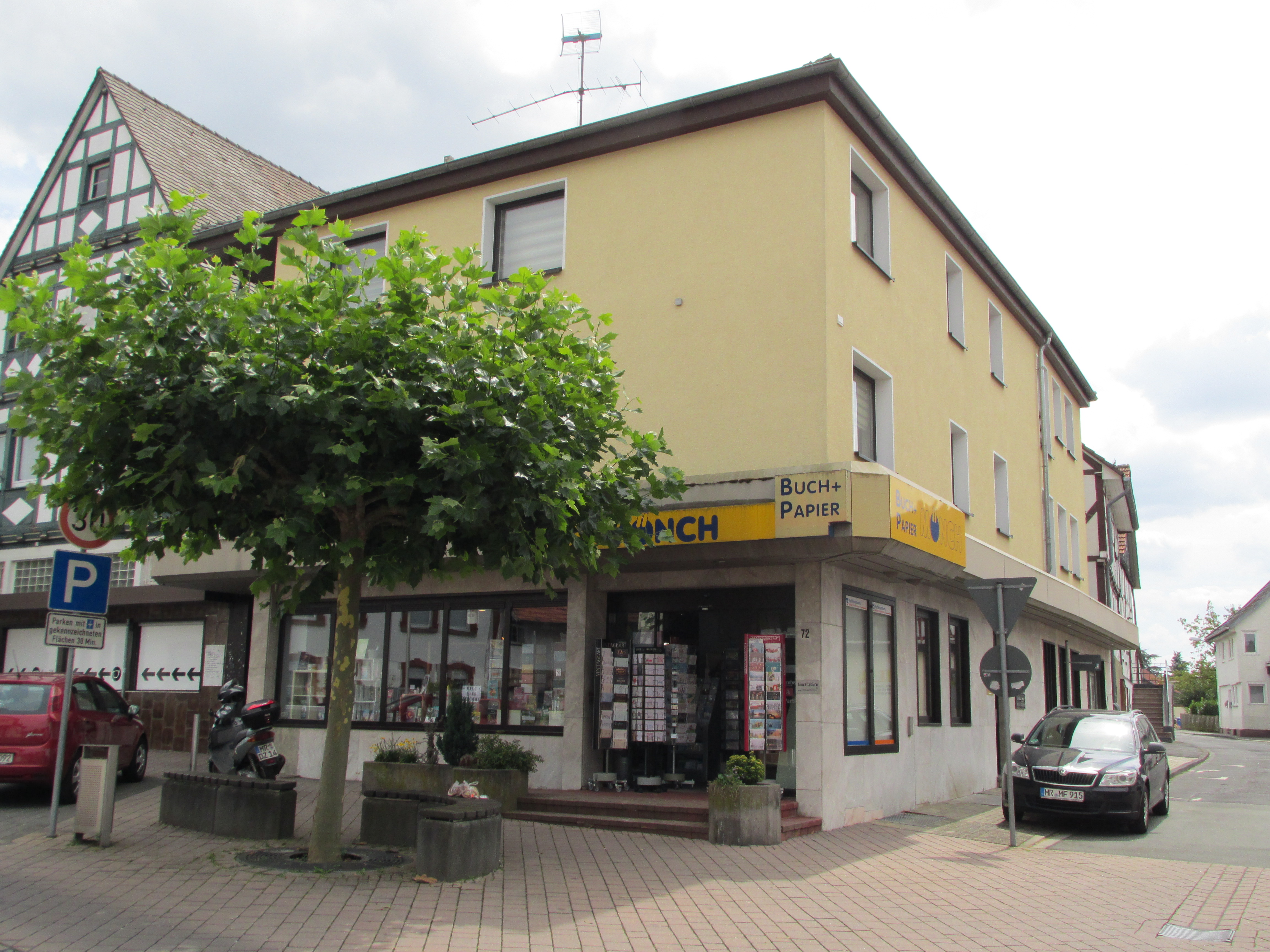
Bahnhofstraße 72
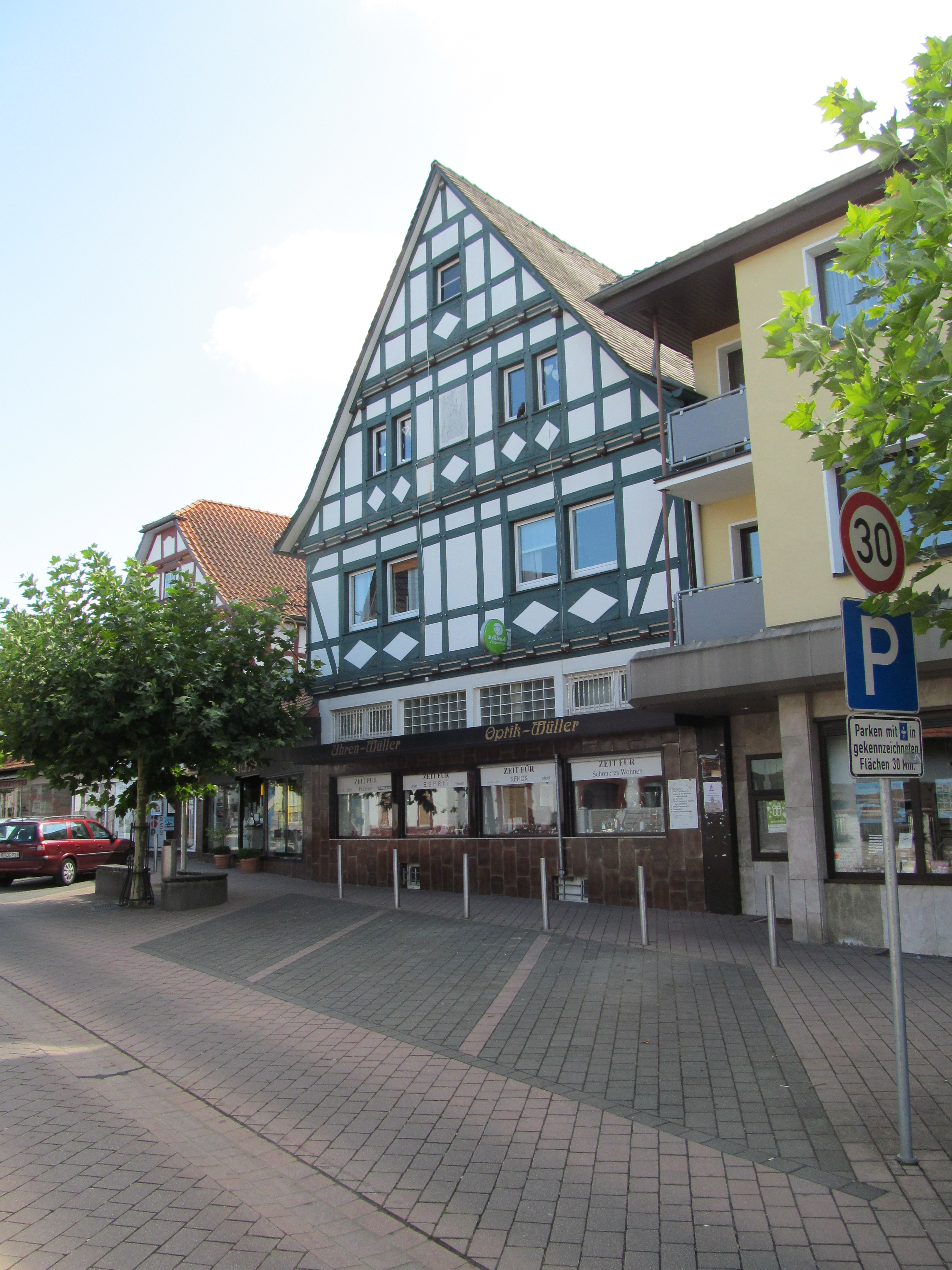
Bahnhofstraße 74
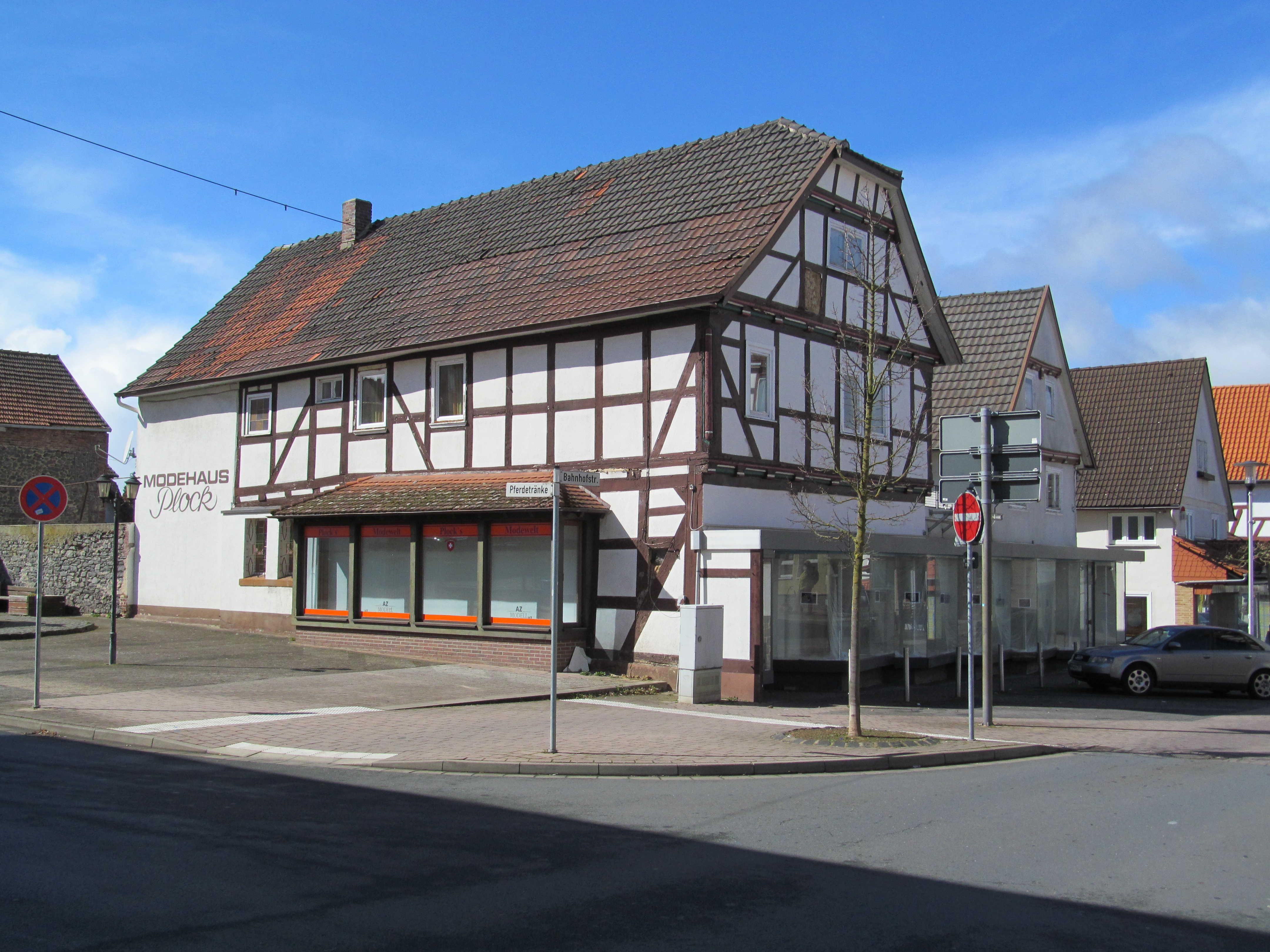
Bahnhofstraße 84
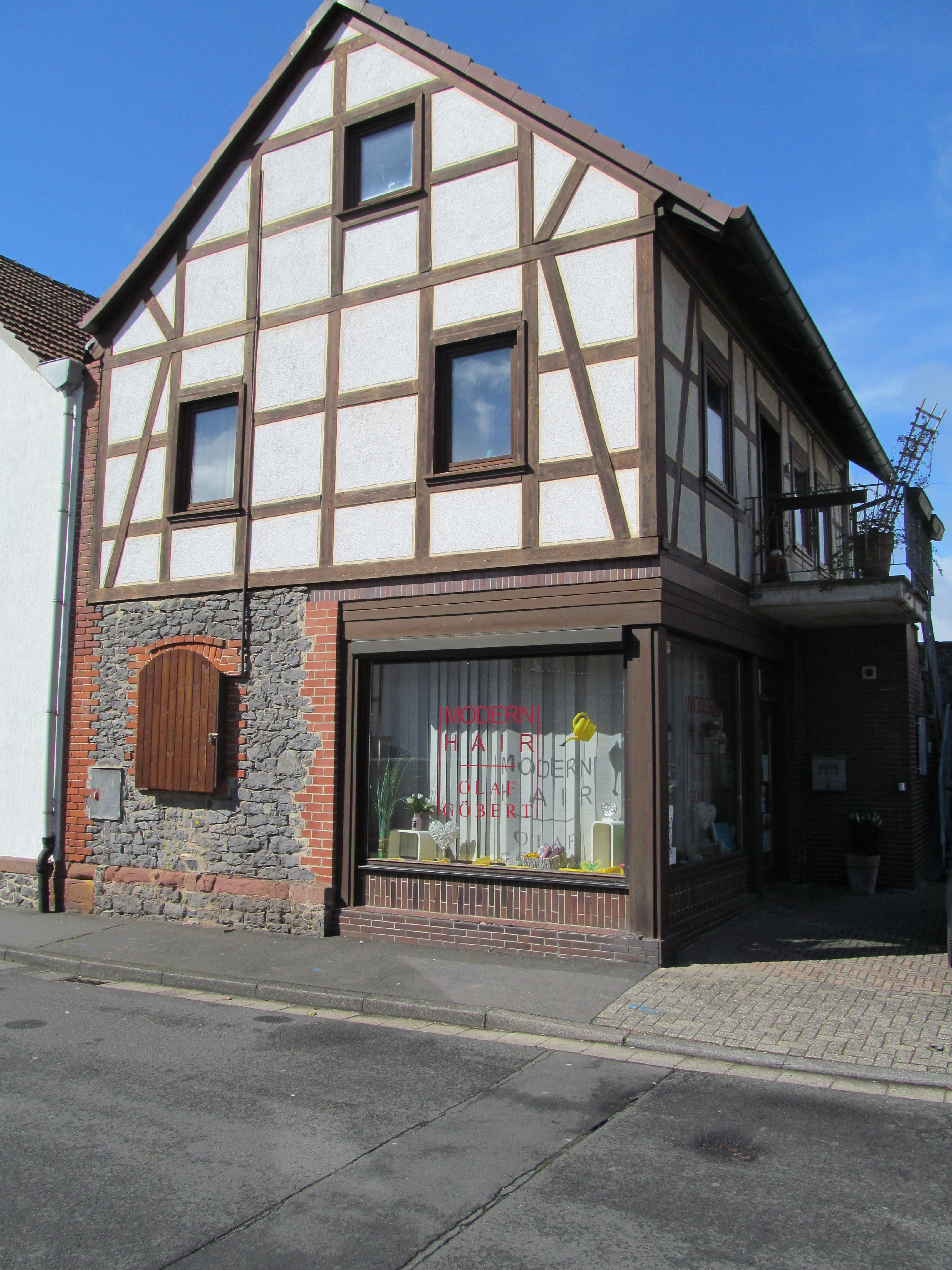
Pferdetränke 4

### Gesamtanlage Borken IV
| Bild                  | Bezeichnung                                                                | Lage                                                       | Beschreibung | Bauzeit      | Daten |
| --------------------- | -------------------------------------------------------------------------- | ---------------------------------------------------------- | --- | ------------ | ----- |
| Bild gesucht BW       | das Gebiet der nordwestlichen Bahnhofstraße und der Bereich um das Rathaus | Lage                                                       | Am Rathaus 7, 7a; Bahnhofstraße 25–31, 16–32; Dr.-Eckener-Straße 1–3, 2–6; Europaplatz 1; Zeppelinstraße 2–6. (g) |              |       |
| ehemaliges Herrenhaus | ehemaliges Herrenhaus                                                      | Am Rathaus 7 LageFlur: 9, Flurstück: 9/127                 | (g, k, s) | 1922/23      |       |
| städtisches Wohnhaus  | städtisches Wohnhaus                                                       | Zeppelinstraße 2 LageFlur: 9, Flurstück: 16/8              | (g, s) | 1930er Jahre |       |
| Doppelwohnhaus        | Doppelwohnhaus                                                             | Zeppelinstraße 4/6 LageFlur: 9, Flurstück: 16/28 und 16/27 | (g, s) | um 1930      |       |

Denkmäler der Gesamtanlage IV ohne eigenen Eintrag in der Topographie
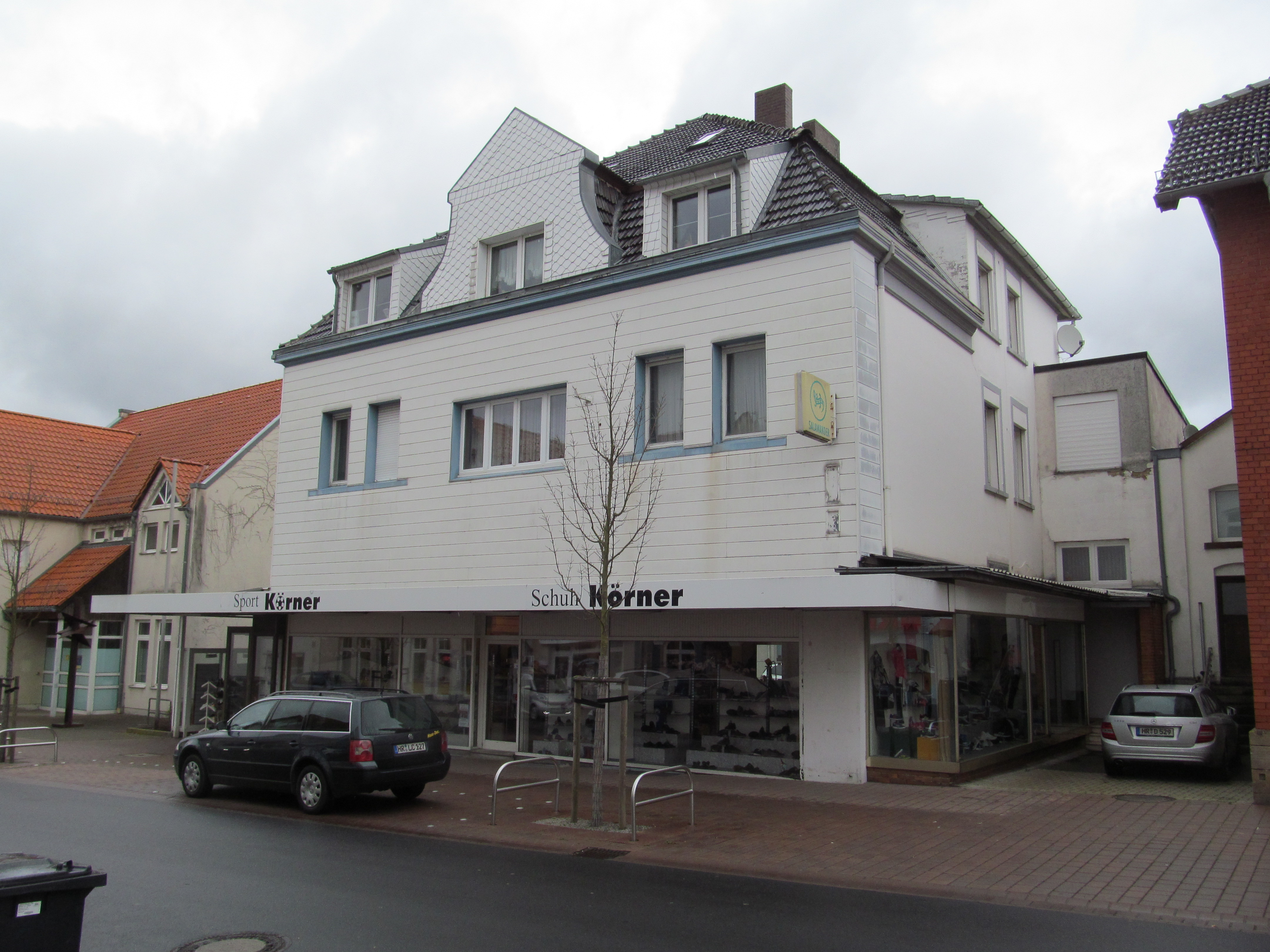
Bahnhofstraße 27
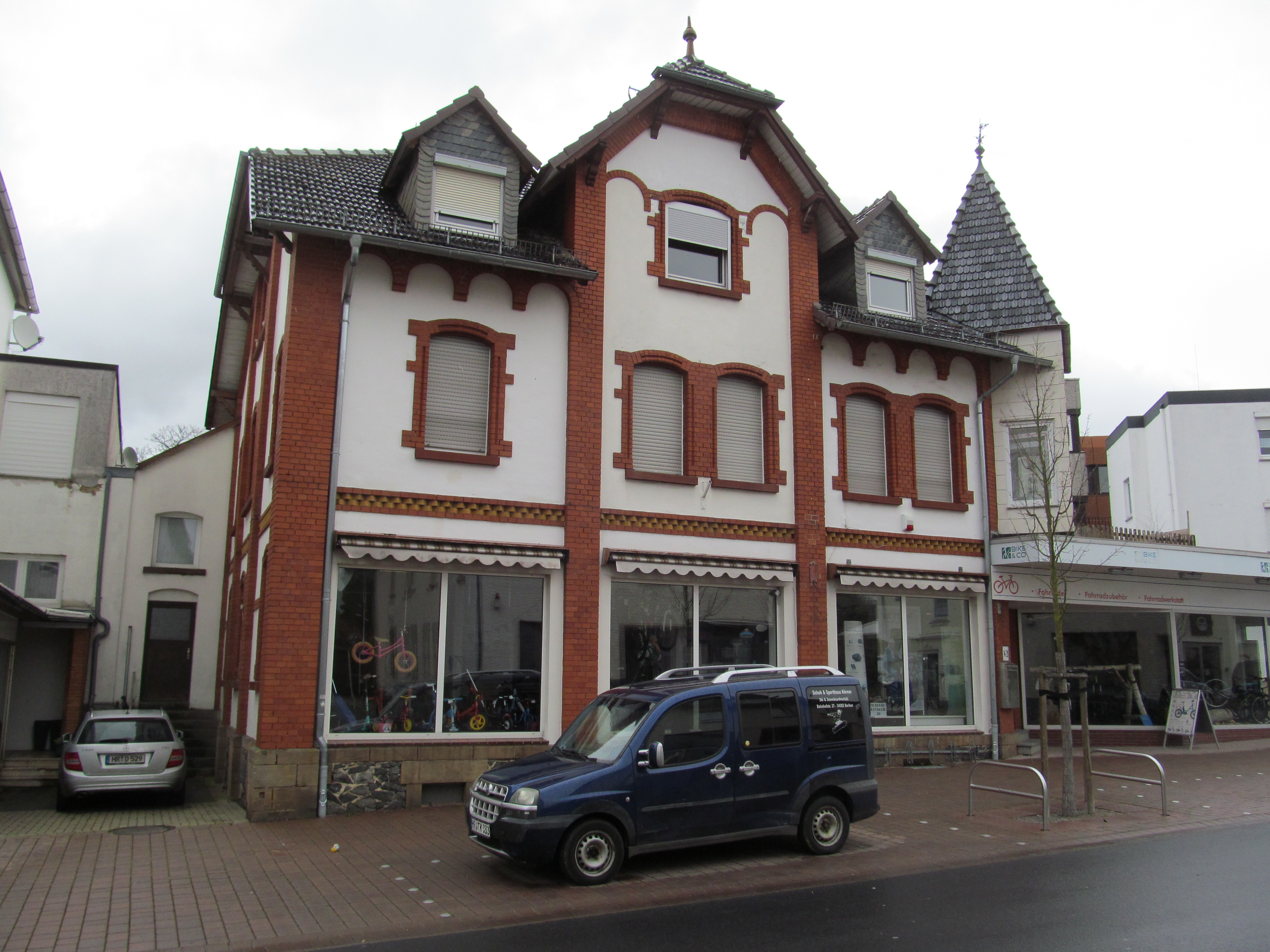
Bahnhofstraße 29
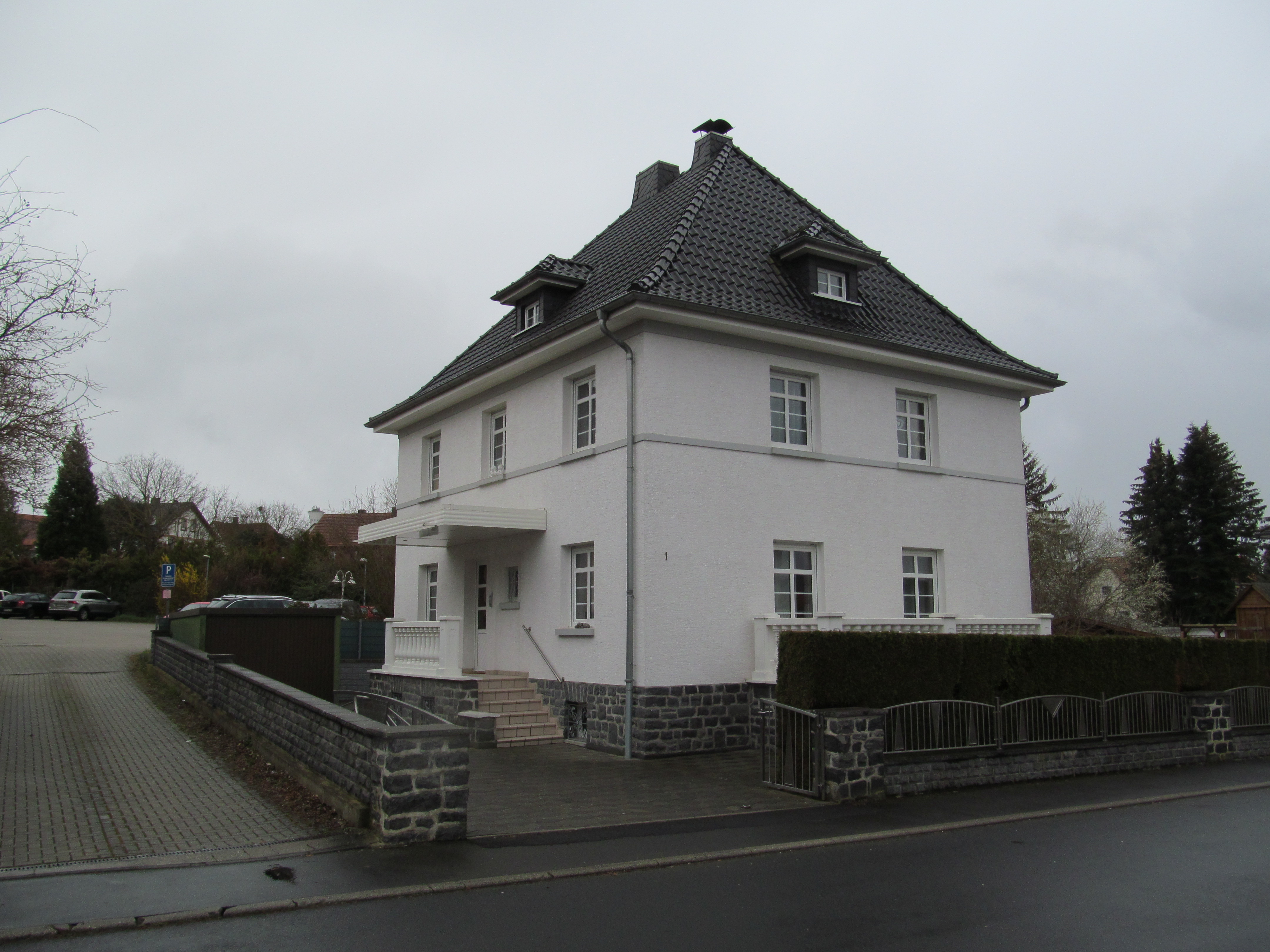
Dr.-Eckener-Straße 1
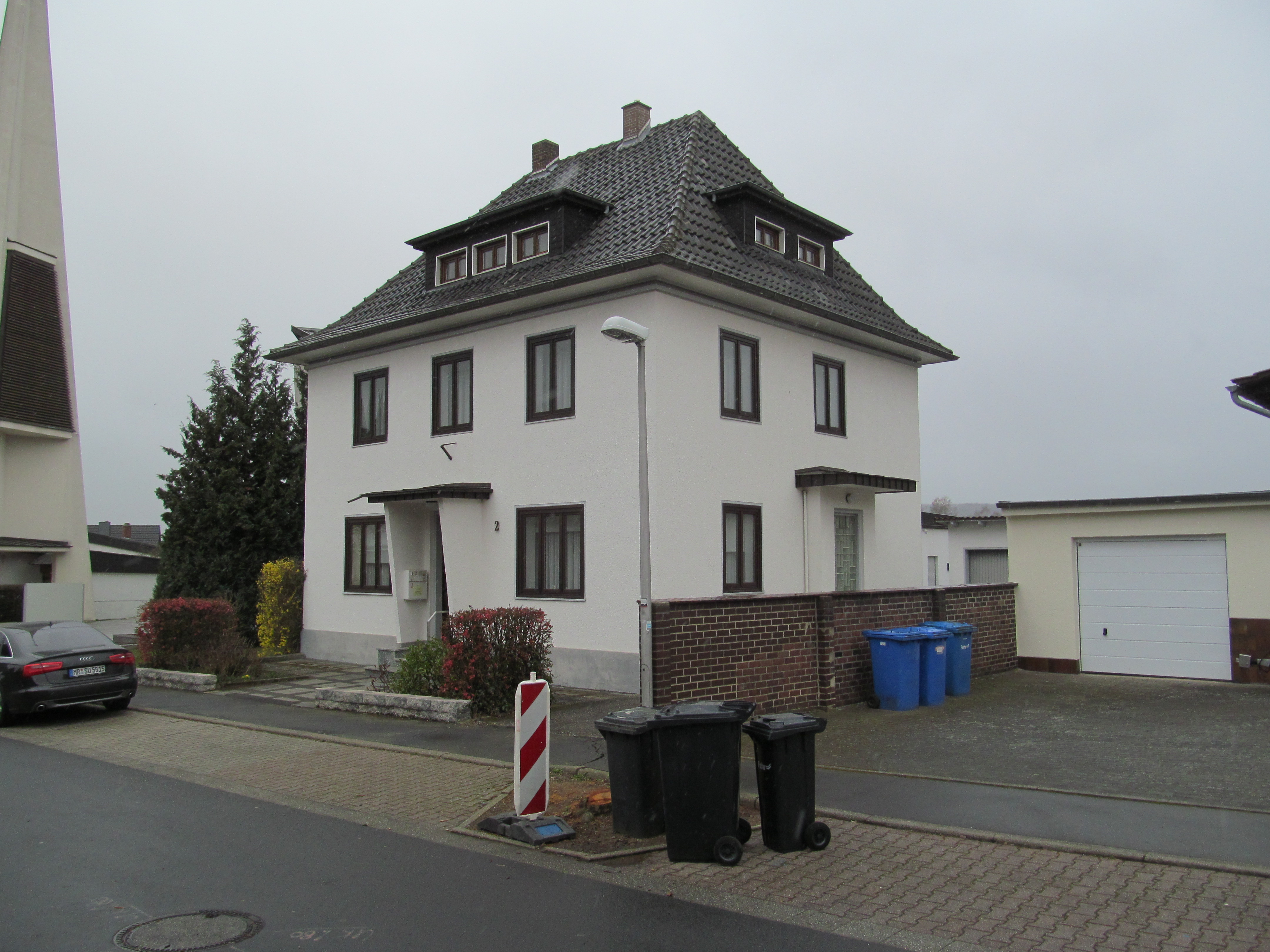
Dr.-Eckener-Straße 2
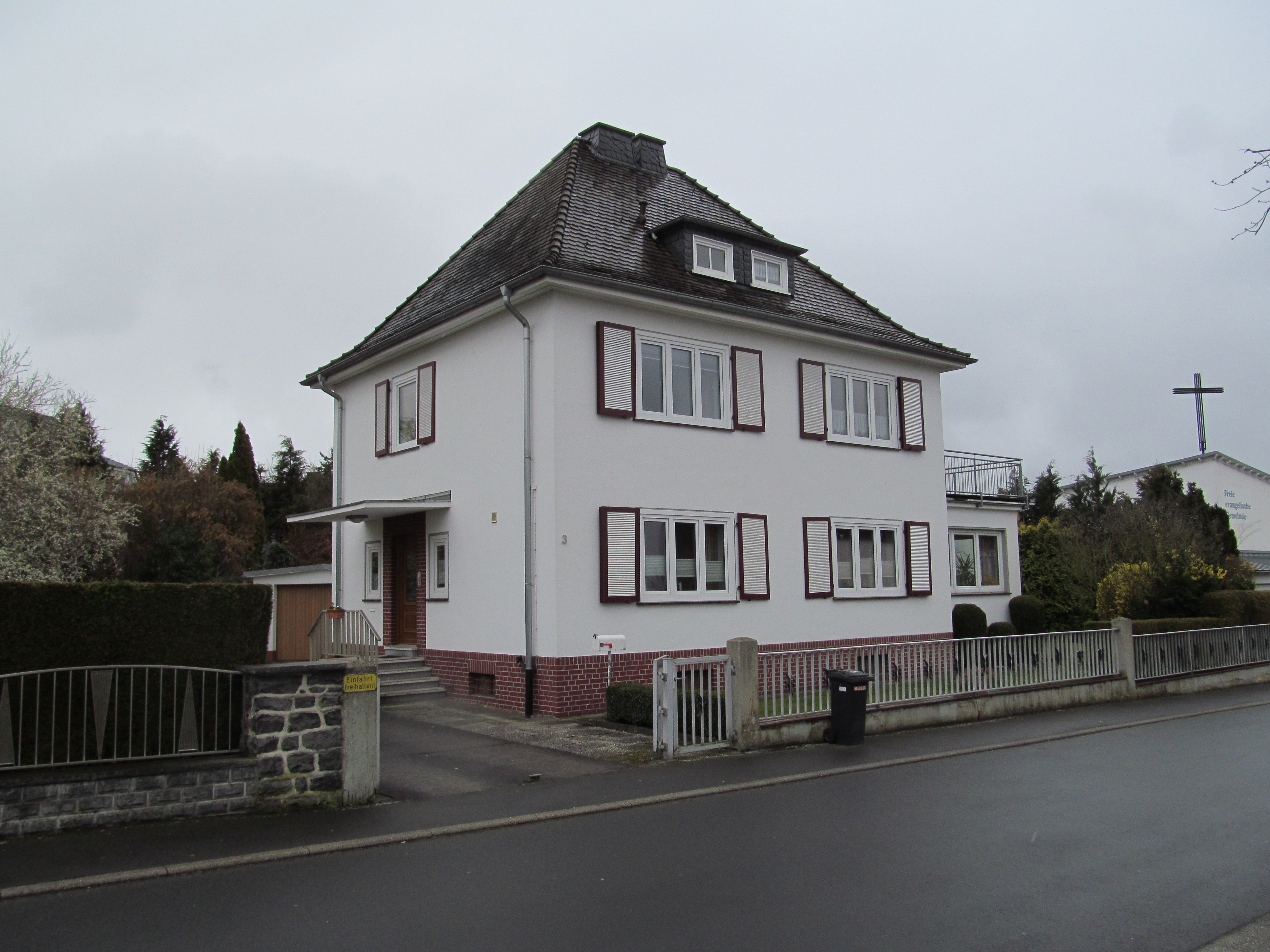
Dr.-Eckener-Straße 3
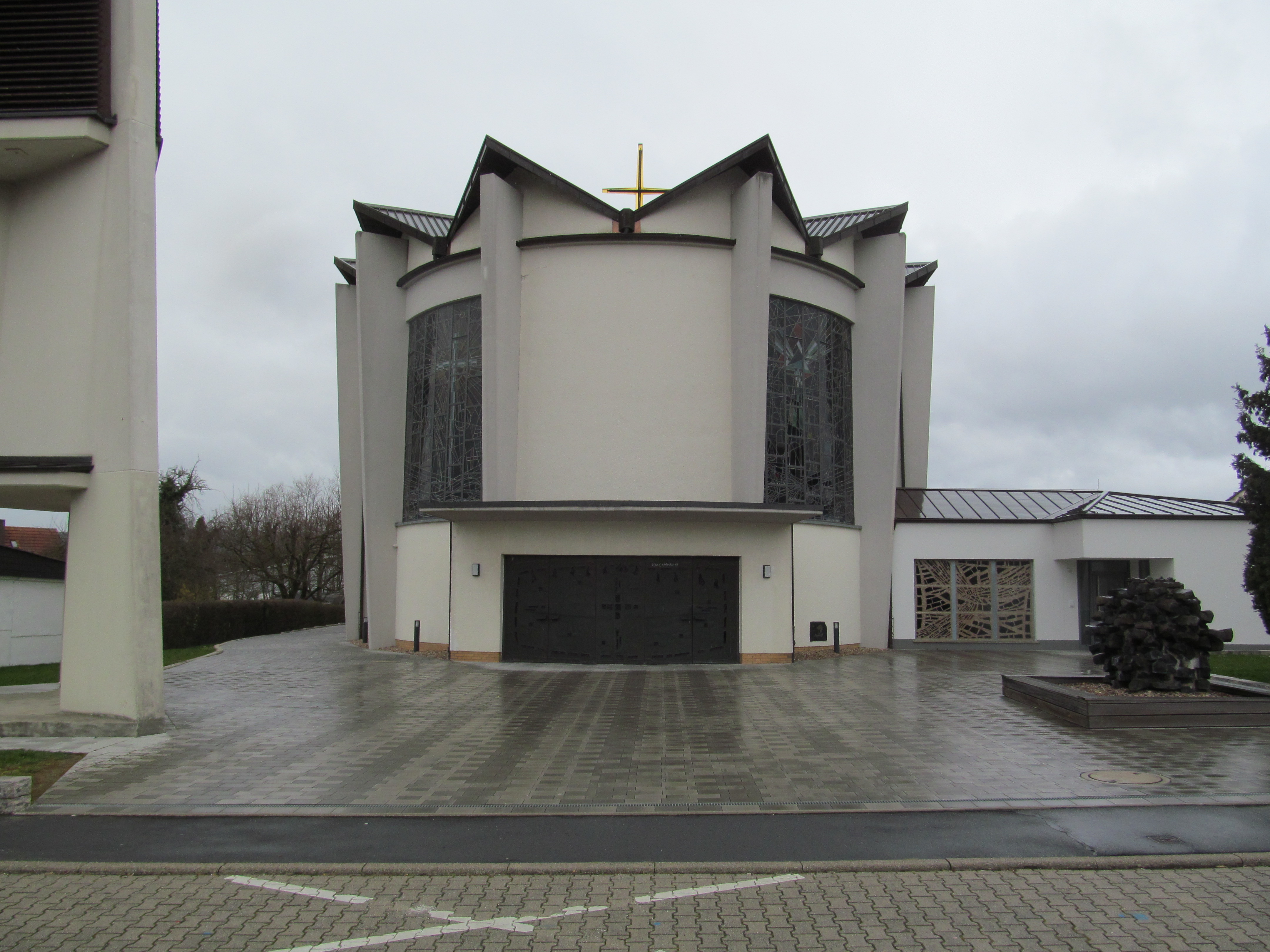
Dr.-Eckener-Straße 4
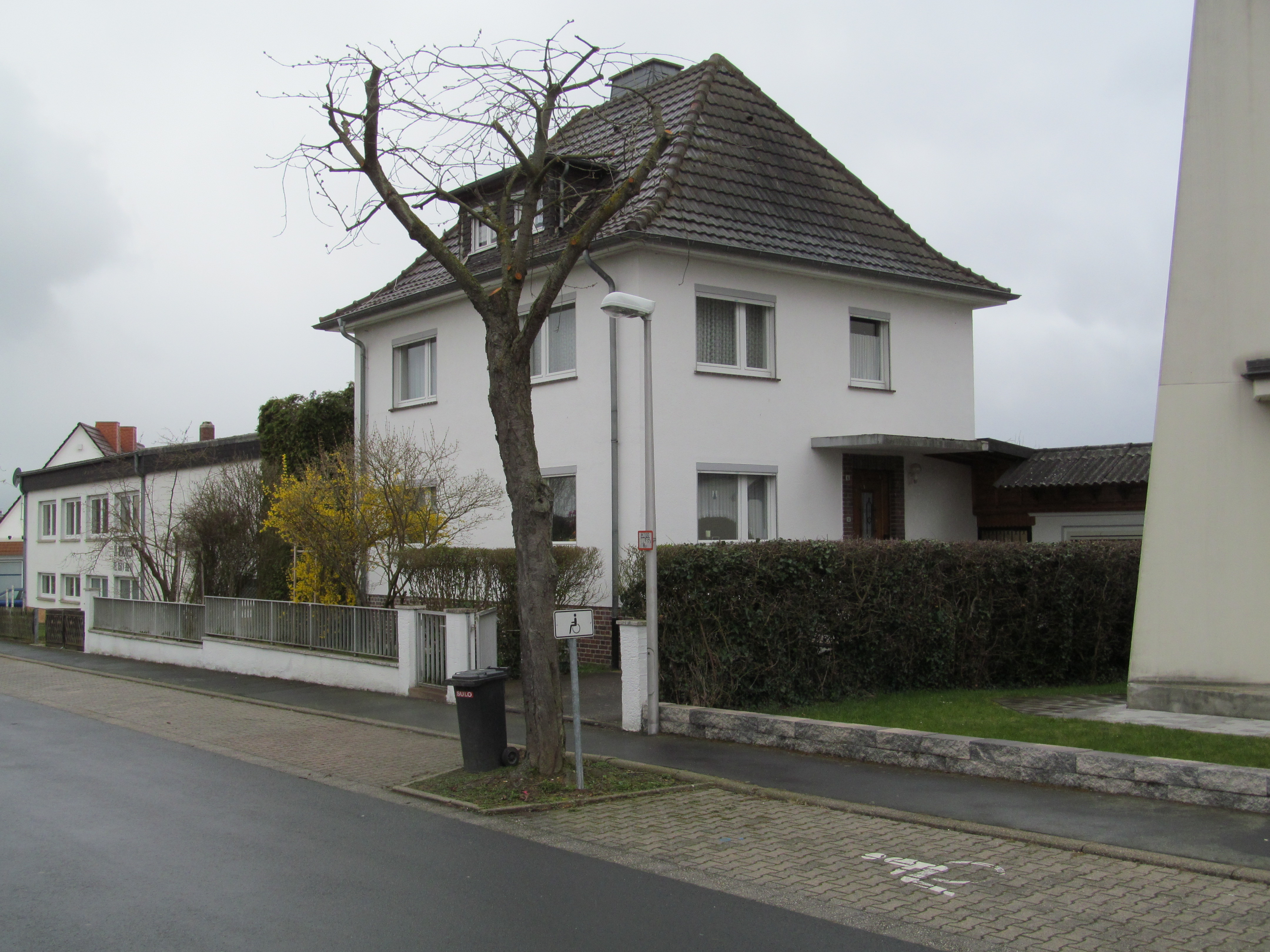
Dr.-Eckener-Straße 6
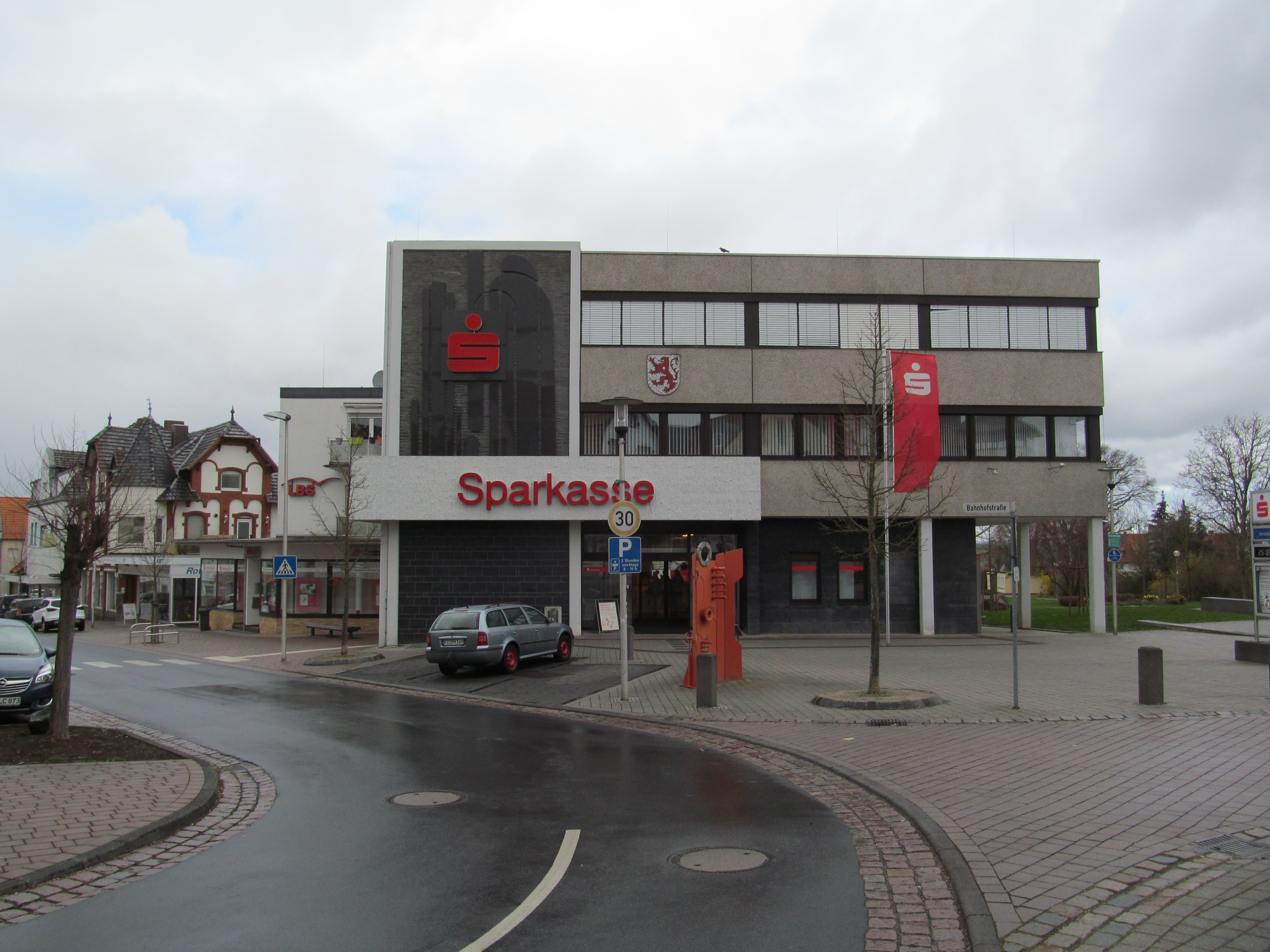
Europaplatz 1

### Gesamtanlage Borken V
| Bild            | Bezeichnung                 | Lage                                          | Beschreibung                                       | Bauzeit | Daten |
| --------------- | --------------------------- | --------------------------------------------- | -------------------------------------------------- | ------- | ----- |
| Bild gesucht BW | Bebauung am Bobenhäuser Weg | Lage                                          | Bahnhofstraße 12; Bobenhäuser Weg 1–23, 12–16. (g) |         |       |
| Wohnhaus        | Wohnhaus                    | Bahnhofstraße 12 LageFlur: 9, Flurstück: 31/3 | (g, s)                                             | um 1920 |       |

Denkmäler ohne eigenen Eintrag in der Topographie
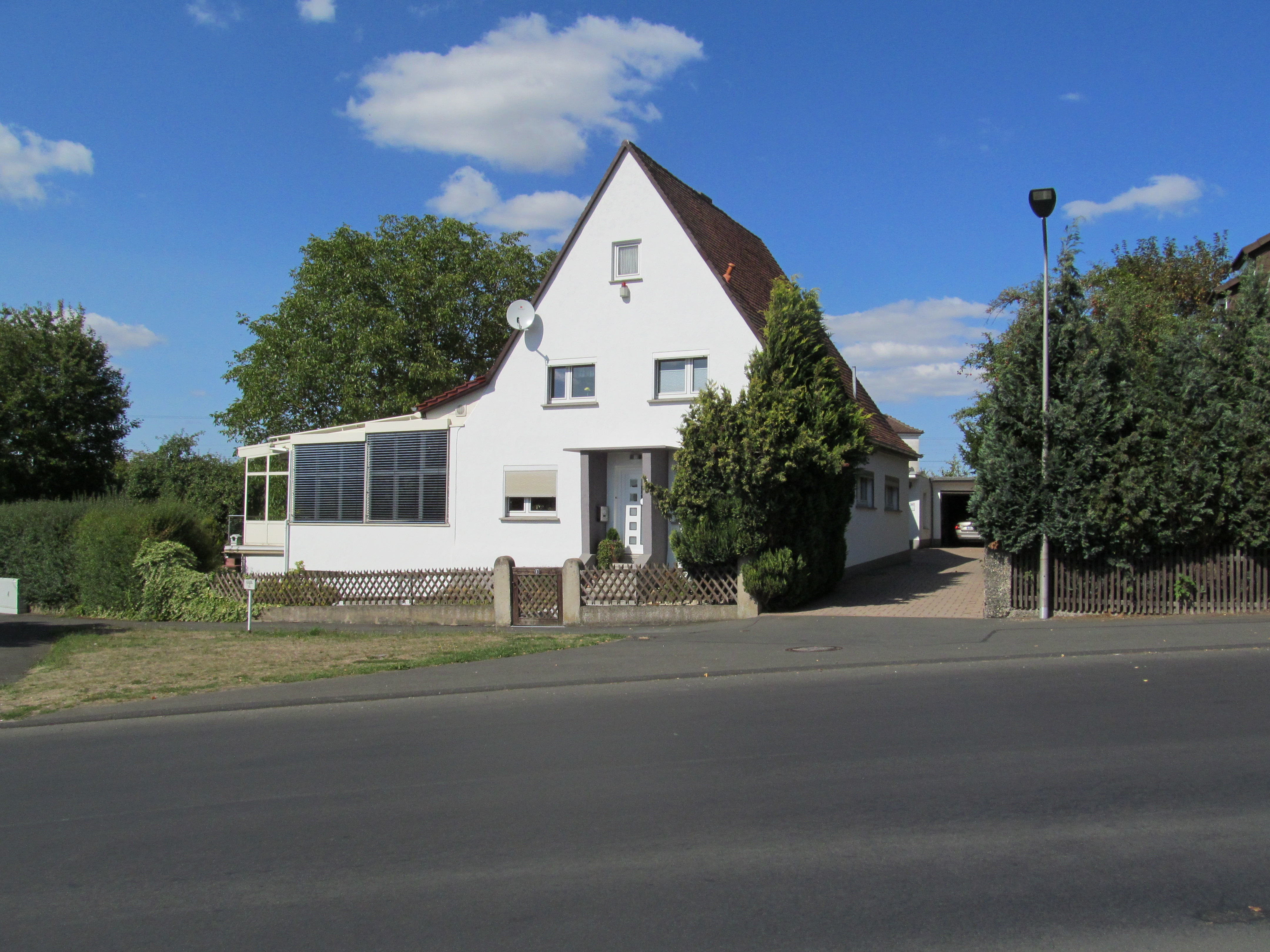
Bobenhäuser Weg 1
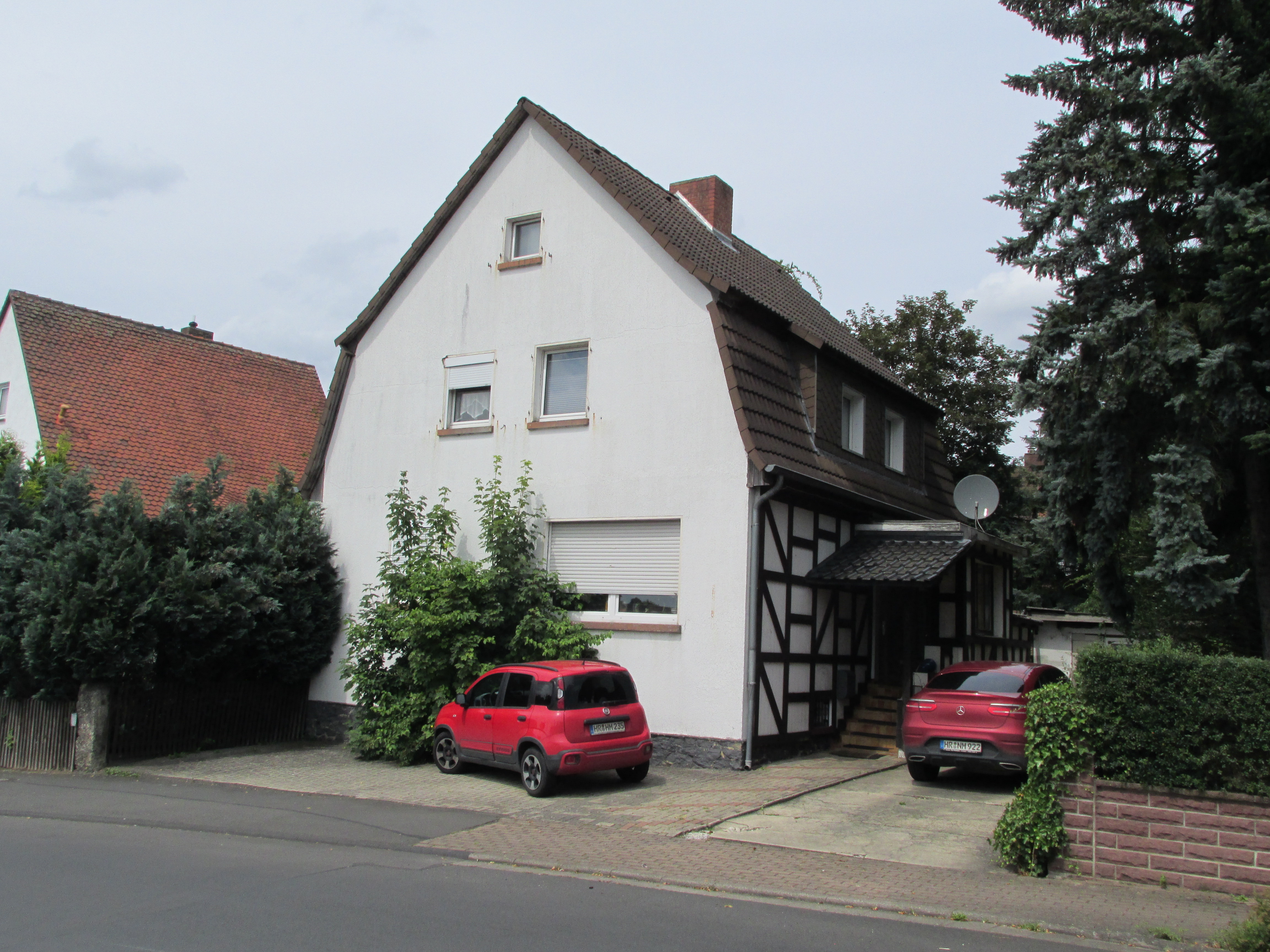
Bobenhäuser Weg 3
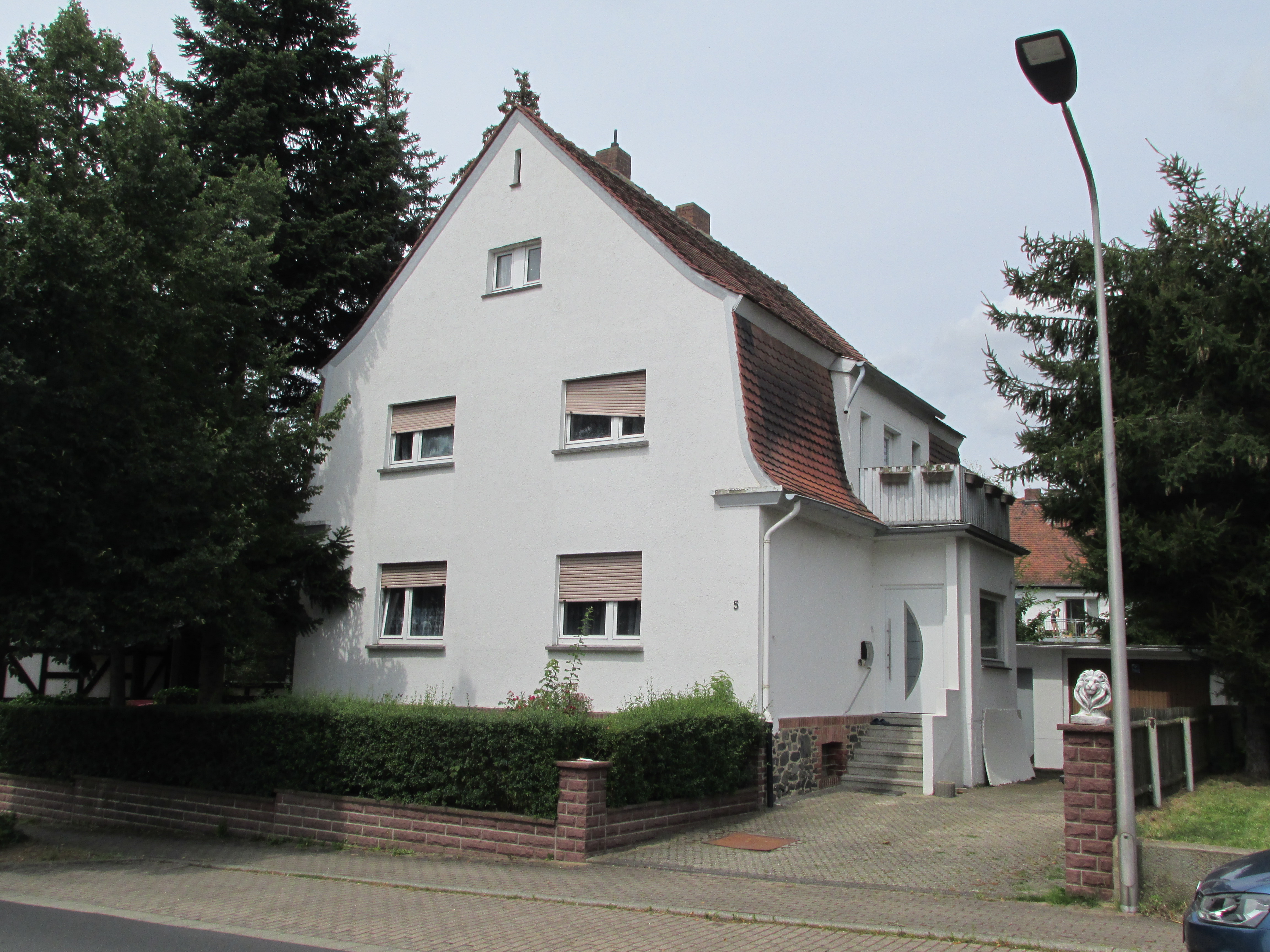
Bobenhäuser Weg 5
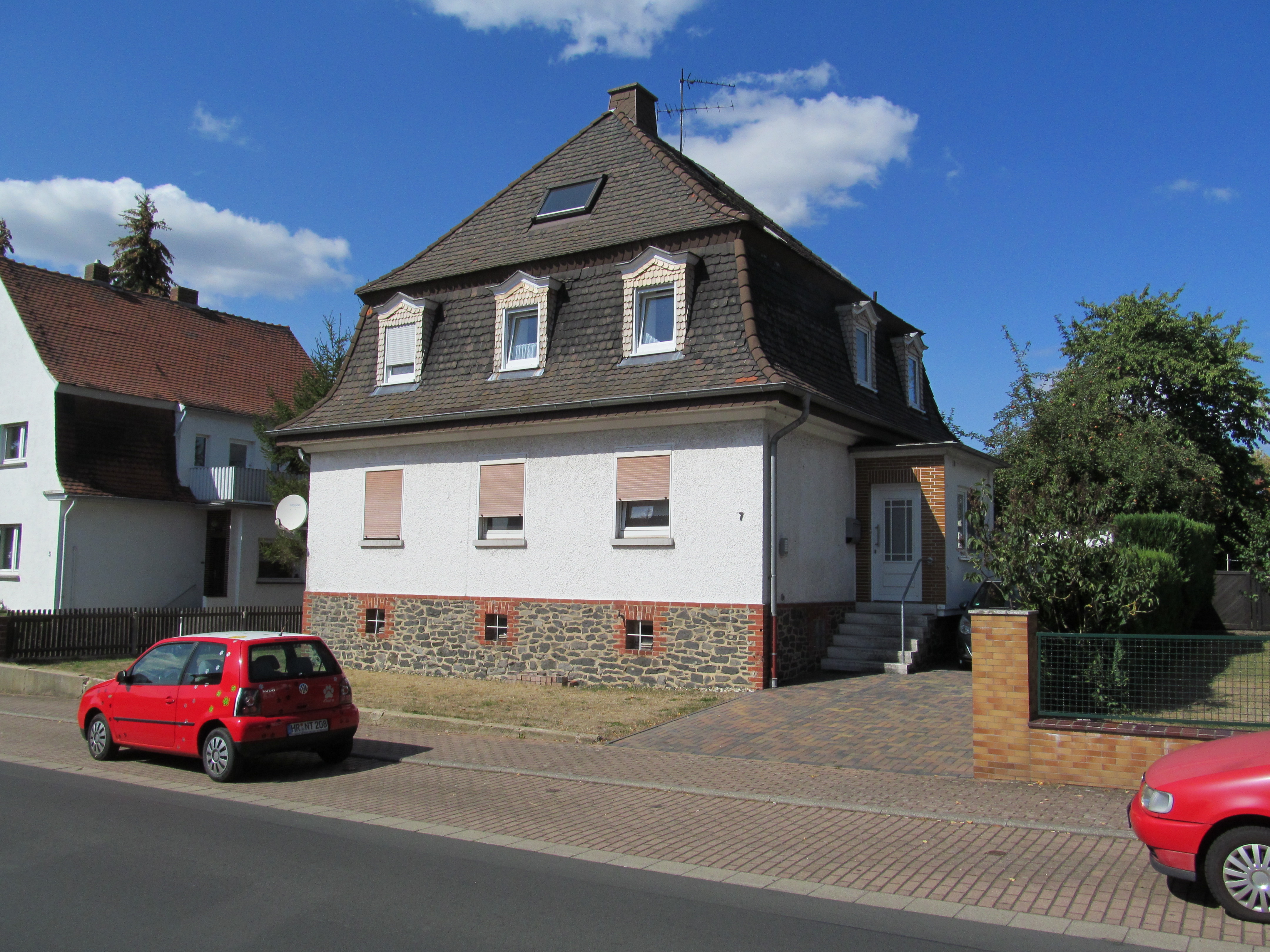
Bobenhäuser Weg 7
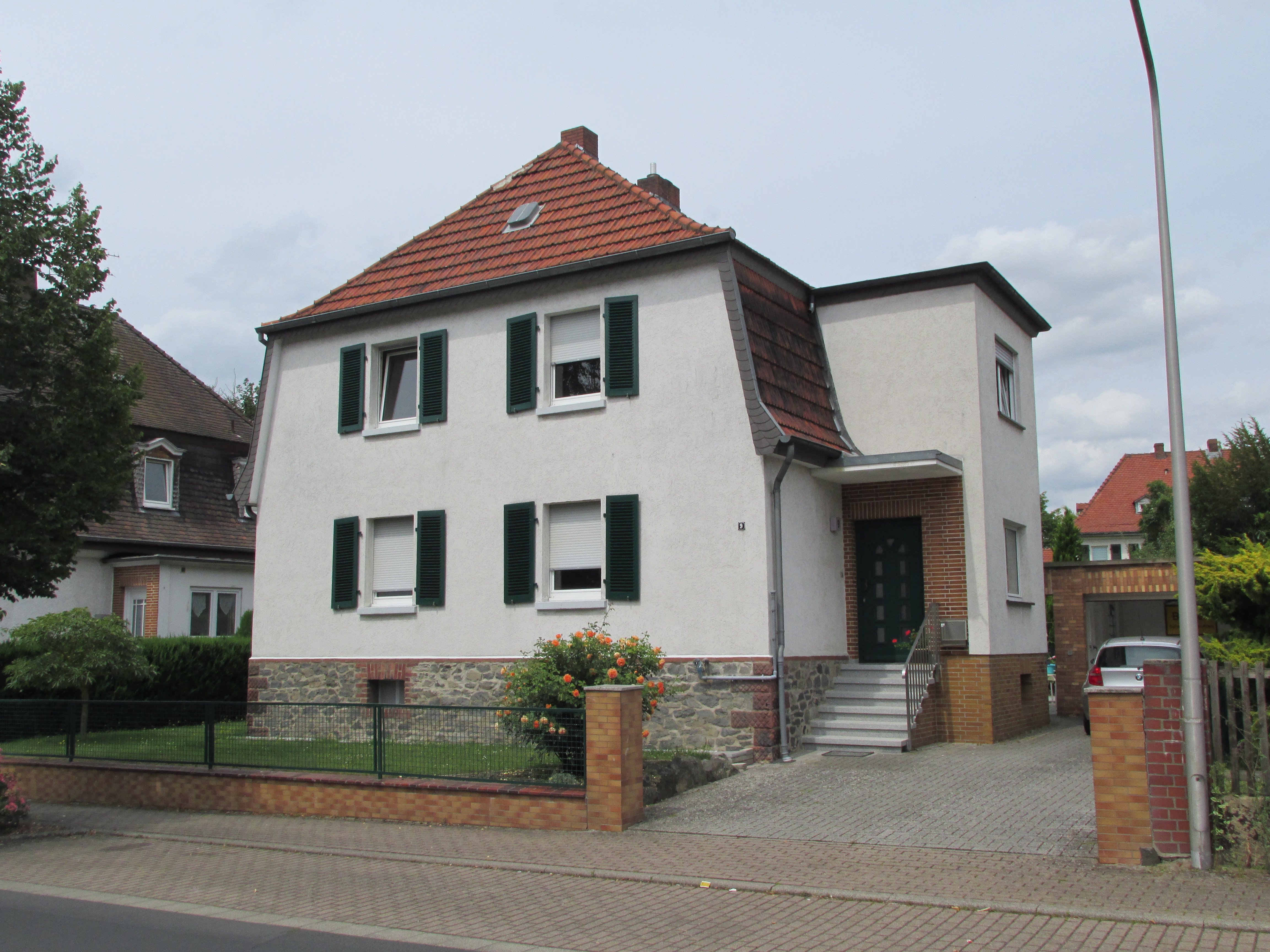
Bobenhäuser Weg 9
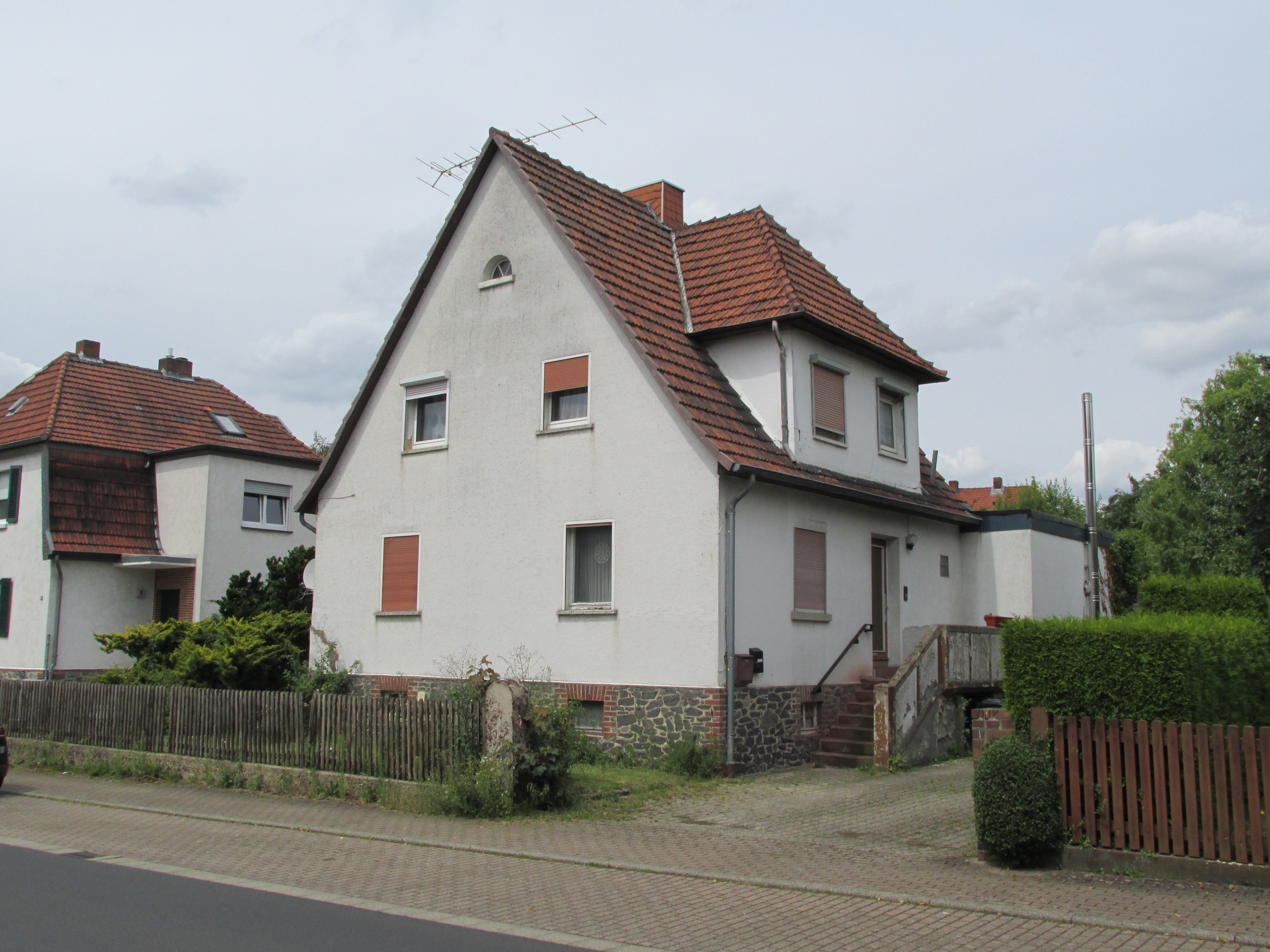
Bobenhäuser Weg 11
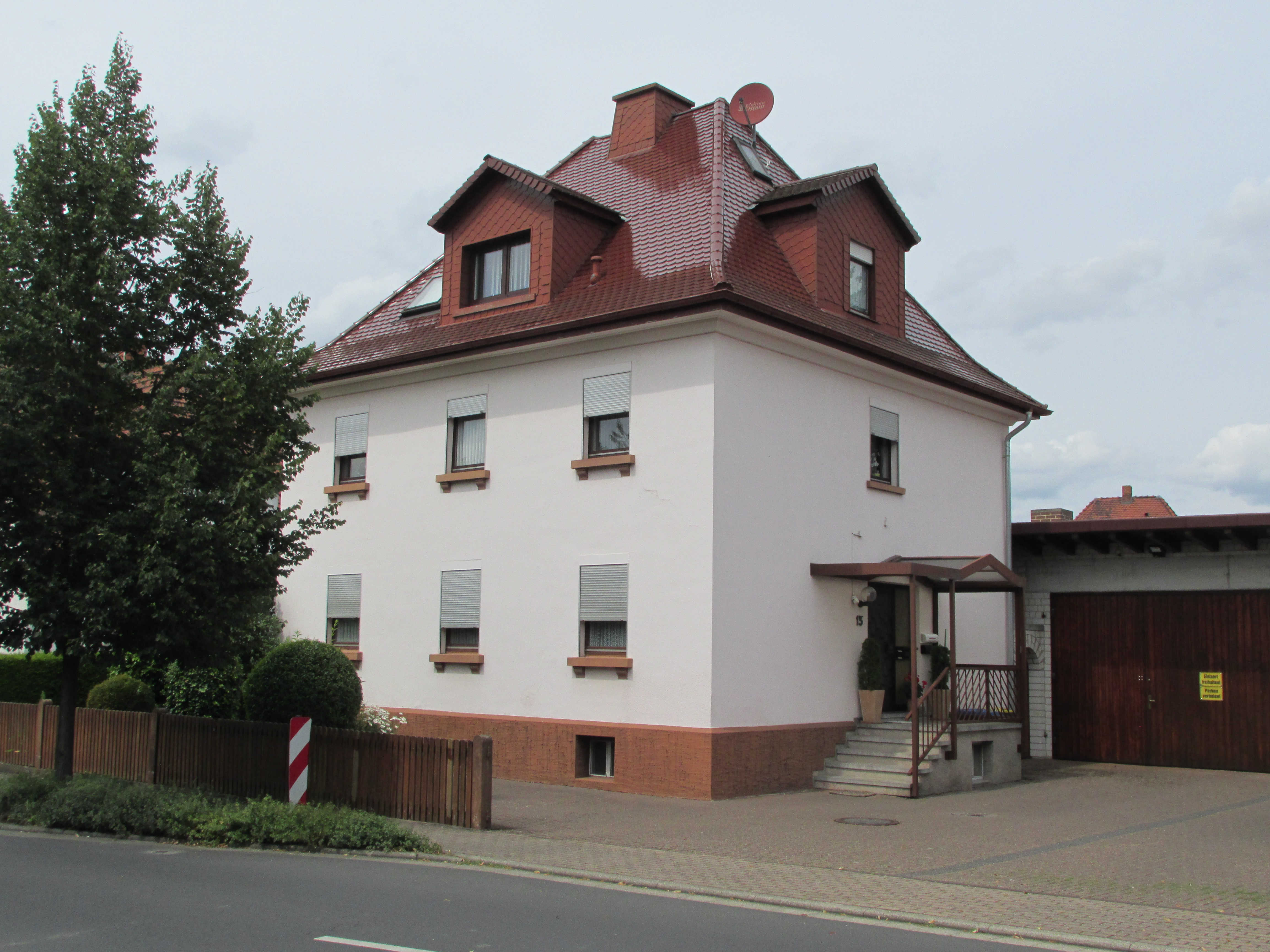
Bobenhäuser Weg 13
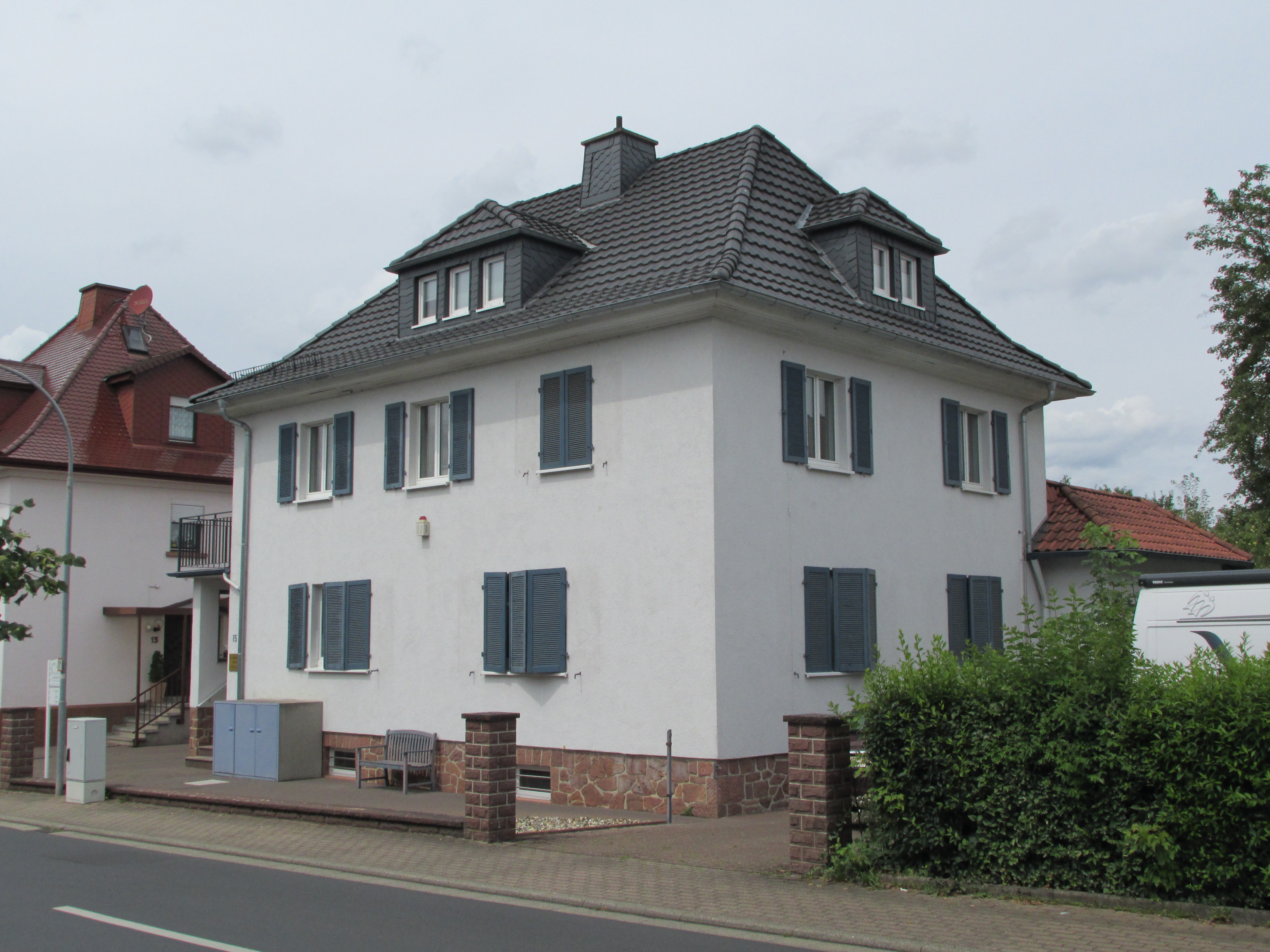
Bobenhäuser Weg 15
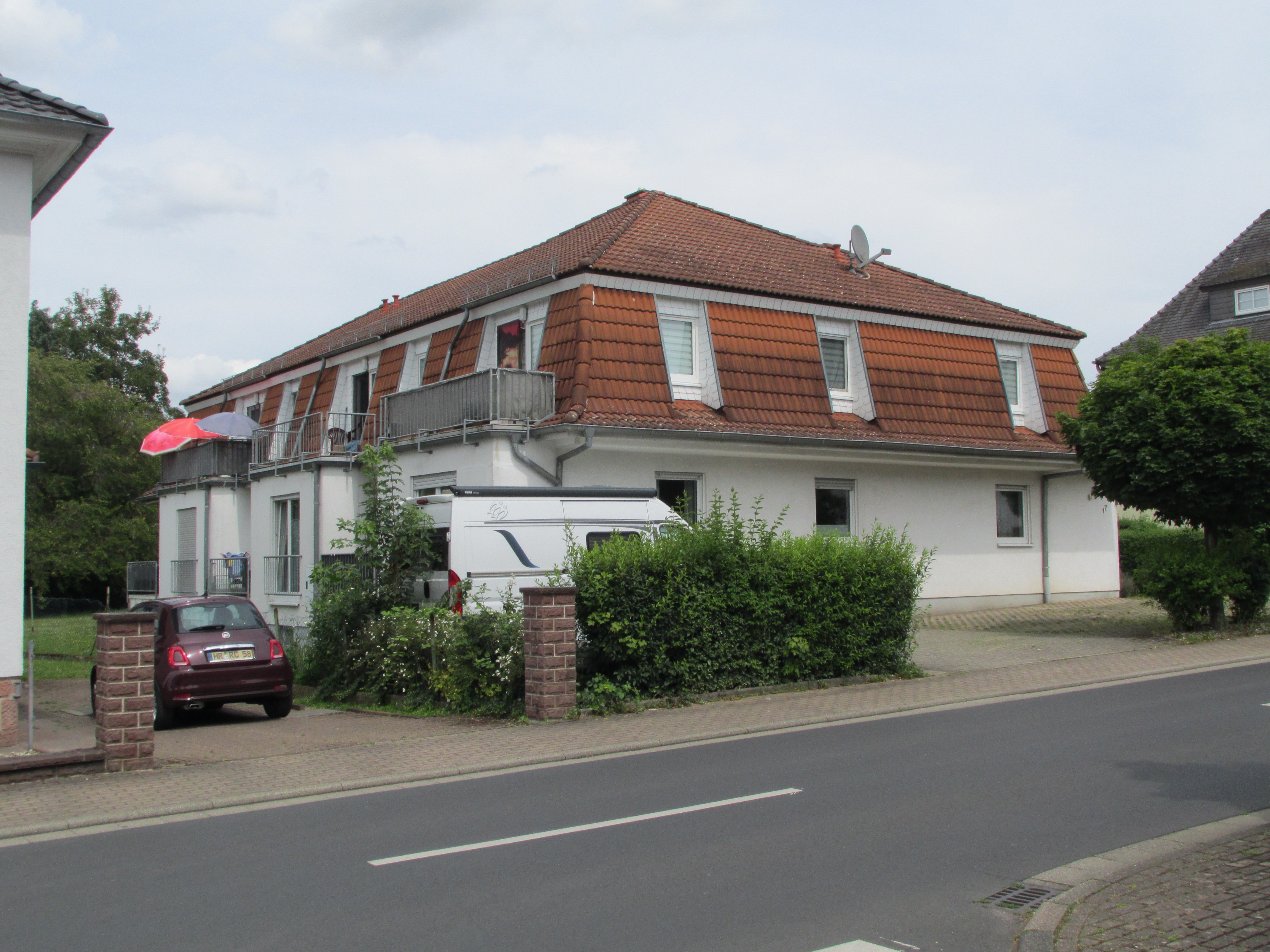
Bobenhäuser Weg 17
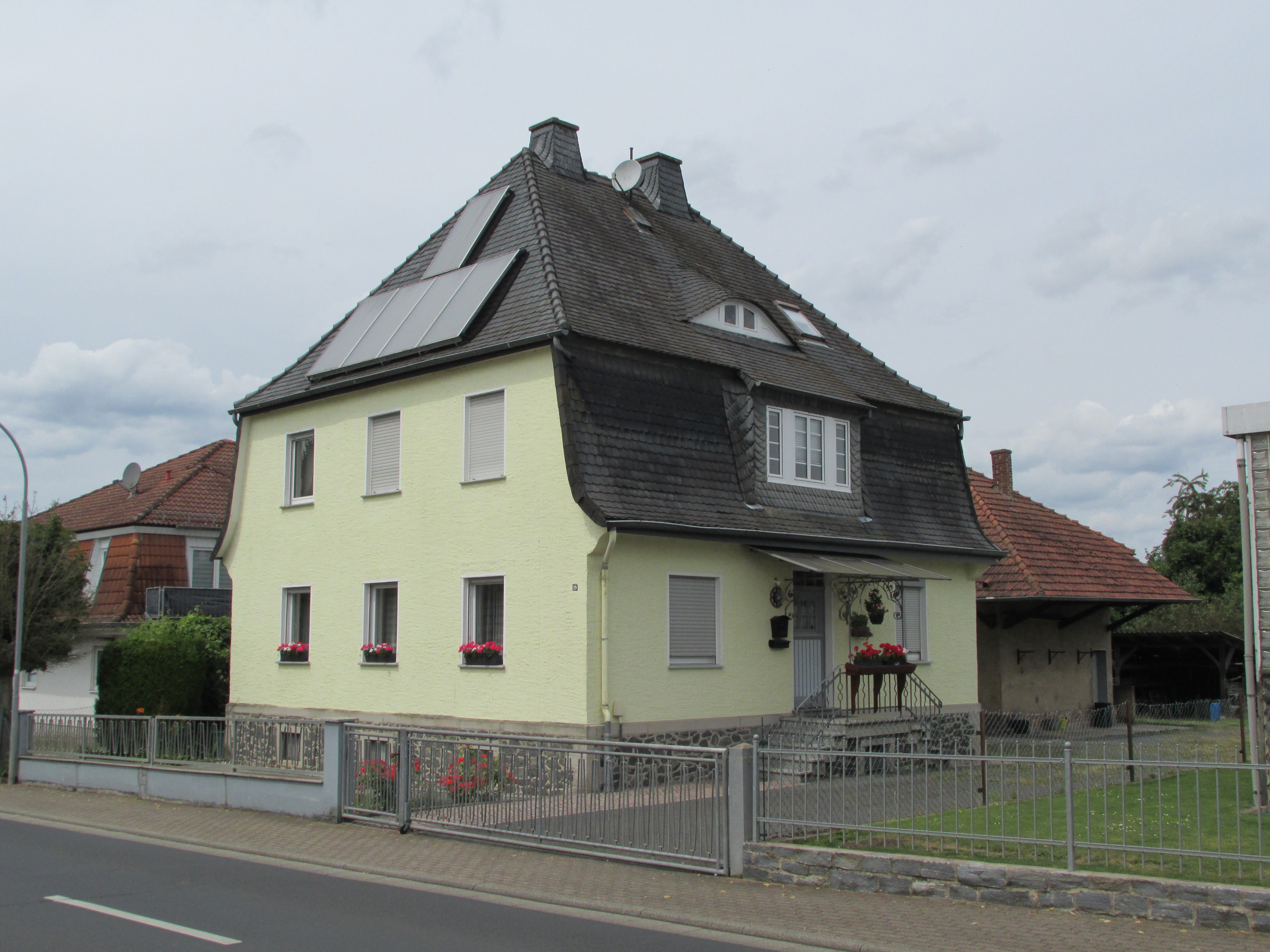
Bobenhäuser Weg 19
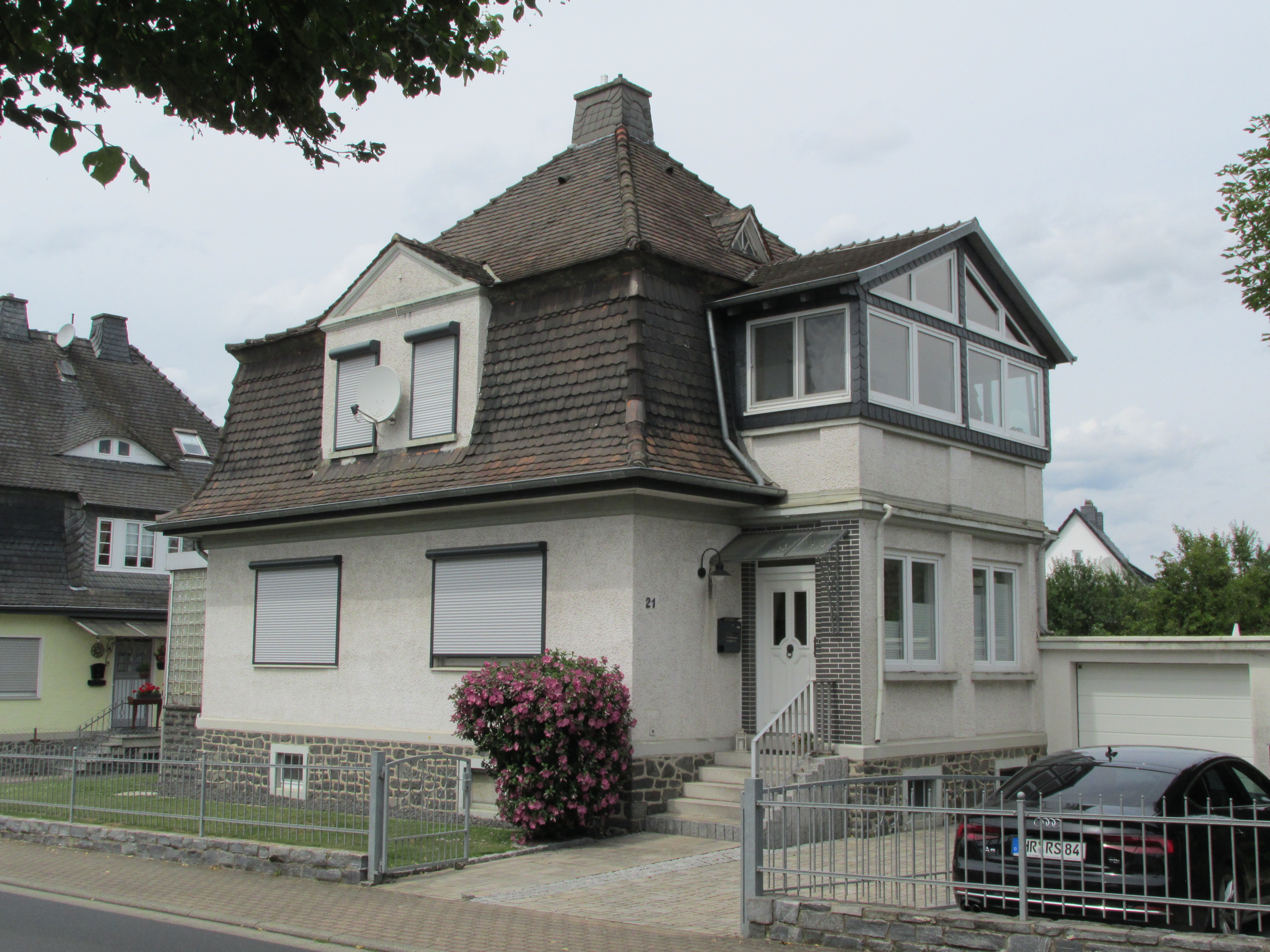
Bobenhäuser Weg 21
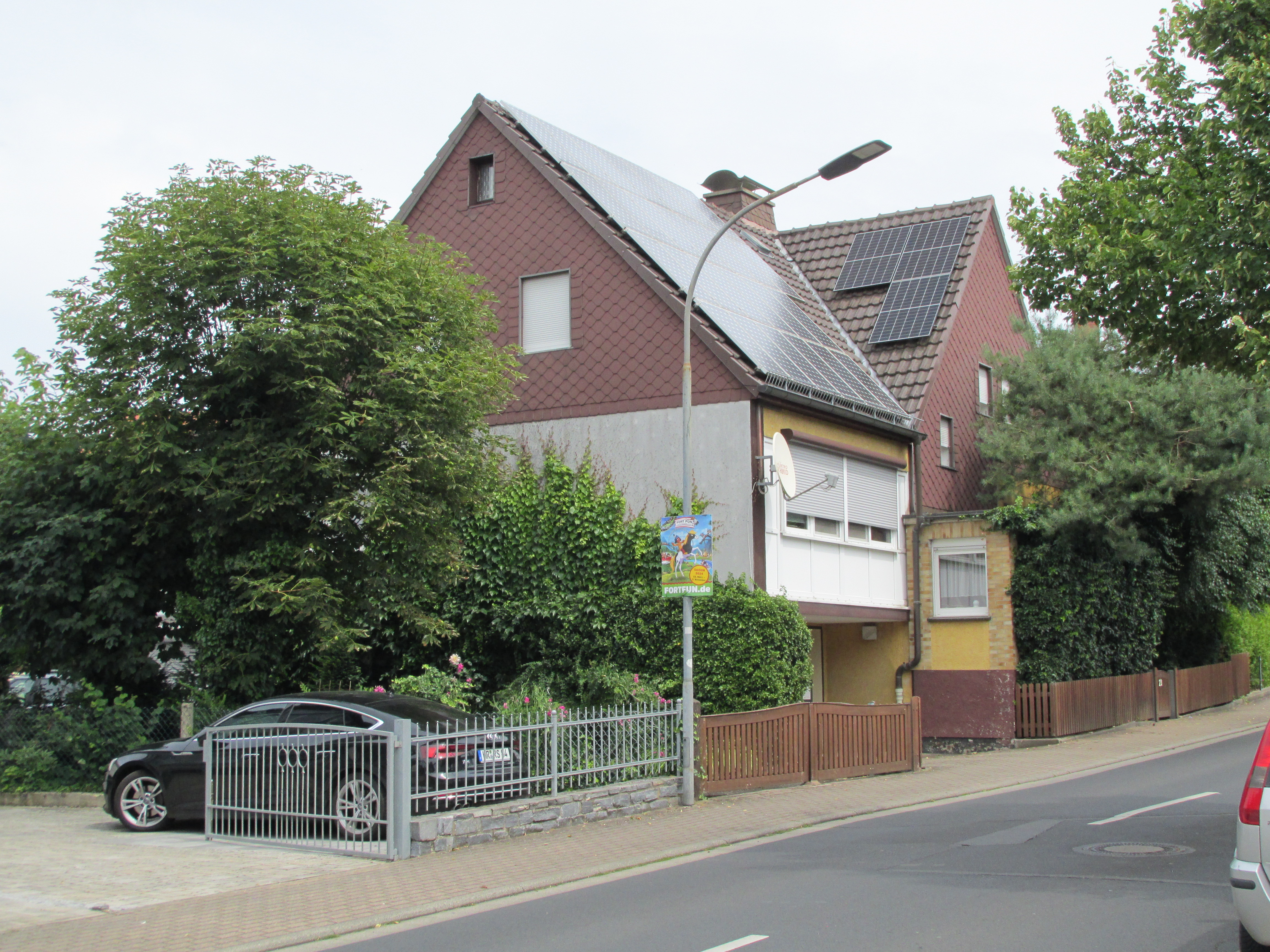
Bobenhäuser Weg 23

### Gesamtanlage Borken VI
| Bild            | Bezeichnung                                     | Lage | Beschreibung           | Bauzeit | Daten |
| --------------- | ----------------------------------------------- | ---- | ---------------------- | ------- | ----- |
| Bild gesucht BW | die zum Kraftwerk gehörige Arbeiterwohnsiedlung | Lage | Am Kraftwerk 1–19. (g) |         |       |

### Einzeldenkmäler
| Bild                     | Bezeichnung              | Lage                                                      | Beschreibung | Bauzeit                        | Daten |
| ------------------------ | ------------------------ | --------------------------------------------------------- | ------------ | ------------------------------ | ----- |
| Bild gesucht BW          | Villa                    | Bahnhofstraße 34 LageFlur: 12, Flurstück: 66/9            | (g)          | 1904                           |       |
| Streckhof                | Streckhof                | Bahnhofstraße 44 LageFlur: 12, Flurstück: 63/5            | (g, s)       | ab 1720                        |       |
| Wohnhaus                 | Wohnhaus                 | Gellenweg 2 LageFlur: 12, Flurstück: 521/70               | (g, s)       | zu Beginn des 20. Jahrhunderts |       |
| Schule                   | Schule                   | Geysostraße 2 LageFlur: 3, Flurstück: 100/8               | (g, s)       | 1907                           |       |
| weitere Bilder           | Wasserturm               | Kellerwaldstraße LageFlur: 7, Flurstück: 96/6             | (g, s)       | 1969–71                        |       |
| Doppelhaus               | Doppelhaus               | Krausgasse 44/46 LageFlur: 10, Flurstück: 28/1 und 116/29 | (g, s)       | Anfang des 20. Jahrhunderts    |       |
| Einfamilienwohnhaus      | Einfamilienwohnhaus      | Krausgasse 48 LageFlur: 10, Flurstück: 118/30             | (g, s)       | zu Beginn des 20. Jahrhunderts |       |
| Einfamilienwohnhaus      | Einfamilienwohnhaus      | Singliser Straße 6 LageFlur: 7, Flurstück: 50/12          | (g)          | späte 20er Jahre               |       |
| Einfamilienwohnhaus      | Einfamilienwohnhaus      | Singliser Straße 7 LageFlur: 3, Flurstück: 44/1           | (g)          | Mitte der 1920er Jahre         |       |
| Sachgesamtheit Kraftwerk | Sachgesamtheit Kraftwerk | Zum alten Kraftwerk 2 LageFlur: 2, Flurstück: 32/176      | (g, s, t)    | 1923–29                        |       |

## Liste der Kulturdenkmäler in Trockenerfurth
| Bild                            | Bezeichnung                     | Lage | Beschreibung | Bauzeit                                | Daten |
| ------------------------------- | ------------------------------- | --- | ------------ | -------------------------------------- | ----- |
| Hofanlage                       | Hofanlage                       | Am Wiegebrunnen 1 LageFlur: 5, Flurstück: 24/1                                                                                      | (g, k, s)    | 1680                                   |       |
| Wohnhaus                        | Wohnhaus                        | An der Lichte 6 LageFlur: 5, Flurstück: 28                                                                                          | (g, s)       | erstes Viertel des 19. Jahrhunderts    |       |
| Bild gesucht BW                 | kleine Hofanlage                | Bodenweg 2 LageFlur: 7, Flurstück: 22/5                                                                                             | (g)          | spätes 19. Jahrhundert                 |       |
| Wohnhaus einer Hofanlage        | Wohnhaus einer Hofanlage        | Hardtstraße 3 LageFlur: 5, Flurstück: 64/18                                                                                         | (g, w)       | spätes 16. oder frühes 17. Jahrhundert |       |
| stattliches Wohnhaus            | stattliches Wohnhaus            | Hardtstraße 10 LageFlur: 5, Flurstück: 114/3                                                                                        | (g, s)       | zweite Hälfte des 19. Jahrhunderts     |       |
| evangelische Kirche             | evangelische Kirche             | Hardtstraße 17 Lage | (g, k, s)    | 1555                                   |       |
| Bild gesucht BW                 | Wohnhaus einer Hofanlage        | Hardtstraße 18 LageFlur: 6, Flurstück: 27/6                                                                                         | (g, s)       | um 1900                                |       |
| Bild gesucht BW                 | Scheune einer Hofanlage         | Hardtstraße 19 Lage | (g)          | 1726                                   |       |
| Bild gesucht BW                 | Wohnhaus mit angrenzendem Stall | Hardtstraße 23 Lage | (g, s)       | zweite Hälfte des 19. Jahrhunderts     |       |
| Streckhof                       | Streckhof                       | Hirtenplatz 2 LageFlur: 5, Flurstück: 22/3                                                                                          | (g, s)       | Beginn des 19. Jahrhunderts            |       |
| Bild gesucht BW                 | Wohnhaus einer Hofanlage        | Lohwiesenweg 6 LageFlur: 3, Flurstück: 46/3                                                                                         | (g)          | Beginn des 20. Jahrhunderts            |       |
| Bild gesucht BW                 | Zweifamilienhaus (Steigerhaus)  | Lohwiesenweg 11/13 LageFlur: 3, Flurstück: 64/24 und 64/15                                                                          | (g, s)       | Mitte der 1920er Jahre                 |       |
| Bild gesucht BW                 | Doppelhaus (Steigerhaus)        | Lohwiesenweg 15/17 LageFlur: 3, Flurstück: 64/26 und 64/19                                                                          | (g, s)       | Mitte der 1920er Jahre                 |       |
| freistehendes Ernhaus           | freistehendes Ernhaus           | Talstraße 4 LageFlur: 5, Flurstück: 44/4                                                                                            | (g, k, s)    | Anfang des 18. Jahrhunderts            |       |
| Bild gesucht BW                 | Kriegerdenkmal                  | Römersbergstraße LageFlur: 7, Flurstück: 18/3                                                                                       | (g)          | 1958                                   |       |
| Sachgesamtheit Arbeitersiedlung | Sachgesamtheit Arbeitersiedlung | Wildunger Straße 3–25 LageFlur: 2, Flurstück: 11/11, 11/12, 11/13, 11/14, 11/15, 11/16, 11/17, 11/18, 11/19, 11/20, 11/21 und 11/22 | (g, s)       | ab 1922                                |       |